# Goguette

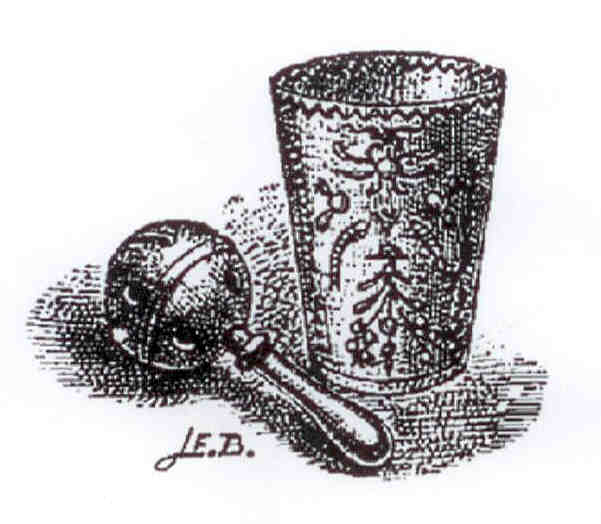
Le grelot de Collé et le verre de Panard, reliques emblématiques de la Société du Caveau.

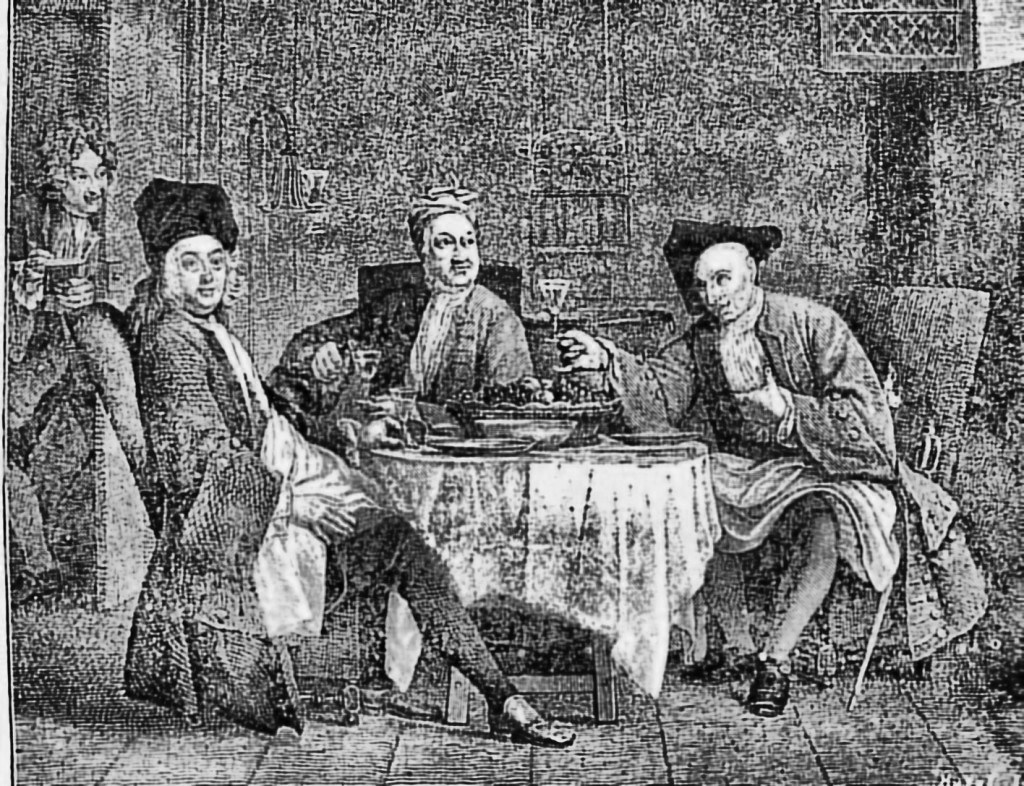
À Paris en 1729, le poète Pierre Gallet, à droite, avec les premiers convives du Caveau, ancêtre de toutes les goguettes.

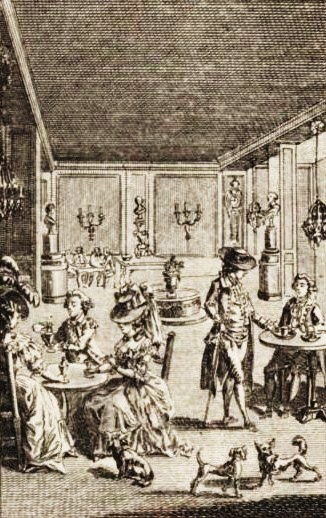
Le Café du Caveau au Palais-Royal à Paris, où durant 27 ans, de 1762 à 1789, se réunit la deuxième société du Caveau.

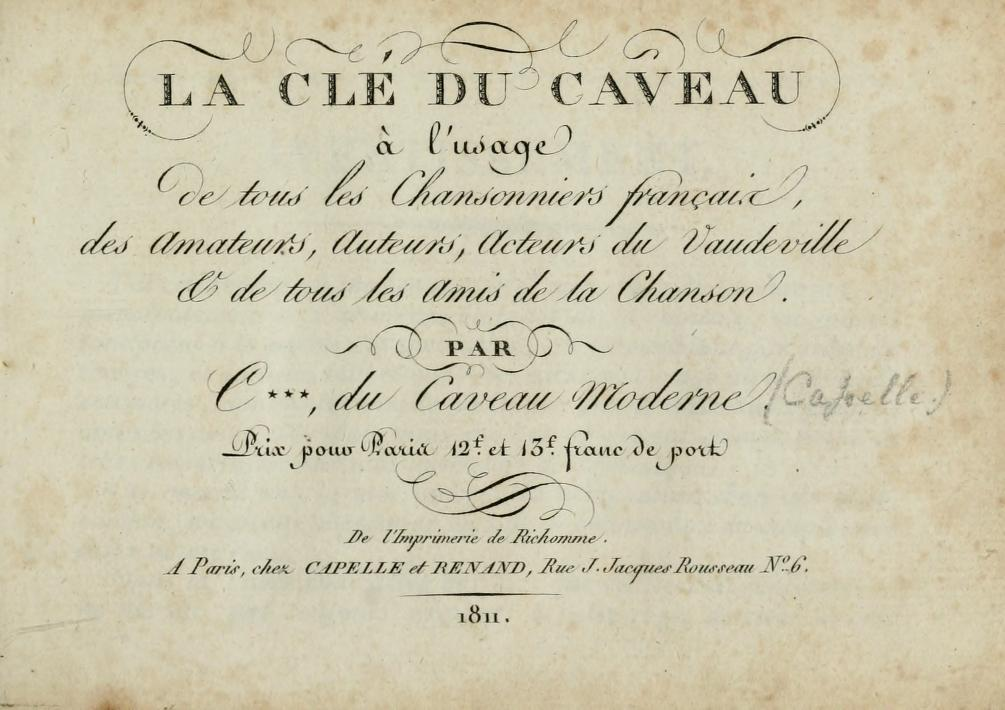
La clé du Caveau, recueil de timbres édité par Pierre Capelle en 1811. Monselet a écrit un poème sur ce recueil.

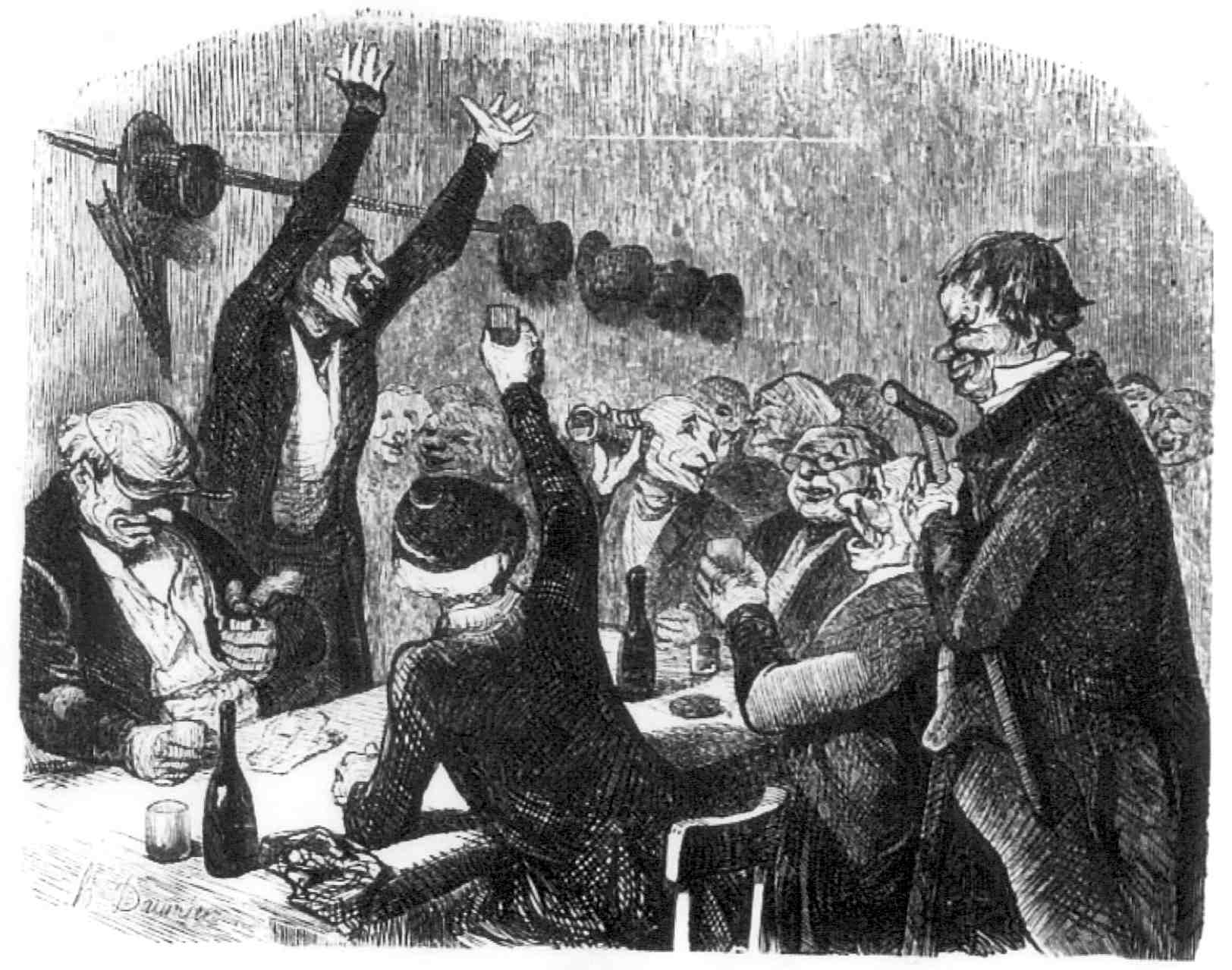
La goguette des Joyeux, à Belleville, en 1844, vue par Daumier.

La goguette est une ancienne pratique sociale festive en France et en Belgique consistant à se réunir en petit groupe amical plutôt masculin de moins de vingt personnes pour passer ensemble un bon moment et chanter. Puis cette pratique devient la base de sociétés festives et carnavalesques constituées.
Des milliers de ces lieux de rencontre, dits goguettes, fréquentés par des goguettiers, ont existé et disparu. Aujourd'hui, il en reste très peu ; le terme lui-même est peu utilisé et confondu facilement avec le mot « guinguette ».

## Étymologie
Le mot « goguette » paraît beaucoup plus ancien que cette pratique festive.
On le rencontre au XIIIe siècle avec le sens de « propos joyeux », dans la seconde moitié du XVe siècle avec le sens de « se régaler, en être aux caresses (avec une femme), être de joyeuse humeur », et « ripaille ».
C’est un dérivé du mot « gogue », attesté au XIIIe siècle, qui signifiait « réjouissance, liesse, bonne humeur », peut être le même mot dialectal ou expressif signifiant boudin, qu’on peut reconnaître dans l’expression « à gogo » et les mots « gogaille » (1564) ou « goguenard (début XIIIe siècle). », « goguenarder » et « goguenardie » (début XVIe siècle), puis « goguenarderie » (1872). Une survivance du mot se retrouve dans des expressions encore utilisées comme « être en goguette » (primitivement « faire ripaille » (XVe siècle), depuis devenu « être d'humeur enjouée ») ou « partir en goguette » (partir en dérive).

## Inventaire sommaire
Les noms de plus de 1 200 goguettes sont répertoriés dans l’article liste de goguettes de Wikipédia. En 1902, il y en avait des centaines à Paris et des milliers en France, répandues partout sur son sol, jusque dans les hameaux les plus reculés. Cette forme d’organisation festive extrêmement importante a beaucoup prospéré et n’a pas complètement disparu.
Une goguette peut éventuellement se faire connaître sous une autre appellation que goguette, comme : Dîner chantant, société, société chantante, société bachique et chantante, société chansonnière, société lyrique, société lyrique et littéraire, société dramatico-lyrique, société des Amis-Réunis, société littéraire, société poétique, Caveau, Cercle Musical et Dramatique.

## Activités
Son activité principale est d’organiser ponctuellement des soirées de goguette, soirées lyriques ou soirées chantantes.
Dans ces soirées on se retrouve pour se détendre, boire, rire, s’amuser et « pousser son cri », c’est-à-dire chanter sa chanson.
Pour cela on s'inscrit et on est appelé pour chanter, quand vient son tour, par le maître des chants : « Celui qui dans les goguettes est nommé pour appeler les auteurs. »
Comme le rappelle Eugène Imbert en 1880 : « Il est d'usage que le président salue par un applaudissement les chanteurs et surtout les chanteuses qui se font entendre. » Il donne également ainsi le signal incitant l'assistance à l'imiter.
On chante des chansons déjà connues. On en crée aussi de nouvelles, souvent sur des airs déjà existants. On peut notamment trouver ces derniers dans des recueils de timbres publiés à cet effet, comme La clé du Caveau édité en 1811, ou les entendre dans des lieux chantants comme le Pont Neuf à Paris.
Il arrive également qu’on joue au jeu des Mots donnés, consistant à devoir créer une chanson à partir d'un mot tiré au sort dans un ensemble de mots proposés. Et aussi qu'on dise des poèmes, fasse du théâtre. Et donne banquets et bals dans les goguettes. En 1845, dans un long poème comique, Les mystères de la Goguette dévoilés, le goguettier Joseph Landragin évoque le bal à l'issue du banquet où on danse le quadrille au son de la musique festive de danses de Paris au XIXe siècle.
Pour se déclarer chansonnier, point n'est besoin de vivre de ses chansons. Comme le rappelle l'article nécrologique de Joseph Landragin - célébrité des goguettes - paru dans Le Gaulois du 6 novembre 1891, il précise, parlant du début des années 1870 : « Les chansonniers, à cette époque, ne demandaient pas à leur muse le soin de les nourrir ; tous exerçaient un autre métier ».
Significative à ce propos est la carrière du célèbre goguettier et historiographe des goguettes Eugène Imbert. Employé à la Cour des comptes, il crée durant plus de vingt ans des chansons sans penser les faire imprimer. C'est seulement sous l'impulsion du poète Thalès Bernard, qui apprécie ses œuvres, qu'il décide de publier son premier recueil.

## Relations avec les carnavals
Les goguettes ont des affinités avec la tradition des fêtes du Carnaval et leur organisation. Quand arrive le Carnaval, les goguettiers vont naturellement le rejoindre. Ils en constituent même la base essentielle d’organisation indispensable à son existence. Quand les goguettes prospéraient à Paris, par exemple vers 1840, le Carnaval de Paris était immense. C’est toujours le cas à Dunkerque et dans sa région où les sociétés philanthropiques et carnavalesques assurent chaque année la réussite du Carnaval :
Les « sociétés philanthropiques et carnavalesques » de Dunkerque et sa région, base des immenses carnavals de Dunkerque et alentours, sont des goguettes. Excepté quelques-unes, elles regroupent toutes moins de vingt membres. Leur caractère familial assure leur solidité. Quand on est moins de vingt on sait ce qu’on fait, où on va, on évite les dérives et on n’a pas besoin de beaucoup de moyens pour fonctionner.

## Production de chansons célèbres
Une des plus fameuses chansons du Carnaval de Dunkerque, connue comme l’air du Carnaval, a pour origine une chanson de goguette très ancienne. Elle en reprend l'air et une partie des paroles. La chanson d'origine, de Désaugiers, est Bon voyage, Monsieur Dumollet.
Le jadis célèbre hymne carnavalesque parisien de La Marseillaise de la Courtille, par certains attribué au goguettier Antoine Antignac, membre du Caveau moderne, est aussi une chanson de goguette.
Deux autres chansons françaises célèbres: Frère Jacques et L'Internationale ont été créées par des goguettiers. La première par Jean-Philippe Rameau – qui faisait partie d'une célèbre société joyeuse, bachique et chantante : la Société du Caveau, – la seconde par Eugène Pottier. Autre chanson toujours célèbre œuvre de goguettier : Ma Normandie, de Frédéric Bérat, membre de la célèbre goguette de la Lice chansonnière.
La ronde enfantine Dansons la capucine est l’œuvre du goguettier Jean-Baptiste Clément, également auteur de la chanson Le Temps des cerises.

## Goguette et musique instrumentale
À partir de 1885, des milliers de goguettes s’équipent de bigophones et se constituent en sociétés bigophoniques. En 1898, Paris compte 400 goguettes constituées en sociétés bigophoniques d’au moins 20 exécutants chacune, soit plus de 8 000 goguettiers bigophonistes. Les sociétés bigophoniques prospèrent dans toute la France au moins jusqu’au début des années 1940.

## Développement et postérité
Dès 1895, il y a des sociétés bigophoniques à l’étranger, jusqu’en Australie, au Brésil et aux iles Carolines.
De nos jours, il subsiste en France encore quelques goguettes, dont des fanfares bigophoniques, comme à Châtellerault, Le Luc, Menton, Rurange-lès-Thionville et Sospel. Mais la goguette en général, avec ou sans bigophones, comme l'histoire de la fête qui va avec, est aujourd’hui autant dire complètement oubliée du grand public y compris fêtard.

## Notions générales

### Le fonctionnement des goguettes

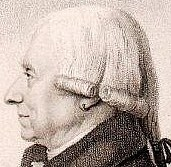
Pierre Laujon membre du Caveau, de l'Union des arts et de l'amitié en goguette et de la goguette des Enfants d’Apollon[30].
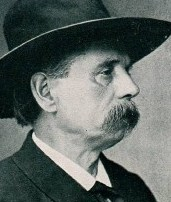
Jean-Baptiste Clément goguettier.
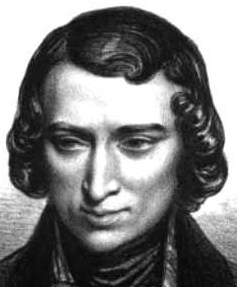
Armand Gouffé, des dîners du Vaudeville et du Caveau moderne.
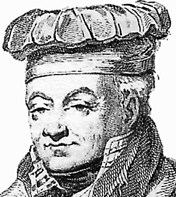
Grimod de la Reynière, goguettier gastronome.

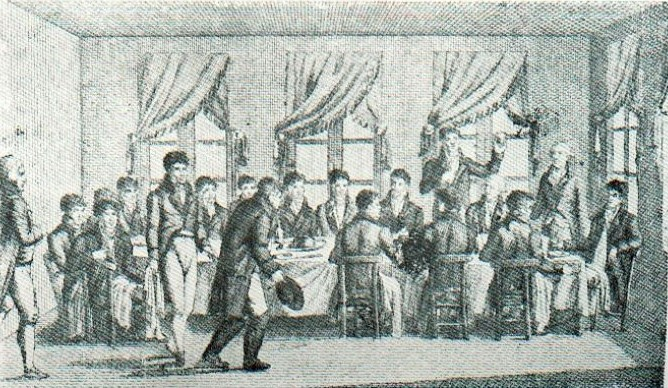
Une réunion du Caveau moderne (1806-1817).

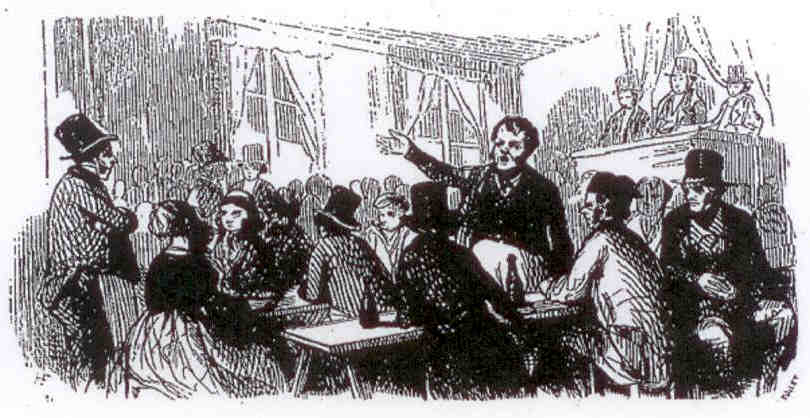
Une goguette en 1844 vue par Daumier.

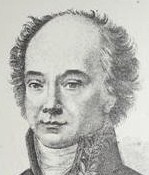
Goswin de Stassart, membre associé de la goguette des Troubadours de Marseille.

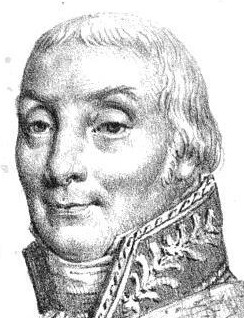
Ségur ainé, des dîners du Vaudeville et du Caveau moderne.

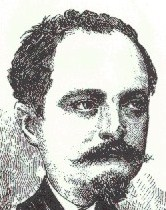
Jules Jouy participe à quatre goguettes dont une qu’il a fondée.

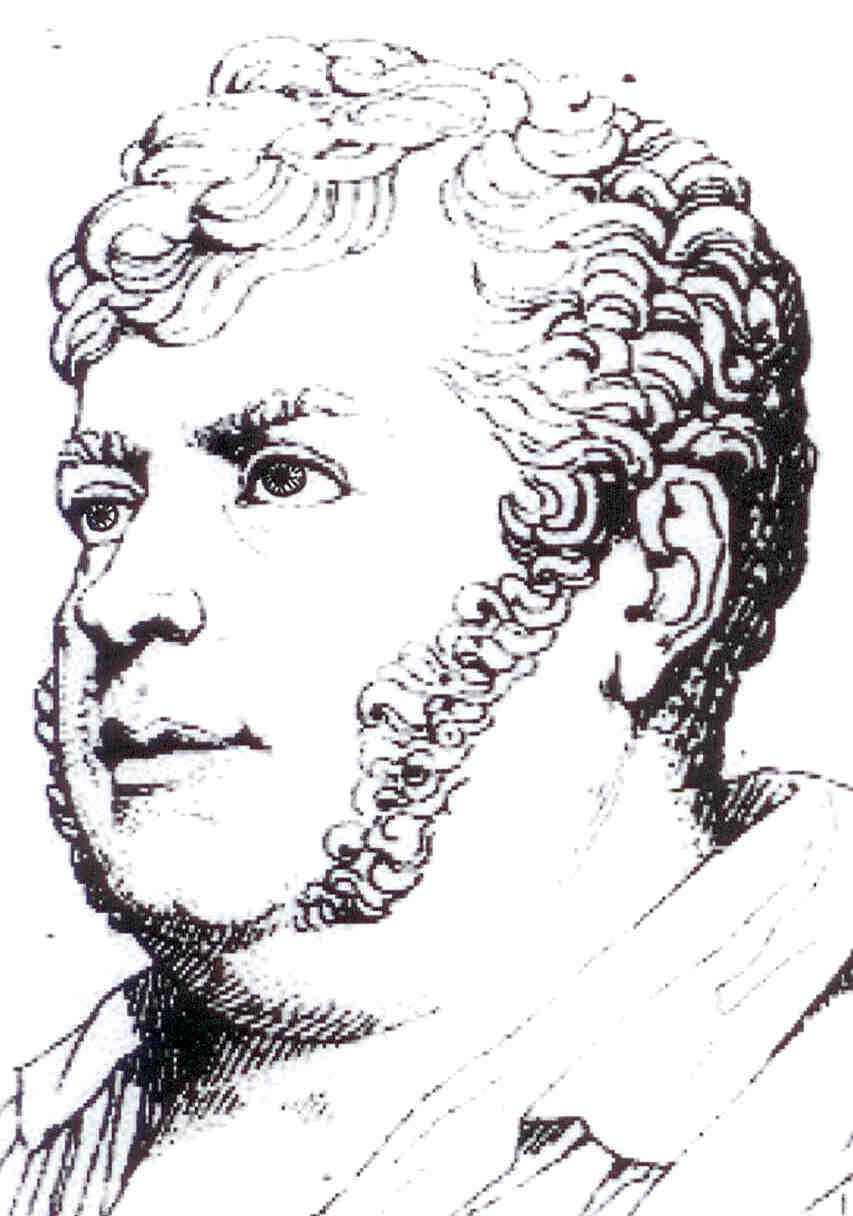
Ducray-Duminil, du Caveau moderne.

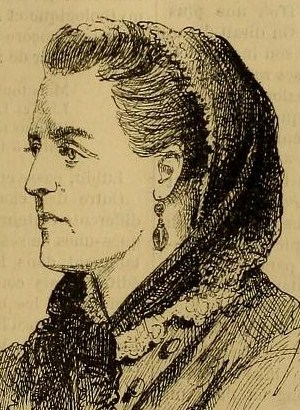
Madame Élie Deleschaux goguettière.

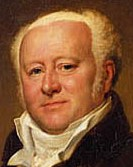
Le célèbre médecin Corvisart membre de l'Union des arts et de l'amitié en goguette.

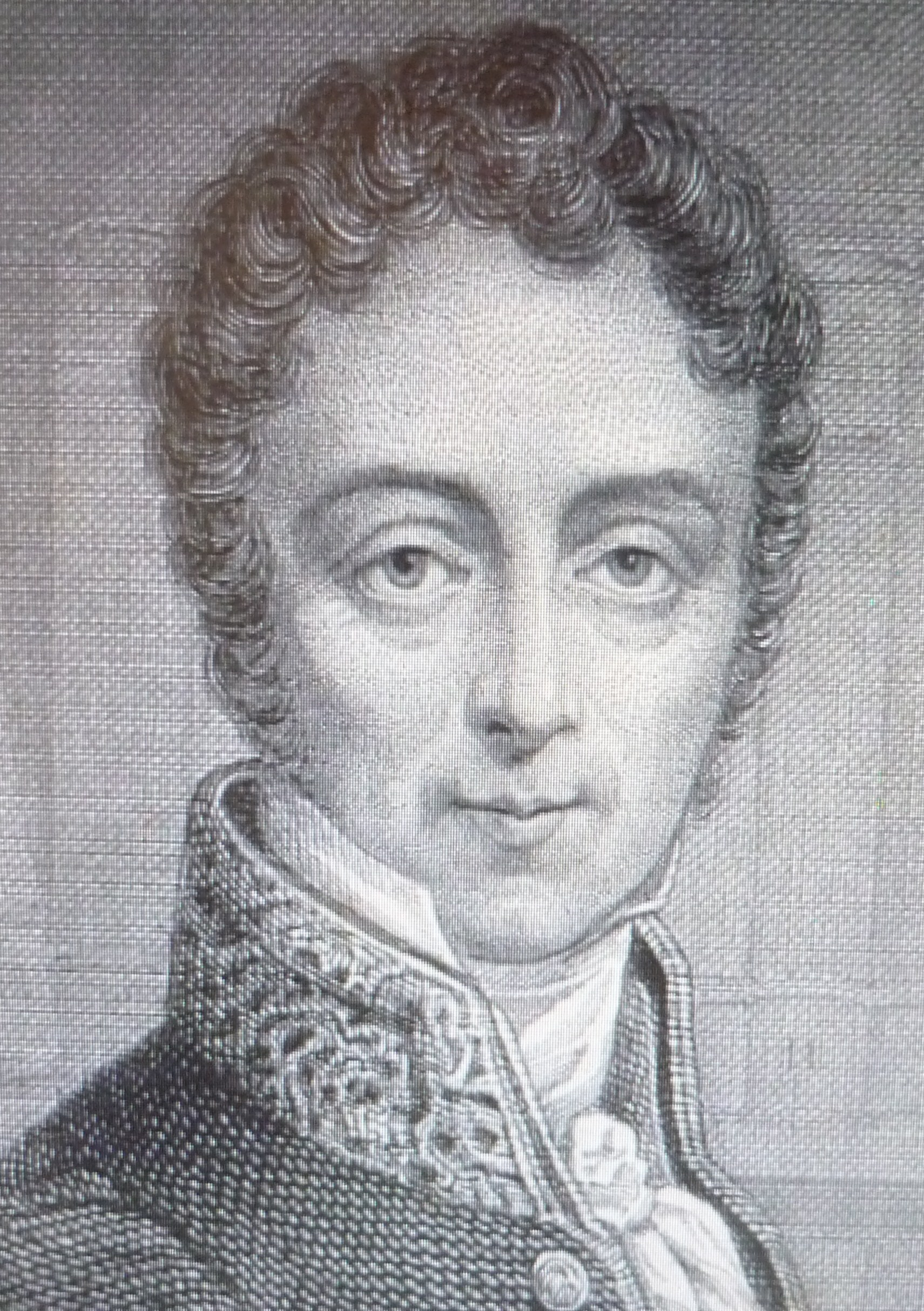
Le vicomte de Martignac membre du Cercle des chansonniers de Bordeaux.

Les goguettes, dont l’histoire commence à Paris en 1729 avec la société du Caveau, prospèrent en France, en province, à Paris et dans sa banlieue au moins depuis 1818 jusqu’à 1900. Elles sont encore nombreuses par la suite. Leur tradition ne s’est pas complètement éteinte. On en trouve encore aujourd’hui.
Durant la période 1818-1900 les affiliés des goguettes qui se comptent alors par milliers sont appelés goguettiers. Il y en a beaucoup dans des villes comme Lille, Paris, Roubaix et leurs alentours. Ce sont pour la plupart des ouvriers ou journaliers des deux sexes.
Hommes, femmes, enfants sont admis. Il y a presque autant de femmes que d’hommes. Exception faite pour des goguettes comme la Ménagerie ou la Lice chansonnière qui n’acceptent les femmes qu’en qualité de visiteuses. Ou les Gais Pipeaux, goguette féminine qui n’accepte les hommes qu’en qualité de visiteurs.
Quantité de genres de personnalités sont représentés dans les goguettes. Tout le monde peut adhérer aux goguettes, venir assister et participer à leurs réunions. De ce fait, une goguette peut être socialement mixte. Dans celle des Infernaux, au côté d’adhérents issus du milieu populaire on trouve aussi des étudiants. À l’époque ils appartiennent forcément à des familles privilégiées.
Il existe des goguettes composées d’artistes et intellectuels, comme à Paris les dîners chantants des Gnoufs-Gnoufs ou du Poulet sauté, le Pot-au-Feu ou la Société de la Rive Gauche. Dans la goguette des Frileux ou Joyeux on rencontre des artistes, comme Nicolas-Toussaint Charlet et son élève Auguste Raffet, des écrivains, des journalistes et des hommes politiques comme Adolphe Thiers.

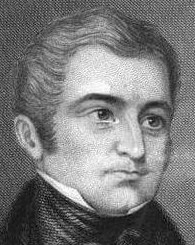
Adolphe Thiers fréquente la goguette des Frileux ou Joyeux[37].

Les goguettes ont compté dans leurs rangs un futur chef du gouvernement français : le vicomte de Martignac nommé le 4 janvier 1828 ministre de l'Intérieur, qui devint, en l'absence du titre de Président du Conseil des Ministres, le véritable chef du gouvernement et un futur chef de l'État, président de la République française : Adolphe Thiers.
Les goguettes ne sont pas exclusivement citadines. Au milieu du XIXe siècle existent des goguettes rurales autour de Paris regroupant des cultivateurs et des artisans du département de Seine-et-Oise. Les archives de cet ancien département conservent la trace de goguettes situées dans cinquante localités, villes ou villages. À Vauban, hameau du village de Wazemmes près de Lille, existent au moins trois goguettes.
La notion de poètes ouvriers qui est souvent utilisée pour définir les goguettiers peut être elle-même discutée. Y compris s’il s’agit effectivement d’ouvriers. Dit-on le poète policier Louis Amade, le poète agent immobilier Robert Desnos, le poète prince Charles d’Orléans ou le poète voyou François Villon ? Alors pour quelles raisons quand on parle d’Élisa Fleury, Gustave Leroy ou Savinien Lapointe précise-t-on systématiquement pour l’une avec son nom ouvrière en broderie, pour l’autre cordonnier et pour le troisième brossier ? Ces qualités professionnelles devraient-elles nous incliner aux éloges ou à l’indulgence ou aux deux ?
Qu’on précise qu’un poète est ouvrier s’il chante l’atelier ou les conditions de vie des ouvriers se comprend, mais existe-t-il une manière ouvrière de chanter l’héroïsme militaire, la patrie, le vin et l’amour ?
Les goguettes se réunissent souvent, généralement le samedi soir de 20 heures à minuit, la veille du dimanche, jour de repos, et lundi, qui est à l’époque un jour chômé tout au moins à Paris. Ces horaires suivent en gros le règlement établi par une ordonnance de police d’avril 1819 qui prévoit que :

« Les cabarets, cafés, estaminets, billards, guinguettes et autres lieux de réunion ouverts au public, seront fermés dans la ville de Paris, pendant toute l’année, à onze heures précises du soir et dans les communes rurales du ressort de la préfecture de police, à onze heures du soir, depuis le 1er avril jusqu’au 1er octobre et à dix heures, depuis le 1er octobre jusqu’au 1er avril. »

Certaines goguettes ont un rythme de réunions plus espacé. Comme la Lice chansonnière ou les différentes et successives sociétés du Caveau qui se réunissent une fois par mois.
Les goguettes ont une durée de vie de plusieurs dizaines d’années. La goguette des Joyeux, fondée à Belleville en 1792, existe toujours 53 ans après en 1845. À Paris, la goguette des Bergers de Syracuse, fondée en 1804, existe toujours en 1844. En 1878, la goguette des Épicuriens annonce fièrement la date de sa création : 1819. La Lice chansonnière, fondée en 1831, est toujours active 91 ans plus tard en 1922. La Muse Rouge disparaît en 1939 après 38 années d’activités. À Lyon la Société des Amis de la Chanson est créée en 1857. Cette goguette est toujours active en 1907.
Il arrive que les chansons des goguettes ne soient pas chantées et imprimées uniquement en français châtié mais aussi en français populaire ou en patois locaux : lillois, roubaisien etc. La goguettière aixoise Reine Garde a écrit et publié en français et occitan. La chanson de Désaugiers Le Menuisier Simon ou la Rage de Sortir le Dimanche est un bel exemple de texte écrit en langue populaire.
La goguette de la Gaîté française est créée en 1843 aux îles Marquises par un goguettier parisien membre de l’expédition française commandée par le contre-amiral Du Petit-Thouars.
Des goguettes existent dans des villes de provinces françaises comme Bordeaux, Marseille, Rouen, Toulouse. La société des Troubadours de Marseille est créée dès 1809. Un des Troubadours associés à cette goguette en 1811, Marseillais, habite Paris et deux autres sont membres de la société épicurienne de Bordeaux. Les goguettes sont nombreuses dans le nord de la France. À Lyon, les sociétés chantantes sont connues comme sociétés chansonnières. Elles ont fait l’objet d’une étude publiée par le chansonnier Georges Droux en 1907. Dans la vingtaine de goguettes qu’il évoque se trouvent les deuxième et quatrième Caveau lyonnais. C’est dans ce dernier que le chansonnier et compositeur Xavier Privas fait ses débuts en 1888. À Saint-Étienne, le Caveau stéphanois ou Caveau de Saint-Étienne est fondé par le poète patoisant Jacques Vacher. Il existe durant 31 ans depuis 1883 jusqu’à 1914 et disparaît 17 ans après son fondateur. Jean-François Gonon dans son Histoire de la chanson stéphanoise et forézienne depuis son origine jusqu’à notre époque parle de plusieurs goguettes : la goguette stéphanoise Argaud, les goguettes Lyonnet, Coste, Hippolyte, Marcou, Marcel, la Goguette Française et la section lyonnaise du Caveau stéphanois. À Chauny dans le département de l'Aisne habite le goguettier Jean-Baptiste Venet. C’est là qu’en 1865, il édite ses chansons au nombre desquelles Les attraits de la Goguette et Le Chant des Goguettiers.
Il existe des liens entre les goguettiers de Paris et les provinces. Par exemple, le 14 août 1814, Pierre-Joseph Charrin, membre du Caveau moderne parisien est reçu au Caveau lyonnais. En 1863, au moment de sa disparition, il est président d’honneur du Caveau parisien et membre de la Société épicurienne lyonnaise. En 1879, le goguettier lillois Alexandre Desrousseaux auteur du célèbre P’tit Quinquin est fait membre d’honneur de la goguette parisienne de la Lice chansonnière. Il existe aussi des liens entre les sociétés chantantes de Paris et des provinces : en 1893, en hommage à la Lice chansonnière parisienne le Temple de la chanson de Saint-Étienne donne à sa revue le nom de La Lice chansonnière du Forez. En 1900, le chansonnier et poète poitevin Ernest Chebroux est à Paris président de la Lice Chansonnière. On le retrouve également par ailleurs membre d’honneur du Temple de la chanson de Saint-Étienne et président d’honneur du Caveau Lyonnais.
La quatrième société du Caveau compte des membres correspondants dans et hors Paris. En 1858, par exemple, leur liste est la suivante :
MM. Chapuy, à Mulhouse ; Du Buc (L. Debuire), à Lille ; De Leyris (Amédée), à Versailles ; Duplanty (le docteur), à Paris ; Fortin, à Vimoutiers ; Fournier (Prosper), à Bordeaux ; Jobart, à Bruxelles ; Kraus, à Paris ; Levaillant (Onésime), à Blangy ; H. Léon Lizot, à Roubaix ; Moreau (César), à Marseille ; J. Rolle, à Lille ; Voïart, à l'île de La Réunion.
En région parisienne existent des goguettes régionalistes. Par exemple la goguette des Enfants de Bacchus composée de Lillois rassemblés à Versailles. Ou la Société normanno-bretonne la Pomme, société composée de Bretons et de Normands résidant à Paris et fondée le 12 avril 1877 par Sebillot et Boursin. Un concours qu’elle organise en 1879 est annoncé dans la revue La Chanson. La remise solennelle des prix a lieu à Nantes. On appelle ses membres les Pommiers.
les Amis Réunis à Bâle-en-Suisse édite en 1870 plusieurs chansons en patois de Lille.
Des goguettes belges ont existé à Mouscron à partir de 1865 et jusqu’à 1913. Soit elles portent des noms proches de certaines goguettes du nord de la France, ce sont des Sociétés les Amis Réunis. Soit elles portent des noms joyeux évoquant la gaité et l’alcool comme la Rigolade des Imbéciles ou la société Boit sans soif. Dans les années 1880, d'autres goguettes belges ont également existé dans le Borinage.

### La règle des dix-neuf

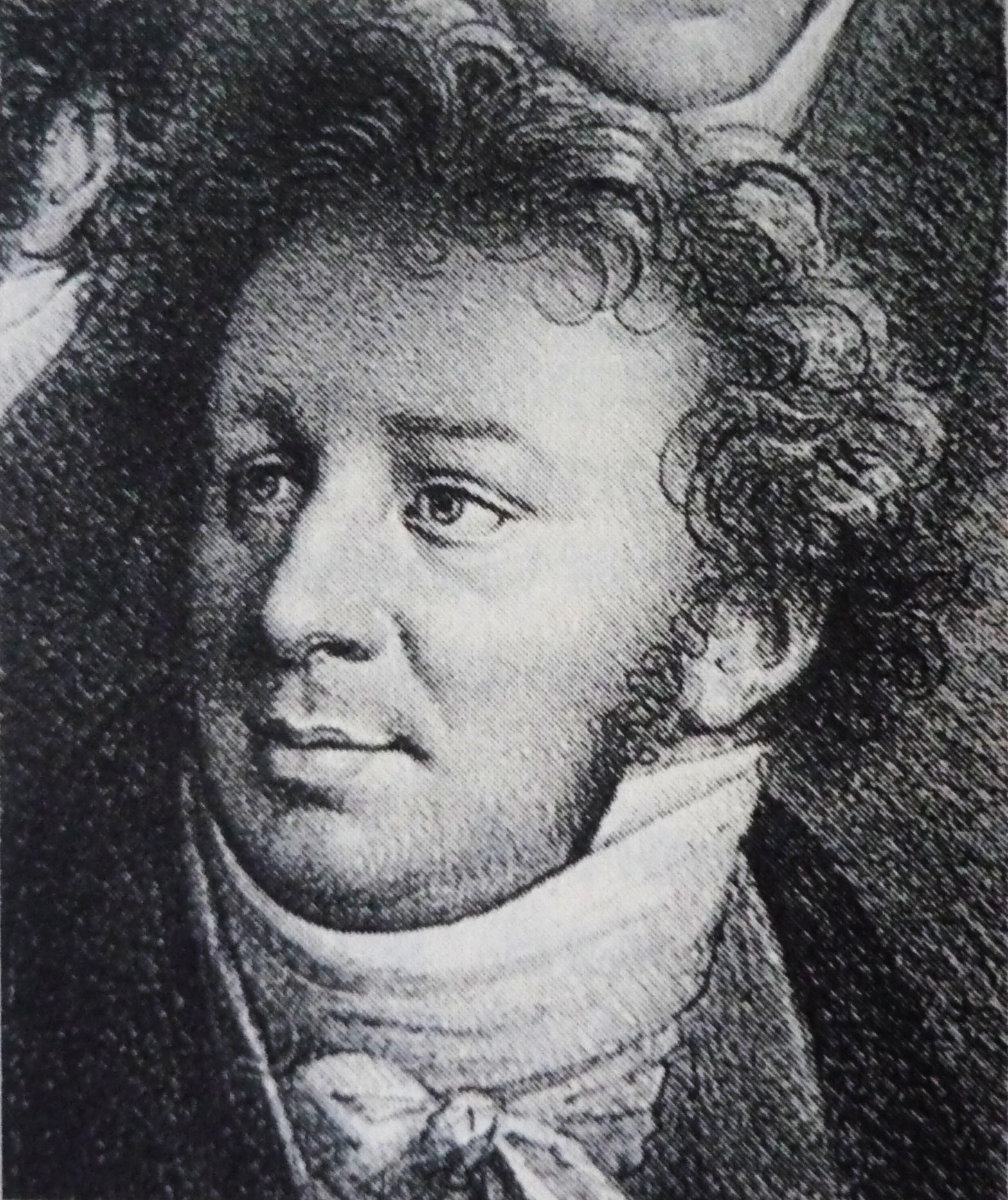
Nicolas Brazier, détail d'une lithographie de Jean-Henri Marlet.

Jusqu’en février 1835 en France, l’article 291 du Code pénal de 1810 réaffirmé par la loi du 10 avril 1834, pour « association sans autorisation de plus de vingt personnes », interdit dans la pratique de se réunir librement à plus de dix-neuf sous peine d’une très forte amende :
Nulle association de plus de vingt personnes, dont le but sera de se réunir tous les jours ou à certains jours marqués pour s’occuper d’objets religieux, littéraires, politiques ou autres, ne pourra se former qu’avec l’agrément du gouvernement, et sous les conditions qu’il plaira à l’autorité publique d’imposer à la société…
Nicolas Brazier fait allusion à cette règlementation dans sa description d’une réunion de la goguette des Enfants de la Gloire qui se tient entre 1817 et mai 1821 :
Je m’aperçus que j’étais dans une réunion séditieuse, et je pensai que si le commissaire du quartier venait à faire sa ronde, il pourrait faire évacuer la salle, et envoyer les enfants de la gloire à la préfecture de police. Je comptai combien nous étions ; quand je vis que le nombre ne dépassait pas dix-neuf, c’est bon, me dis-je, nous sommes dans la loi.
Un ouvrage paru en 1830 : Promenade à tous les bals publics de Paris, barrières et guinguettes de cette capitale, ou revue historique et descriptive de ces lieux raconte la mésaventure survenue à une goguette des barrières pour ne pas avoir respecté la règle des dix-neuf :
C’est une maigre barrière que celle de la Chopinette ; et cela n’est pas étonnant, elle est trop près de celle de Belleville. C’est là cependant que se réunissait jadis, tous les premiers lundis du mois, la société des admirateurs de la valeur française, pour y faire un petit banquet et y chanter la chansonnette ; mais depuis qu’une action judiciaire a fait condamner deux sociétaires à chacun I franc d’amende pour avoir outrepassé le nombre dix-neuf, seul permis par la loi, la société a cessé de se réunir, et c’est dommage ; on s’y amusait toujours.
Cette limitation du nombre de leurs membres à dix-neuf assure aux goguettes un caractère familial, qu’elles perdront par la suite en augmentant leurs tailles bien au-delà de dix-neuf et entraînera finalement avec le temps la disparition de la plupart d’entre elles.
Curieusement, en 1827, dans un rapport de police sur les goguettes fait par Guy Delavau, Préfet de police de Paris, et adressé au Ministre de l'Intérieur, est donnée une liste de 42 goguettes avec une participation beaucoup plus grande que celle légalement autorisée. Elle va jusqu'à 150 membres pour la goguette des Épicuriens.

### Les noms des goguettes

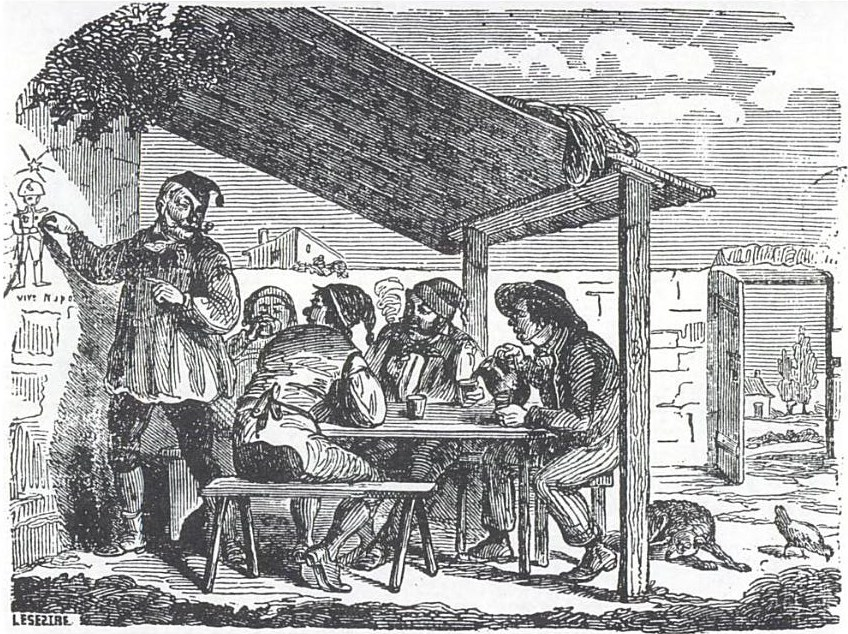
Une goguette en 1849.

Au départ, les goguettes paraissent ne pas avoir porté de noms. Par exemple, la Société du Caveau est une réunion ponctuelle d’amis chantant en petit groupe en un lieu nommé le Caveau. Par commodité, ces rendez-vous fréquents et réguliers sont baptisés les dîners du Caveau. C’est seulement par la suite que le nom est formalisé et qu’on voit une Société du Caveau porter ce nom, y compris quand le lieu de ses réunions porte un autre nom que le Caveau.
Beaucoup de goguettes vont adopter un nom, comme la Ménagerie, les Frileux ou Joyeux etc. Nom sous lequel elle est connue et auquel, quelquefois, s’ajoute un sobriquet comme les Animaux ou les Lapiniers.
Certaines goguettes portent un nom tout à fait caricatural, comme à Mouscron, les Maboules du Haut-Judas ou la Rigolade des Imbéciles. Ou encore, parmi les goguettes organisées en sociétés bigophoniques, on trouve à Pont-l'Évêque, la Fanfare de Zoui-zoui les Pinchettes, à Paris, les Boyaux Rigouillards de Plaisance, les Cascadeurs de Ménilmuche, la Fanfare bigotphonique des sapeurs-pompiers de Citrouilly-les-Canards, et en banlieue de Paris les Cent Couacs de Bois-Colombes.
Il arrive qu’un même nom soit adopté par plusieurs goguettes. Deux goguettes, l’une lilloise, l’autre parisienne, ont porté le même nom : les Enfants de la Gaité. À Paris, deux goguettes ont porté le nom des Enfants d’Apollon. L’une fréquentée par le poète et chansonnier Pierre Laujon avant le 13 juillet 1811, date de son décès, l’autre fondée en 1868.
Cependant une goguette fréquentée par le même Pierre Laujon répond au simple nom de la Goguette. On retrouve une goguette qui peut être la même ou une autre pareillement référencée en 1830 à la fin d’une liste de 33 sociétés bachiques et chantantes de la banlieue de Paris. Une goguette tourquennoise se présente simplement comme une Société d’Amateurs. Dans des villes comme Lille ou Roubaix, on voit certaines goguettes qui elles aussi ne portent pas de nom. On les appelle Société des Amis-Réunis chez... suit le nom du cabaretier où les affiliés s’assemblent. En 1866 on rencontre même une goguette de Roubaix qui s’appelle simplement Société des Amis-Réunis sans autres précisions. D’autres Sociétés des Amis-Réunis ont un nom à elles.
Une même goguette peut aussi porter plusieurs noms. La chanson du goguettier Jean-Baptiste Grange Le visiteur des Enfants de la Goguette, qu’il a publiée en 1824, a pour sujet la goguette des Enfants de la Goguette qui tient ses séances chaque jour de la semaine dans divers quartiers de Paris et sous différents noms. Chaque couplet de la chanson indique un des noms que prend la goguette et un des lieux où elle se réunit chaque jour : lundi : le Jardin des Épiciers, rue du faubourg Saint-Denis ; mardi : le Caprice des Dames, rue du Rochoir ; mercredi : les Bons Amis du plaisir, rotonde du Temple ; jeudi : les Enfants de la Folie, 8, rue des Marais ; vendredi : les Lurons, 20, rue Jean-Jacques-Rousseau ; samedi : la Goguette, au Hameau, boulevard du Temple ; dimanche : les Enfants de Momus, rue Saint-Antoine.

### Choix du nom des goguettes
Le goguettier Eugène Baillet écrit en 1879 : « il est d'usage que la goguette doit s'abriter sous un titre joyeux ou vinicole. »

### Insignes, emblèmes, couleurs

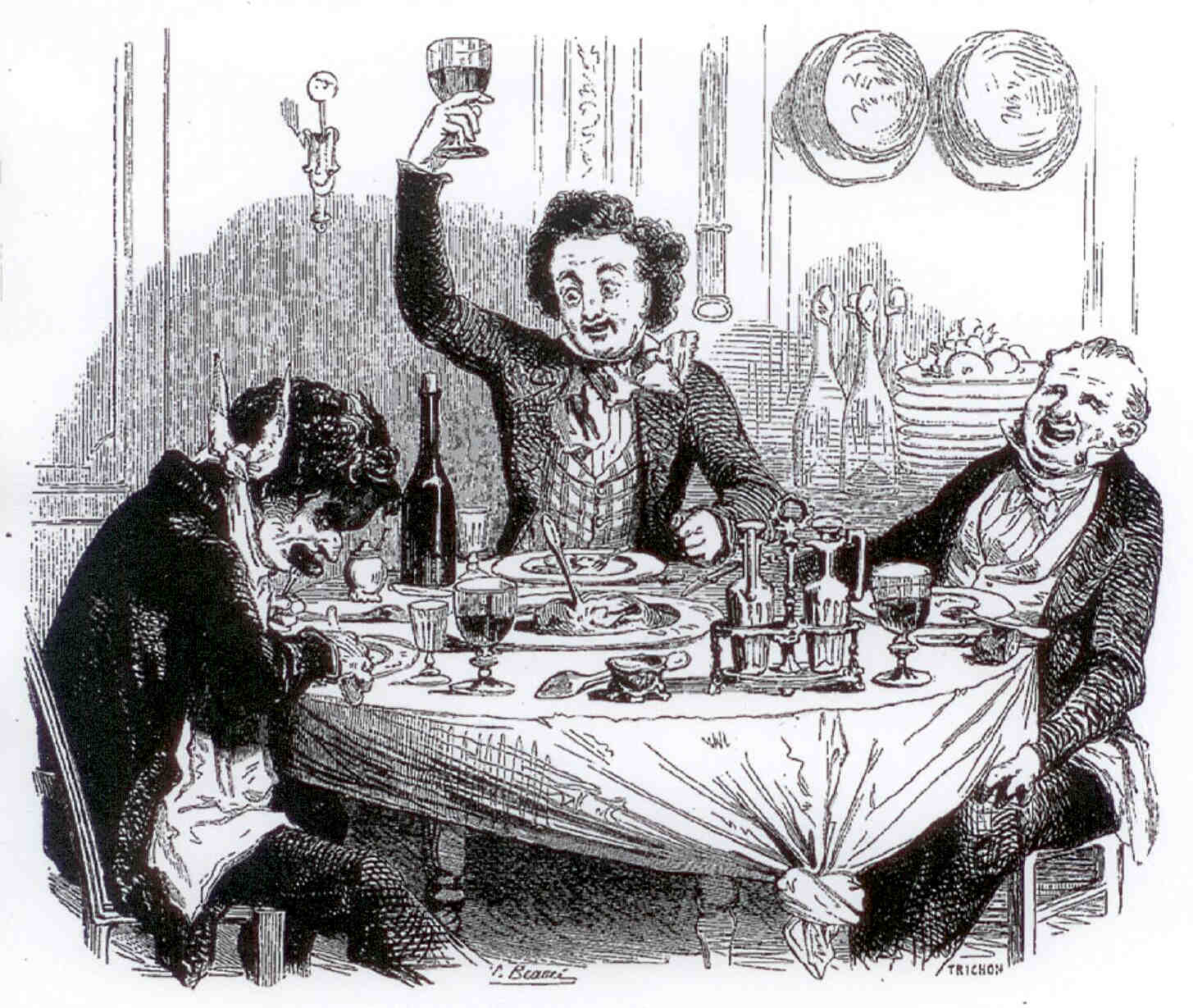
Trois Goguettiers, vus par Vivant Beaucé en 1841.

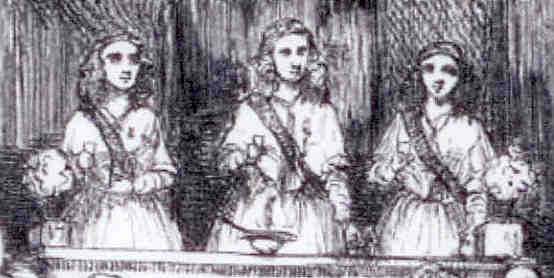
La tribune de présidence d’une soirée de la goguette des Gais Pipeaux en 1845.

Georges de Dubor nous apprend dans une étude parue dans la Revue Bleue en 1907 que l’article 34 du règlement de la goguette des Bergers de Syracuse, adopté à sa fondation en 1804, précise que « Tout berger qui oublie son flageolet aux séances paie vingt-cinq centimes d’amende. » Il s’agit d’un petit flageolet que les membres arborent comme signe distinctif pendu à leur boutonnière.
Comme les membres des harmonies musicales, les goguettiers utilisent des insignes et décorations de fantaisie. Dans les années 1820, dans sa chanson Les Goguettes, ou Petit tableau des sociétés lyriques connues sous cette dénomination vulgaire, Émile Debraux se moque de ces pratiques :

« Faut voir ces brav’s présidents,

Vous ont-y d' fameux rubans !

Celui d' la légion d’honneur

N’est qu’un chiffon près du leur ! »

En 1843, dans la description d'un cortège composé de deux sociétés lyriques, on lit :

« À midi le cortège se mit en marche, les deux sociétés ayant en tête leurs présidents revêtus des cordons et insignes qu'ils portent en siégeant. Les sociétaires étaient également parés de leurs décorations ; »

En 1844, Louis Couailhac décrit les accessoires d’une goguette :

« La société de l'Entonnoir tenait ses séances extramuros, près la barrière Poissonnière. Ici il y avait quelque peu de pompe théâtrale dans l’arrangement des accessoires. Le président, homme d’une prestance herculéenne, était couvert de grands cordons de toutes couleurs, de crachats postiches, et portait à la boutonnière un entonnoir de plaqué suspendu à un ruban rose. Le vice-président et le secrétaire, attifés dans le même goût, quoique dans un système plus modeste, en raison des convenances hiérarchiques, étaient placés à ses côtés sur une estrade élevée. En présence de ce bureau, ainsi composé, on pouvait se croire à l’entrée des salons de Curtius, sur le boulevard du Temple. »

En 1845, Marc Fournier décrivant l’organisation des goguettes écrit ironiquement :

« Nous avons d’abord un président décoré de ses insignes, lesquels sont, dans les jours solennels, le grand cordon de la Légion d’honneur, à moins que ce capricieux dignitaire n’ait préféré le grand cordon de Saint-Louis. »

Sur un dessin d’Henri Emy, on voit le trio de dames qui préside une soirée de la goguette des Gais Pipeaux en 1845 porter de larges écharpes insignes.
Les goguettiers adorent les rubans. En 1884, Eugène Baillet écrit : «... je ne sais pas si les habits galonnés d’or et les perruques blanches dont certaine classe affuble ses domestiques ne sont pas aussi comique que les rubans dont les Goguettiers se décoraient. » Il précise, quand il parle en 1885 des goguettes de 1855 :

« ... comme on a chacun ses petits défauts, le goguettier aimait le ruban rouge ou bleu et le feuillage vert. Les présidents, surtout dans la banlieue, étaient ceints d’une écharpe, rouge ou bleue, qu’ils portaient fièrement en bandoulière, elle était parfois décorée d’un verre, d’un maillet, ou d’autres insignes. – Le bureau où se tenaient les trois dignitaires chargés de diriger les plaisirs de la soirée était généralement entouré et surmonté de lierre entrelacé de roses. Charles Colmance, un des bons chansonniers d’alors, peu respectueux envers les grandeurs, disait que les bureaux des goguettes ressemblaient à des boutiques d’herboristes. »

Plusieurs descriptions de salles de réunions de goguettes mentionnent la présence des « habituels emblèmes maçonniques ».
En 1864, Alfred Delvau indique que les goguettiers chanteurs et danseurs du Jardin d’Hébé portent un insigne associatif d’une couleur choisie pour sa valeur symbolique :

« Il est tout naturel aussi que les habitués de ce jardin soient des amis de la joie, de la danse et du chant, et, qu’en cette triple qualité, ils portent une large écharpe verte, – la couleur de la jeunesse, de l’espérance et du bonheur. »

Le jeudi 2 octobre 1879 à l’inauguration des « grandes soirées mensuelles du Saint-Jeudi » à la goguette des Enfants d’Apollon :

« Une très-agréable innovation due à M. Émile, président de cette société, a apporté un charme de plus à cette réunion. Le bureau était tenu par trois charmantes demoiselles, toutes trois vêtues de blanc. Mlle Dolonne, la présidente du jour, portait en sautoir un large ruban blanc. Le ruban bleu de Mlle Sarto, la jolie vice-présidente, faisait ressortir très-agréablement les roses de son teint ; enfin la jeune Mlle Blondelet portait fort coquettement l’écharpe rouge. »

Quand, à partir de 1885, de nombreux goguettiers vont s’équiper de bigophones et créer des fanfares bigophoniques, ils adopteront des tenues inspirées de celles des fanfares classiques, y compris en les caricaturant de façon comique.

### Sobriquets
Il arrive que les goguettiers portent des sobriquets :
- À l'Académie bocagère du Valmuse, des noms d’arbres ou arbustes.
- Aux Animaux, des noms d’animaux ou insectes.
- Aux Bergers de Syracuse, des noms de bergers de l’Antiquité.
- Aux Infernaux, des noms de démons.

### Un mouvement de masse

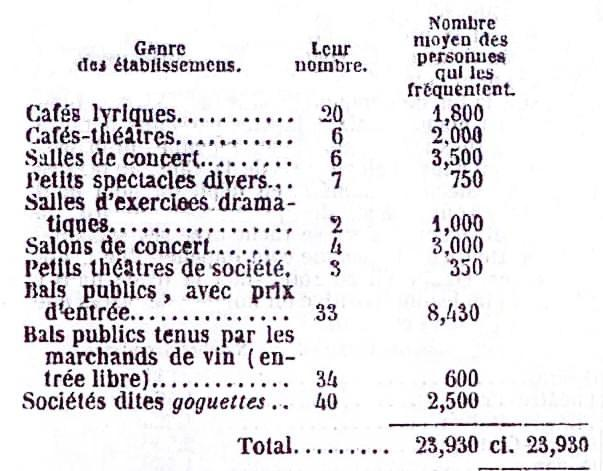
Journal des débats, 3 mars 1850.

Les goguettes se comptent par dizaines dans des villes de province comme Lille, Lyon, Roubaix. Elles prospèrent à Paris : Théophile Marion Dumersan indique que « vers 1836, il n’y avait pas moins de quatre cent quatre-vingts sociétés chantantes à Paris et dans la banlieue. » Louis-Agathe Berthaud avance le chiffre de 300 goguettes existants à Paris en 1841.
En mars 1850, le Journal des débats, très hostile aux goguettes, manifestement sous-évalue leur nombre à Paris. Fin 1849, elles seraient juste 40, fréquentées par 2500 goguettiers. L'article précise à propos de ses statistiques concernant la distraction populaire : « ne mettons en ligne que pour mémoire la clientèle des cafés-lyriques, des cafés-théâtres, des salles d'exercices dramatiques, des petits théâtres de société, des bals avec entrée libre, et ce public des goguettes sur le compte duquel nous craindrions d'interroger la police. À cette foule bruyante ou avinée, laissons ses bacchanales sans trêve et son aveugle insouciance du lendemain ».
En 1867 Charles Nisard donne sa propre estimation du nombre de goguettiers et de leurs œuvres à Paris et dans sa banlieue :

« En supposant au minimum que quatre cent quatre-vingts sociétés n’aient chacune que vingt membres ; cela fait neuf mille six cents chansonniers, chacun d’eux fait une chanson au moins tous les mois, on a donc tous les ans cent quinze mille chansons nouvelles. »

Près de 10 000 chansonniers organisés en région parisienne. Qui aiment aussi danser et faire Carnaval. Au son de musiques festives de danses de Paris célèbres à l’époque à l’égal des valses de Vienne. On comprend pourquoi Paris est alors réputée la ville la plus joyeuse du monde.
20 participants par goguette est une estimation très modeste. Si on évalue à 80 le nombre de participants pour chacune des 300 goguettes dont parle Louis-Auguste Berthaud, on arrive au chiffre de 24 000 goguettiers. Et au total de 38 400 goguettiers en suivant le nombre de goguettes indiqué par Théophile Marion Dumersan.
Dans les écrits sur les goguettes, on trouve des chiffrages allant jusqu’à 150, 200, voire 500 participants. Ce qui donne alors un total pour 300 goguettes de 45 000, 60 000 ou 150 000 goguettiers. Et pour 480 goguettes de 62 000, 96 000 ou 240 000 goguettiers. Aucun chiffrage précis ne peut être retenu comme certain. Mais en tous cas, il est sûr qu’il s’agit là d’un mouvement de masses. Auquel participe aux côtés des goguettes parisiennes les goguettes de la campagne et des villes comme Bordeaux, Lille, Lyon, Toulouse, etc.
Le caractère de mouvement de masses des goguettes est un de ses aspects essentiels le plus souvent oublié.

### Un mouvement sans but lucratif
Un autre aspect essentiel de la goguette est qu'elle est dépourvue de but lucratif au bénéfice des chanteurs. Chanter est ici une distraction, pas une profession. Et pas plus que la goguette n'assure de revenus, elle n'assure une retraite aux goguettiers. Parlant de l'ouverture du testament de William Galignani en décembre 1882, Maxime Du Camp écrit :

« Je me suis rappelé (à cette occasion) certains compagnons de la mêlée littéraire, certains artistes qui avaient laissé couler leur existence sans souci ni prévision, que l'âge a saisis, a poussés vers la pauvreté et qui ont achevé dans l'angoisse du lendemain des jours qui n'avaient pas été heureux. J'en ai trouvé dans les hospices réservés à la vieillesse et même au dépôt de mendicité, où, dans l'un, un ancien chansonnier de goguette, infirme et caduc, chantait d'une voix chevrotante les couplets dont ses amis au temps de la jeunesse reprenaient le refrain en chœur. »

Les seuls éventuels avantages matériels concernent les présidents de goguettes, comme le rapporte Eugène Imbert dans un livre paru en 1873 :
C'est que, tout bien pesé, ce n'est pas un petit honneur, ni un mince profit que de présider une société chantante.
D'abord, on est Président.
Puis on a un marteau à la main, dont on peut frapper le bord du bureau pour imposer silence en faisant du bruit.
Puis on a du vin, non pas toujours à discrétion, mais toujours gratis.
Puis, en certaines maisons, des appointements, vingt francs par mois, par exemple, pour tenir deux fois séance par semaine, de sept heures à onze. Ailleurs, on a vu le dîner en guise de salaire, et ma foi, c'est toujours cela.
Puis, comme on peut parler quand les autres se taisent, on a le droit de se croire un homme important.
On fait chanter ses chansons, quand on en fait (mais presque tous les présidents en font ou s'en font faire), par le vice-président ou le secrétaire.
On fait inscrire et appeler des gens complaisants qui ne chantent jamais et qui vous repassent la parole, sortes de chanteurs de paille, signataires de billets de complaisance passés à votre ordre, qu'endosse le bon public.

### La goguette: un lieu politiquement neutre qui peut prendre des couleurs
La goguette est un moyen de diffusion neutre, ce qui signifie qu’il peut colporter tous les messages possibles. Parmi ceux-ci des révolutionnaires socialistes, comme L'Internationale d’Eugène Pottier ou La Trinité humaine : Liberté, Égalité, Fraternité. de François Barrillot, des textes de révolte comme Le vieux prolétaire de Louis Voitelain, mais aussi l’apologie de l’alcool comme Un nez culotté de Charles Colmance, la gloire napoléonienne comme La Colonne d’Émile Debraux.
Une des plus célèbres goguettes, le Caveau, quatrième du nom, est en 1871 contre-révolutionnaire. Au moment où la répression de la Commune de Paris fait au moins 30 000 morts parmi les Parisiens, le président du Caveau, Clairville, dans sa chanson La Commune, appelle à l’extermination de tous les Communards :

« Ces hommes des Prussiens ont comblé l’espérance,

Ils ont brûlé Paris, déshonoré la France,

Pas de pitié pour eux ! »

Cette même année, alors que se cachant pour échapper à la fusillade, un autre goguettier, Eugène Pottier, Communard, écrit sa première version de l'Internationale, Clairville écrit une chanson du même nom, l’Internationale, où l’Internationale ouvrière est assimilée à un regroupement criminel.
Il faut se garder de simplifier la complexité des opinions des goguettiers. Ainsi, on serait tenté d’assimiler Jules Jouy, révolutionnaire populiste et antisémite, aux révolutionnaires nationalistes d’extrême droite. Or, au contraire de ces derniers, il est également un adversaire acharné de la peine de mort. Ce dont il témoigne dans son poème La veuve, mis plus tard en chanson et interprété par Damia.
La plupart des goguettiers et leurs œuvres, comme la plupart des gens, ne sont pas politisés.

### Les chansons des goguettes

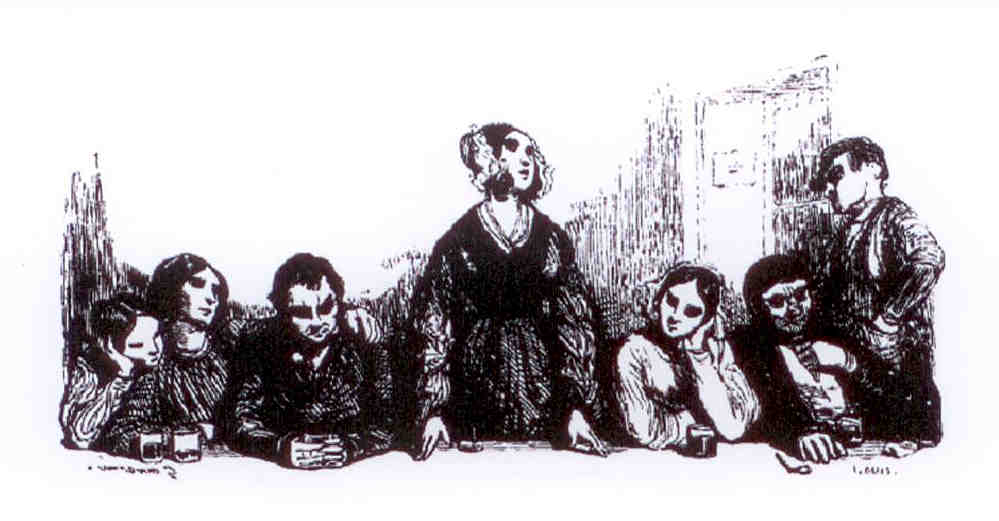
Goguettiers vus par Gavarni en 1841.

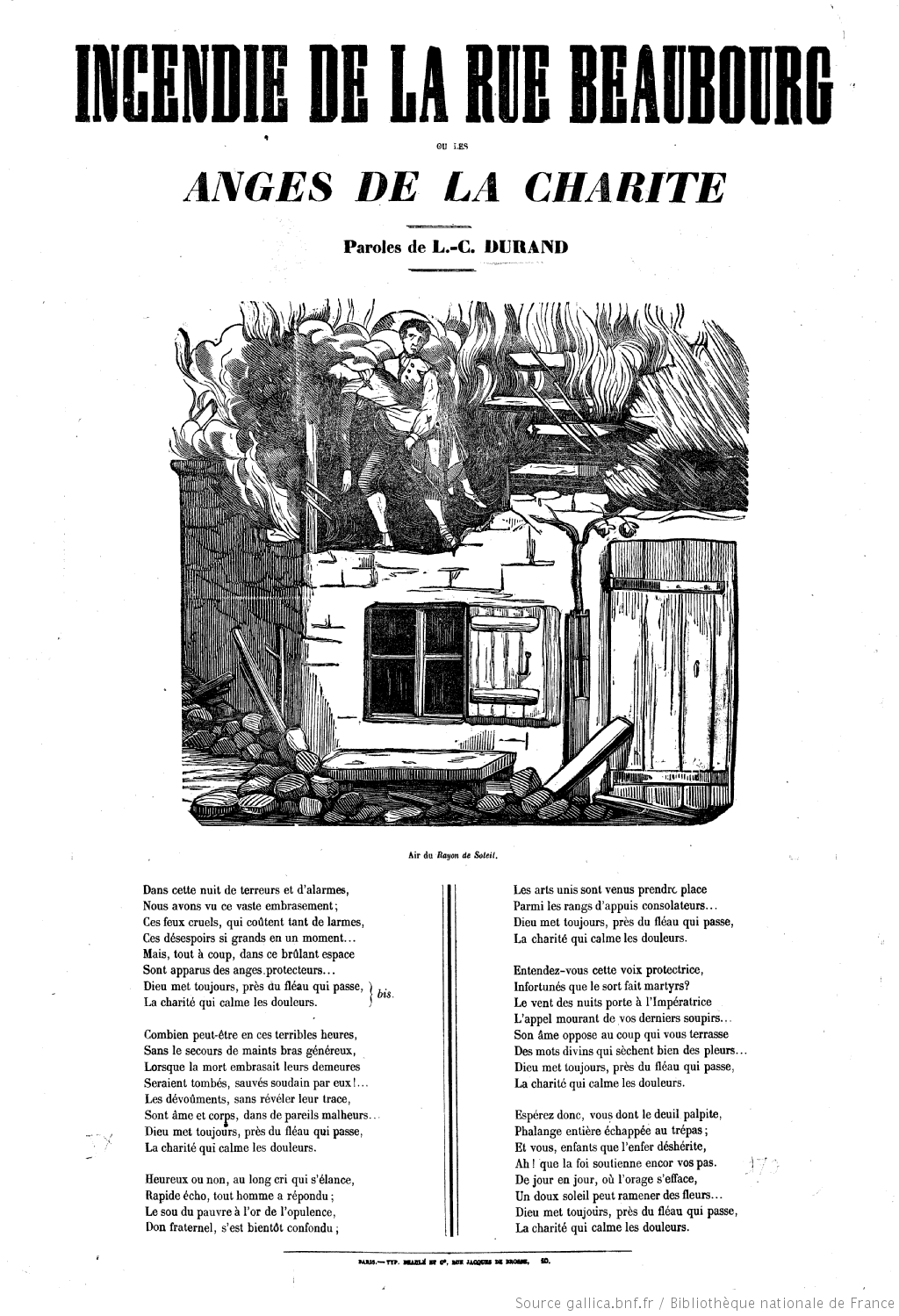
Une chanson de Charles Durand éditée en feuille volante en 1853.

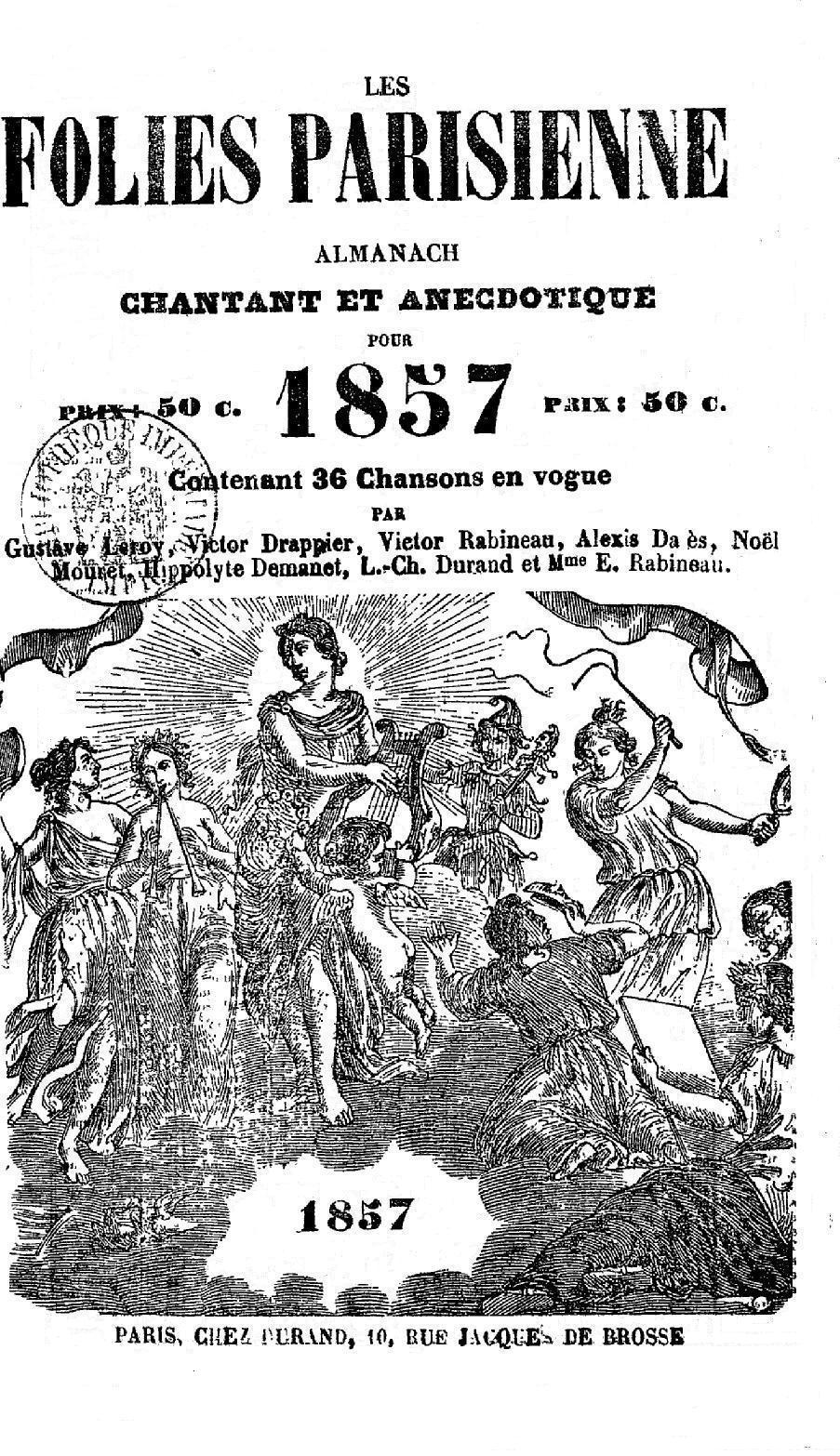
Un almanach pour 1857, avec des chansons de goguettiers, publié par l'éditeur et goguettier Charles Durand.

Dans les goguettes, on ne chante pas que des chansons dites sérieuses ou plus ou moins sérieuses. Il y a aussi place pour les œuvres des « auteurs de scies et de polissonneries » dont un journaliste regrette en 1902 le succès établi depuis longtemps auprès du public. Le but de la réunion chantante est d’abord de se retrouver, se détendre et s’amuser ensemble après une longue et souvent dure et pénible journée de travail.
Jusqu’en 1830, dans les goguettes, on crée « surtout des chansons bachiques, voire égrillardes, avec parfois une coloration bonapartiste avant la lettre. »
Allant dans ce sens, le célèbre goguettier Émile Debraux contribue à la naissance de la légende napoléonienne, avec des chansons comme Te souviens-tu ? ou La Colonne, qui sont très appréciées par un large public dans et hors des goguettes.
Exalter le souvenir du Premier Empire sert aussi à exprimer indirectement son hostilité au régime qui lui a succédé avec le soutien armé des gouvernements alliés contre Napoléon Ier.
Après 1830, certaines goguettes prennent un tour plus politique.
Les goguettes par centaines, les goguettiers par milliers ou dizaines de milliers avec leurs réunions hebdomadaires durant des décennies ont produit certainement des dizaines voire des centaines de milliers de chansons. Plusieurs milliers d’entre elles conservées imprimées sont désormais accessibles sur les sites Internet d’ouvrages en ligne comme celui de la BNF.
Il s’agit d’une fraction minime d’un patrimoine pratiquement largement perdu. Le plus souvent, les textes n’étaient pas notés et quand il y avait des notes, elles n’ont pas été conservées. Par exemple, de l’œuvre de Louis-Marie Ponty, en vers ou prose, trente années d’écritures journalières sont perdues. Ce qui a été conservé n’est pas nécessairement toujours le plus significatif ni intéressant. À chaque texte conservé correspondent plusieurs centaines d’autres perdus. Parmi ces derniers y compris l’identité, la biographie et la totalité des œuvres de milliers de goguettiers.
Sur le site Wikisource ont été publiés 142 poèmes, chansons, textes de goguettiers ou écrits sur les goguettes.
Le principal fond d’information sur les goguettes était certainement pour Paris celui de la police qui les surveillait. Les archives de la police de Paris ont été pratiquement intégralement anéanties par le feu en mai 1871 dans l’incendie de l’Hôtel de Police de Paris rue de Jérusalem. Il serait intéressant d’étudier les archives de police qui existent toujours à propos des goguettes postérieures à mai 1871.
La valeur informative de la masse de chansons et poésies perdues était certainement très importante. Quant à sa valeur artistique, il s’agit d’une notion tout à fait subjective.
Dans les années 1820, Émile Debraux exprime sa critique dans la chanson Les Roquets :

« Jadis, en nos vieilles goguettes,

Le bon sens était respecté,

Et le refrain des chansonnettes

Faisait jaillir une folle gaité.

Des coupletiers, pourquoi donc la milice

Nous endort-elle en ses chants 
momusiens ?

C’est qu’un roquet, dès qu’il lève une cuisse,

Prétend péter comm' les grands chiens. »

Il écrit aussi dans la chanson Laissons passer les plus pressés :

« Assez souvent dans nos goguettes,

D' pauvres rimailleurs sans gaîté,

Pour nous débiter des boulettes,

Veulent avoir la primauté :

Bah ! me dis-je, il faut les entendre,

J’en vois là-bas d' plus exercés ;

Nous ne perdons rien pour attendre :

Laissons passer les plus pressés. »

En 1854, Édouard de Beaumont auteur d’une monumentale monographie sur les chants et chansons populaires de la France, très critique à propos de la qualité des œuvres des goguettiers reconnait néanmoins que parmi celles-ci il y a des « perles » :

« Un grand nombre de sociétés chantantes existe pourtant encore ; mais l’abondance n’est pas la richesse. La chanson doit être libre, naître de l’à-propos, et la meilleure se perd dans la foule de celles qui l’entourent ; c’est une perle qu’il faut chercher au milieu d’un monceau d’huitres. »

Le but des goguettes est-il de faire naître des chefs-d’œuvre littéraires ? Non, il est de passer d’agréables soirées animées par de saines distractions littéraires et chantantes et aussi théâtrales etc., dans le rire et la bonne humeur.
En 1843, l’illustre goguettier et poète Gustave Leroy, dans sa chanson Les petits moutons, où il critique les défauts humains en vantant les qualités des moutons, s’en prend aux goguettiers critiques :

« Souvent j’entends dans nos goguettes

Quelques auteurs savants railler

Sur les petites chansonnettes

D’un homme qui veut s’essayer ;

Moutons, cherchez-vous la victoire,

Sur qui n’offre que des essais,

Dieu fit pour tous des parts de gloire !

Gentils moutons, paissez en paix ! »

La goguette est d’abord et avant tout un lieu festif et convivial. Arrive-t-il qu’on y crée également de belles choses ? Oui, cela arrive. Mais ce n’est pas l’essentiel. L'essentiel est le plaisir de partager la soirée joyeusement en chantant. Comme le rappelle le goguettier Lesueur en 1858 dans sa chanson A la bonne franquette :

« Jadis, fuyant l'alexandrin,

Maint joyeux boute-en-train

Chansonnait sans fard et sans frein ;

A l'ancienne goguette,

On tournait un refrain

A la bonne franquette. »

Parmi les innombrables chansons créées jadis par les goguettiers, on en trouve de célèbres à présent oubliées comme La Colonne, qui lança Émile Debraux. D’autres ont conservé leur célébrité jusqu’à aujourd’hui. On peut citer par exemple : Fanfan la Tulipe, d’Émile Debraux, J’irai revoir ma Normandie, de Frédéric Bérat, Le P’tit Quinquin, d’Alexandre Desrousseaux, L'Internationale, d’Eugène Pottier. Et, dans un autre registre, la célèbre comptine Turlututu chapeau pointu, qui a pour origine une chanson de goguette assez leste : Rlututu Chapeau pointu ou Le Fifre galant de Lassagne. Mais le phénomène auquel l'histoire de ces œuvres est liée, les goguettes, est généralement très largement oublié.

### Chansons religieuses
On rencontre dans les goguettes des chansons exprimant une foi religieuse ardente. Elles dérangent quelquefois les transcripteurs qui oublient des parties de textes voire font disparaître les manuscrits de ceux-ci.
Ainsi Lamartine détruit la fin de la poésie Vers à mon chardonneret de Reine Garde où elle parle de l’ensevelissement de son oiseau familier et l’espoir de le revoir au ciel. Lamartine fait lui-même l’aveu d’avoir fait disparaître la fin du poème de Reine Garde dont il donne le contenu : « Et cela finissait par deux ou trois strophes plus tristes encore et par un espoir de revoir au ciel son oiseau enseveli pieusement par elle, dans une caisse de rosier, sur sa fenêtre, fleur qui inspirait tous les ans au chardonneret ses plus joyeuses et ses plus amoureuses chansons. Je regrette de les avoir égarées ou déchirées en quittant Marseille. »
Suivant la même démarche frileuse, Eugène Baillet, quand il réédite en 1898 la chanson N’oubliez pas ma fenêtre, « oublie » le quatrième couplet. Dans celui-ci Élisa Fleury rêve entendre sa mère défunte chanter avec les anges.

### Chansons politiques ou antireligieuses
Fin 1837, l’article 9 des statuts de la quatrième société du Caveau est rédigé ainsi :

« La politique est formellement exclue des productions offertes par les Membres ou les Invités.
Le Président titulaire interdit la parole à tout Membre ou Invité qui contrevient à cette disposition. »

En 1848, la rédaction de l’article 9 est différente :

« La politique est formellement exclue des productions offertes par les Membres ou par les Visiteurs.

La même exclusion, au premier comme au second tour, s’applique aux productions qui porteraient atteinte aux croyances religieuses ou qui renfermeraient des mots obscènes ou orduriers.
Le Président interdit la parole à tout Membre, ou Visiteur qui contrevient à ces dispositions. »

Cette nouvelle rédaction témoigne que dans les goguettes, on chante des chansons politiques de même que des paillardes ou se moquant de la religion, qu’on a voulu ainsi prohiber.

### Chansons gauloises et paillardes
Le 21 février 1823, le célèbre goguettier Émile Debraux – tout comme Béranger et tant d’autres écrivains – est condamné par jugement du tribunal correctionnel de Paris pour outrages aux bonnes mœurs. Quatre de ses chansons sont visées et lui valent d’écoper d’un mois de prison et seize francs d’amende.
À propos de Debraux, son ami Charles Colmance dit, dans la chanson Le cabaret des Trois-Lurons :

« Aux éclats d’une gaité folle,

Aux élans d’un plaisir sans fin,

Debraux chantait la gaudriole ; »

Il est donc un habitué du genre.
À propos des traditions paillardes dans les goguettes, le prude Louis-Agathe Berthaud écrit en 1841 :
Quand on considère les propos des adversaires des goguettes, que ce soit Jules Mahias qui écrit en 1859 : « les chansons grivoises et les rondes bachiques ont fait leur temps ; les goguettes sont mortes », Auguste Vitu en 1878 : « la lourde et malsaine atmosphère des cabarets et des goguettes, où elles (les masses laborieuses) buvaient du vin bleu en trinquant à d'ignobles refrains de carrefour », ou André Cœuroy en 1941 résumant les goguettes à la propagation de « Grivoiseries », on réalise qu'un des principaux griefs reprochés aux goguettes par ceux qui nient leur existence ou cherchent à les faire disparaître et oublier est la liberté de ton et de parole des goguettiers, qui ont certainement toujours chanté aussi beaucoup de joyeuses chansons paillardes. C'est encore le cas avec les chansons du Carnaval de Dunkerque, chantées par la population et les actuelles sociétés philanthropiques et carnavalesques de Dunkerque et sa région. Ces scies que tout le monde connaît sont truffées d'allusions paillardes. Les paillardes forment également la base du répertoire traditionnel étudiant en France et Belgique, et pas uniquement chez les étudiants en médecine avec leur célèbre Bréviaire du carabin.
Une part de la perte de presque tout le patrimoine des goguettes s'explique également très certainement par la volonté de faire disparaître des chansons paillardes de la mémoire collective.

### Goguettes et théâtres privés

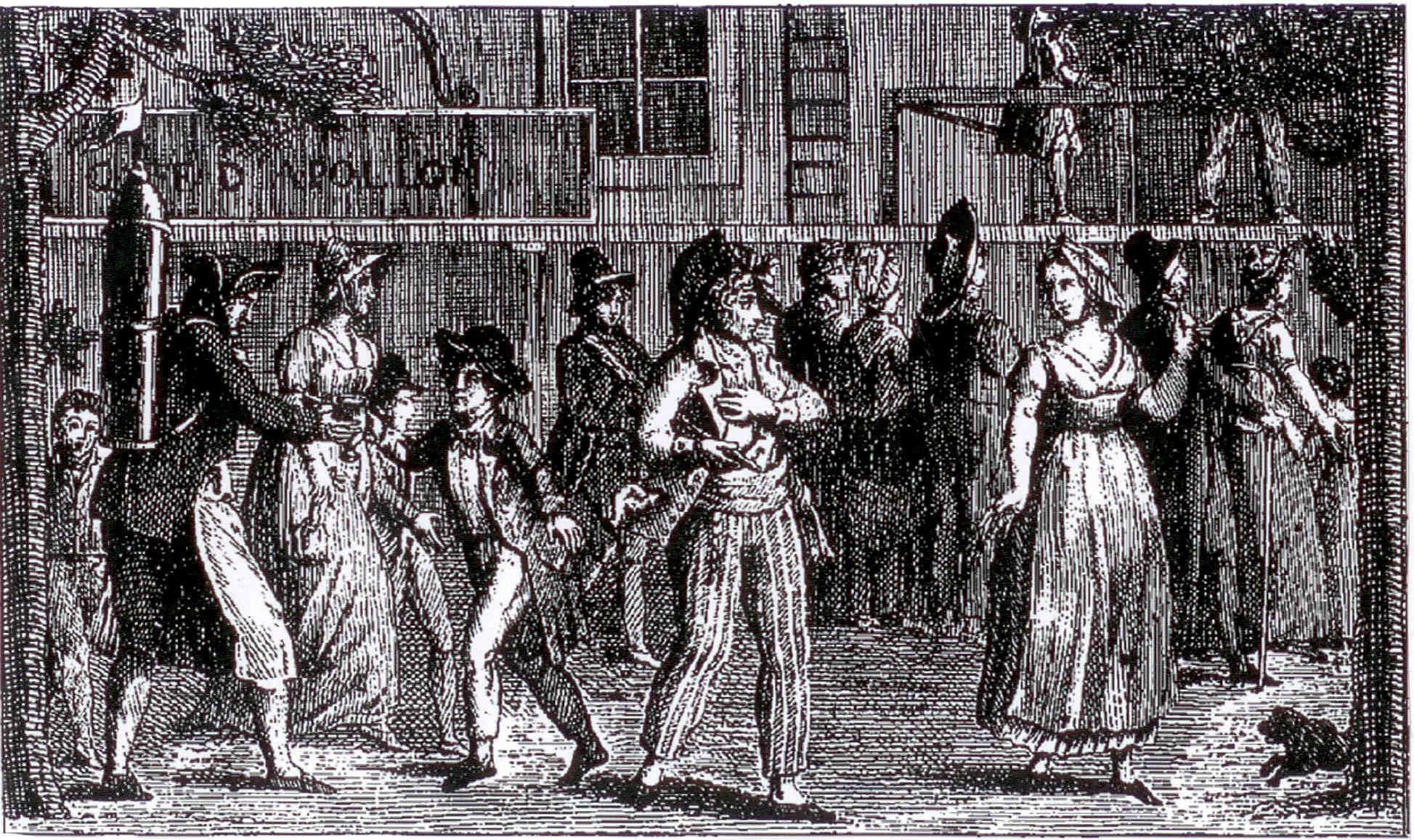
Cadet Buteux au Boulevard du Temple, illustration d’un recueil du Caveau moderne datant de 1814.

Au départ, il est interdit aux goguettiers d’organiser des représentations théâtrales. À la suite de l’organisation d’une d’entre elles le 6 novembre 1847, les responsables de la goguette des Ménestrels de Belleville sont « traduits devant le tribunal de police correctionnelle sous la prévention d’avoir ouvert un théâtre clandestin, et par conséquent contrevenu à l’autorisation qui leur avait été donnée de présider et de recevoir une simple société chantante. »
Par la suite, la situation s’assouplit. Des goguettes ont même leur propre théâtre. La goguette des Enfants d’Apollon est la première a en posséder un.

### Goguettes et pianos
Dans les goguettes, on ne chante pas forcément a capella. Dans les années 1840, on voit les goguettiers accompagnés au piano par Joseph Darcier dans plusieurs goguettes parisiennes parmi lesquelles le Capucin et la goguette de la rue Neuve-Saint-Jean. Il est payé pour ses prestations mais les cachets paraissent avoir été très misérables car il vit alors dans la plus grande pauvreté.
Auguste Leroy indique sans préciser de dates que les Épicuriens, dont la société fondée en 1819 est toujours active en 1879, sont les premiers goguettiers à disposer d’un piano et que leur président, le chansonnier Blondel « est le premier qui ait osé composer des airs sans connaître les notes ».
En 1873, Eugène Imbert rapporte que les goguettes à pianos furent interdites pour cause de concurrence avec les cafés-concerts :
Il y a la petite et la grande goguette, la goguette sans piano et la goguette à piano. À une certaine époque, la pianomanie sévissait. Tout marquis veut avoir des pages, a dit La Fontaine : toute réunion chantante voulait avoir son piano. Mais les entrepreneurs de cafés chantants se sont émus. — Quoi ! ont-ils dit : nous payons des droits d'auteurs, des musiciens, un loyer etc. ; nous faisons à peine nos frais ; et à côté de nous va s'ouvrir la première salle venue où l'on chante, où l'on pianote, à notre nez et à notre barbe ? Et cet établissement rival, qui nous fait une concurrence désastreuse, n'a pas d'artistes, pas de musiciens, pas de droits d'auteurs à sa charge, puisque c'est le public lui-même qui chante !
Ces plaintes furent entendues de M. Espinasse et les pauvres goguettes, victimes de leur ambition ultra-musicales, se virent impitoyablement fermées.

### La goguette et le vaudeville

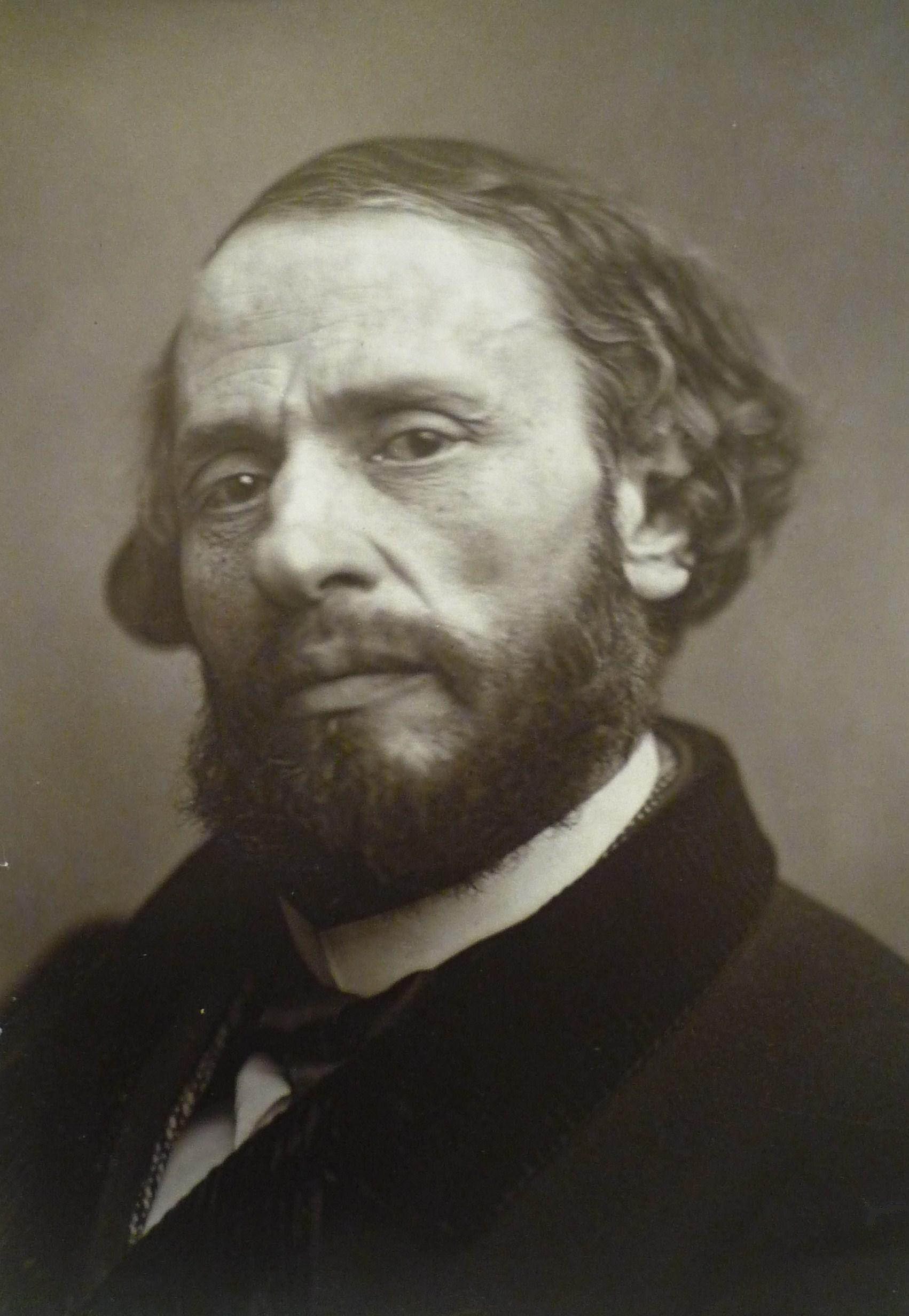
Un vaudevilliste goguettier : Eugène Grangé.

Il existe des liens privilégiés entre le vaudeville et la goguette.
Beaucoup de vaudevillistes, De Piis, Barré, Désaugiers, Grangé, Brazier, Flan, Gouffé etc., sont eux-mêmes goguettiers.
Des goguettes comme les Diners du Vaudeville ou les Gnoufs-Gnoufs sont pratiquement entièrement composés de vaudevillistes.
Enfin et surtout, la masse des goguettiers utilise fréquemment pour ses chansons les airs joyeux composés pour le vaudeville.
Ces airs sont très nombreux. Leurs auteurs approuvent cette utilisation.
Ainsi, en 1822, un compositeur réputé et prolifique, Joseph-Denis Doche, ancien chef d’orchestre au théâtre parisien du Vaudeville, publie un recueil de 428 airs de sa composition à l’intention de ceux qui voudraient les utiliser pour placer leurs chansons dessus. Ce recueil a été conservé, il est accessible sur Internet.

### Le rire dimension essentielle des goguettes
.

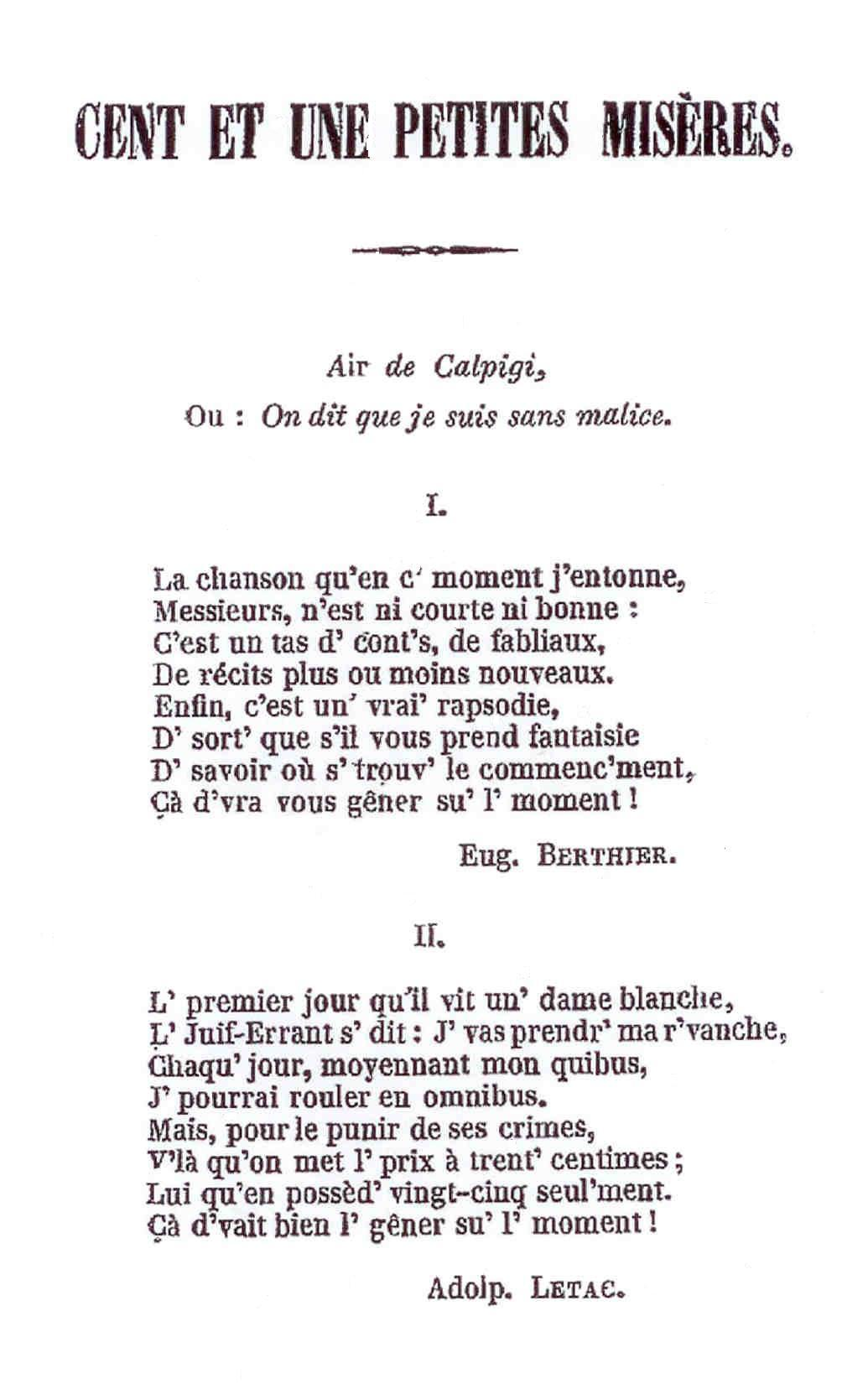
Première page de Cent et une petites misères (1846), chanson comique unique : 101 couplets, 39 auteurs.

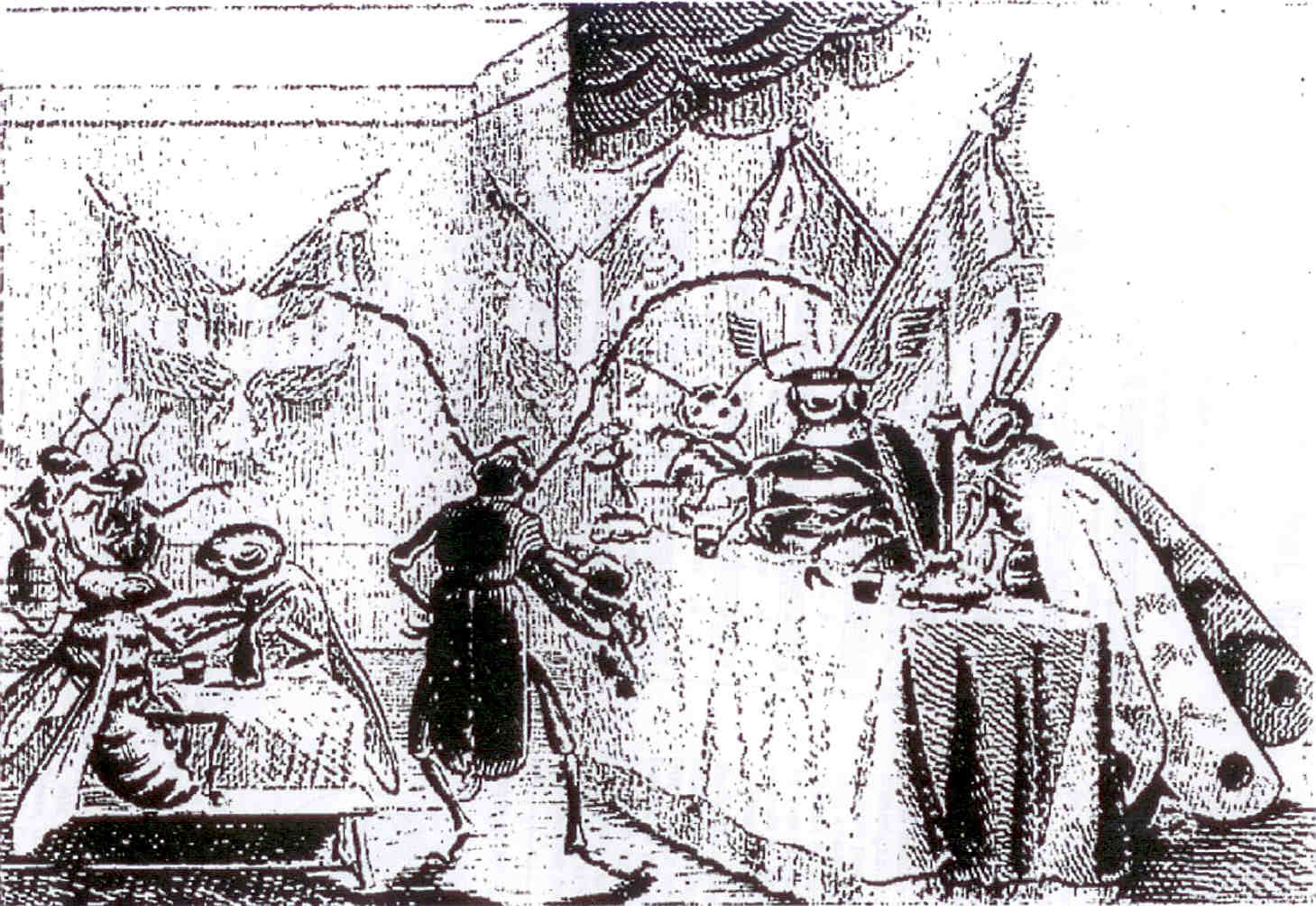
La goguette des Insectes, illustration en 1848 de la chanson comique de Dalès ainé Les Insectes. Bourdonnement lyrique. À droite : la tribune avec le bureau et son président ; à gauche : la salle.

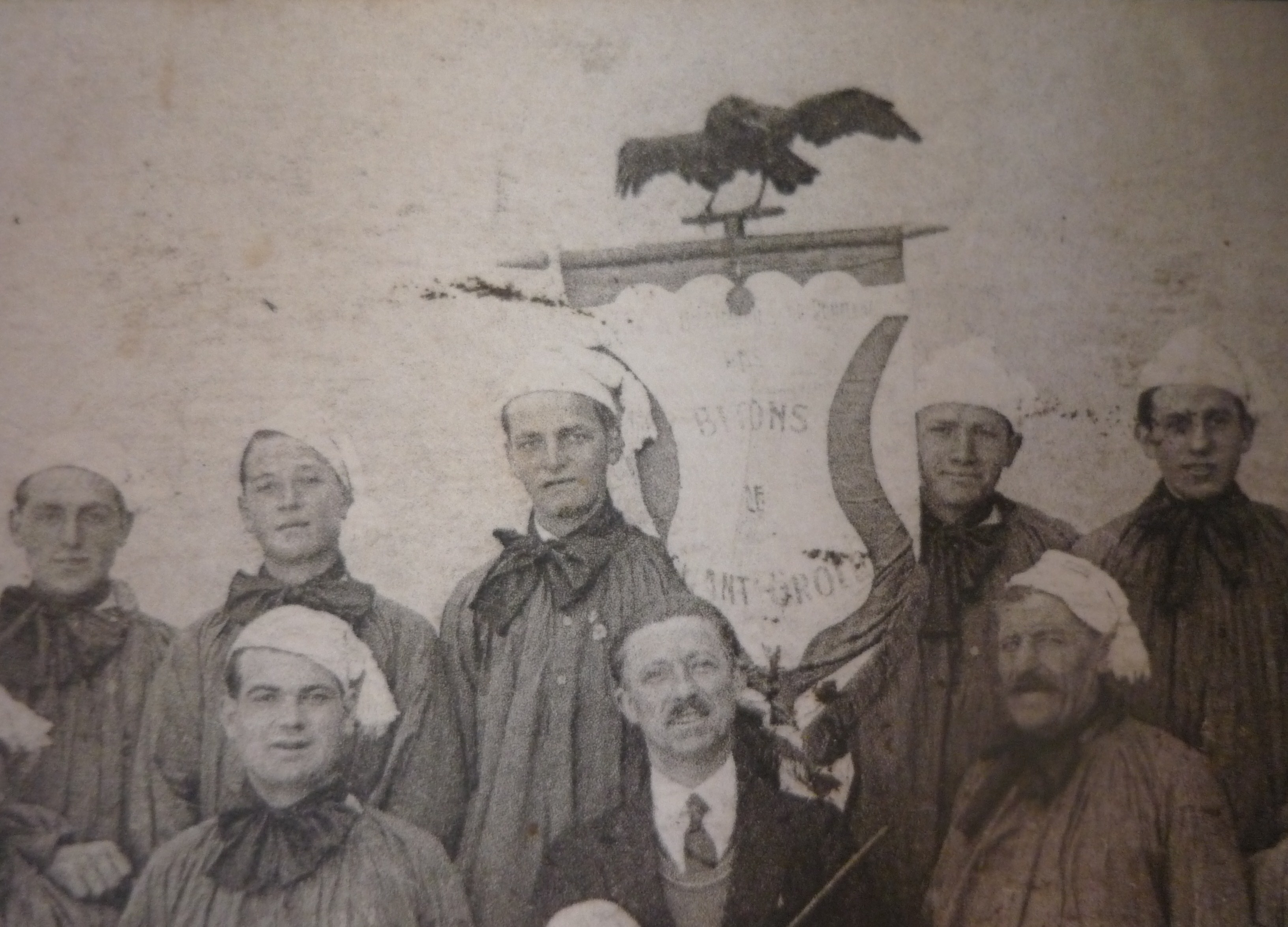
La bannière à corbeau des Bitons de Chant'grole à Rouillac.

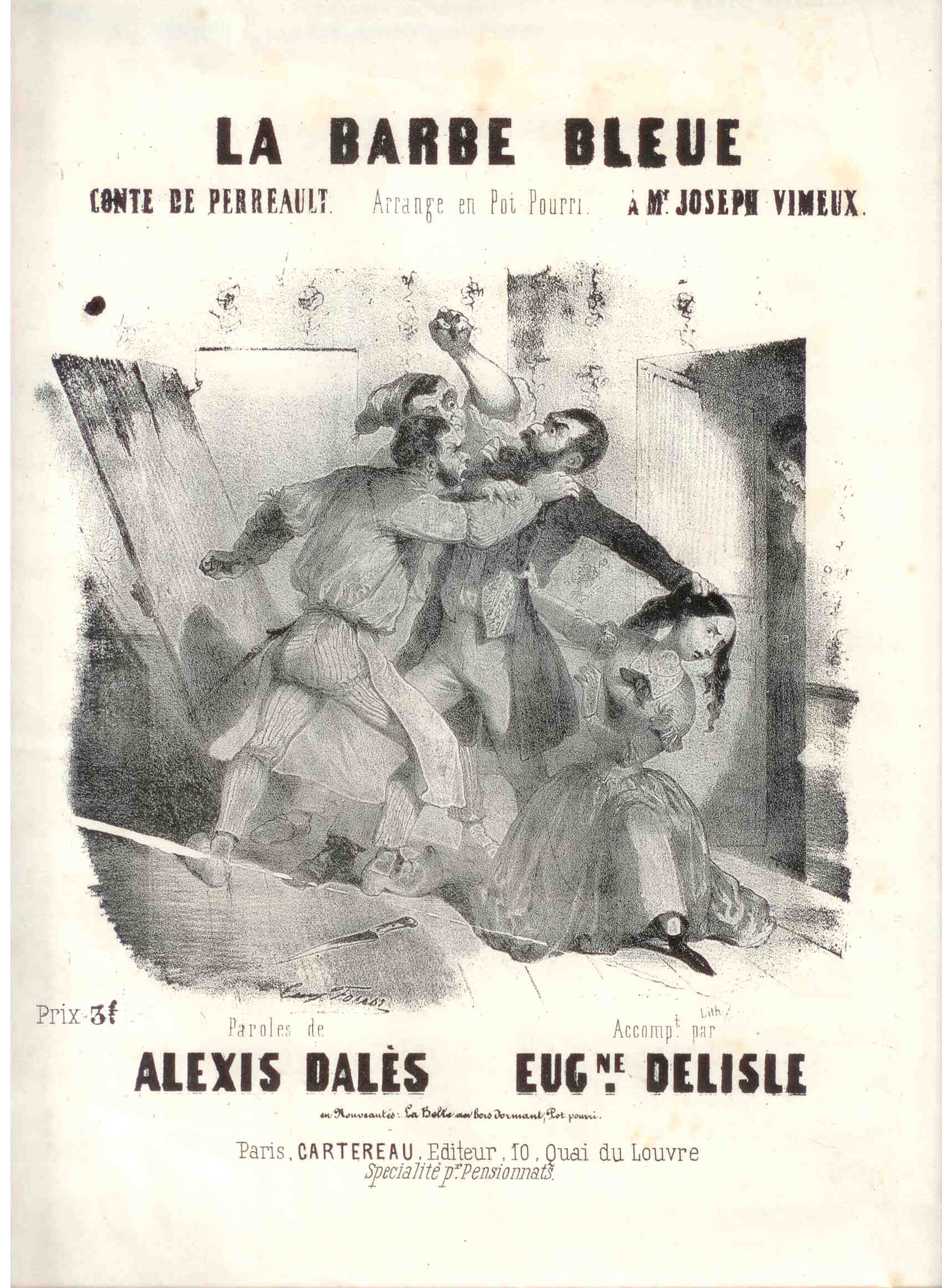
Couverture d’une partition d’une chanson comique d’Alexis Dalès, musique d’Eugène Delisle.

Dans les goguettes, on se retrouve en groupe autour de bouteilles de vin et on cherche d’abord la détente apportée par le rire. En témoigne dès les années 1820 Émile Debraux qui parodie sa fameuse et émouvante chanson Te souviens-tu ? avec une autre chanson : Laripopée. Loin de réserver cette chanson humoristique à quelques proches choisis, il la publie dans le gros recueil de ses chansons juste après la chanson caricaturée.
Dans un recueil de 480 pages de chansons de goguettes édité en 1834, la première chanson s’intitule La Goguette, date de 1812 et a été écrite par le célèbre marchand de bronzes parisien Ravrio. Elle donne bien le ton du livre, qui se présente ainsi dans son texte d’introduction :
« Depuis longtemps les amis de la gaité franche désiraient un recueil qui renfermât ce qu’il y avait de mieux en fait de chansons de table ; c’est donc pour satisfaire à ce besoin que nous avons publié la Goguette, où nous avons réuni ce qu’il y a de mieux en ce genre.

On verra quelle fécondité a la verve de nos chansonniers quand il s’agit de chanter le Vin et la Table. Nous avouons que nous étions loin de nous attendre à une moisson aussi ample et aussi bonne. Presque tous les auteurs ont excellé en ce genre de poésie, tant il est vrai que la gaité est naturelle et innée chez le Français.
Beaucoup de chansons du même titre se trouvent dans notre recueil ; mais aucune ne se ressemble, et toutes ont leur mérite particulier.

Nous n’avons admis dans la Goguette que les chansons vraiment gaies, capables de provoquer une douce hilarité et de procurer un passe-temps agréable. »
En 1846, 39 fameux chansonniers de goguettes, au nombre desquels Charles Gille, Pierre Lachambeaudie, Charles Colmance, Élisa Fleury, Dalès ainé etc., rédigent collectivement une très longue chanson comique à chanter sur l’air de Calpigi ou de On dit que je suis sans malice. Elle porte le nom de Cent et une petites misères, Œuvre sociale, rédigée par les meilleurs chansonniers de l’époque, Sous la Direction de MM. Charles Gille, Adolphe Letac et Eugène Berthier, Fondateurs. Elle est composée de 101 couplets signés et finissant tous, avec de légères variations, par : « Ça d’vait bien l' gêner su' l' moment. » Chaque couplet est une plaisanterie. Aucun ne se prend au sérieux. Le dernier se moque de la chanson elle-même.
Au moins quatorze goguettes adoptent un nom faisant référence au joyeux dieu Momus.
Une chanson de goguettes datant de 1844 montre bien l’esprit léger et joyeux qui anime ces sociétés :

« Un certain jour le bon Dieu,

Sur un gros tas d’merveilles,

Dans un coin du saint lieu

Dormait sur les deux oreilles ;

Un ang’l'éveillant dit : – De quoi ! De quoi !

Est-ce donc pour dormir qu’on vous a fait roi ?

Bah ! Dit le bon Dieu, je suis las des veilles ;

Et puis, vois-tu bien, si j’suis fainéant,

Je m’en fous pas mal, après moi l’néant ! »

La joie règne en maître dans les goguettes, comme cela apparaît dans Bacchus, une chanson datant de 1859, appelant au culte de Bacchus, du vin et de l’amour :

« Plus de soirée où l’étiquette

À la gaîté mettait un frein,

Mais une éternelle goguette

Où chacun dira son refrain.

(...)

Réjouissons-nous, joyeux drilles,

Buvons du matin jusqu’au soir !

Sur nos genoux, charmantes filles,

Franchement venez vous asseoir ! »

La goguette de Rouillac, organisée en société bigophonique, au début des années 1930, s'appelle Les Bitons de Chant'grole. Ce qui signifie en patois saintongeais : « Les Beaux gars de Chante corbeau ». Et, pour bien marquer le coup, la bannière de la troupe est sommée d'un corbeau empaillé.
La place essentielle de la joie dans les goguettes s’exprime aussi par leurs liens avec le Carnaval. Au XIXe siècle, les chansons imprimées sur feuilles volantes des goguettes de Lille et Roubaix portent souvent en grand et en en-tête l’inscription Carnaval suivie du millésime de l’année car elles sont vendues dans la rue au moment du Carnaval par les goguettiers en mascarade. Le goguettier Alexandre Desrousseaux a ainsi commencé à se faire connaître au Carnaval de Lille. Les goguettiers qui s’amusent une fois par semaine durant toute l’année vont aussi au Carnaval, fête extrêmement populaire au XIXe siècle, notamment à Lille, Paris ou Roubaix. Le Carnaval se nourrit des goguettes et réciproquement. Leur prospérité va de pair. Quand les goguettes reculent, le Carnaval se perd également.

### Rôle social des goguettes

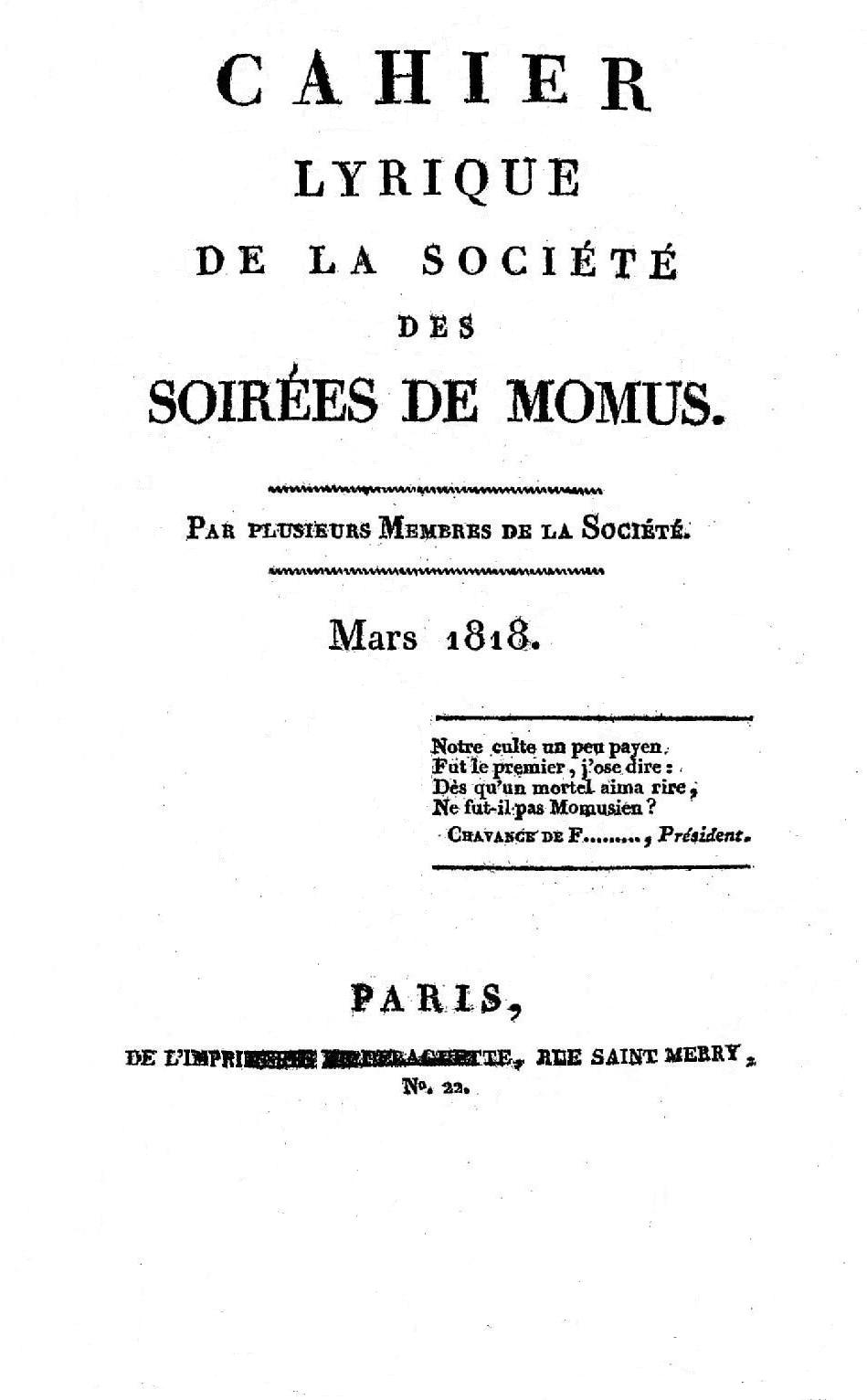
Une publication éditée par une goguette en 1818.

En plus de l’activité principale, chanter, les goguettes sont également un lieu d’entraide et d’amitié. Il arrive que pour aider un goguettier en difficulté, les autres goguettiers organisent dans la goguette une collecte d’argent voire une soirée spéciale avec collecte d’argent pour l’aider.
Louis-Agathe Berthaud en parle en 1841 dans un texte intitulé Le goguettier :

« Ce que le goguettier cherche principalement, ce n’est pas le vin, c’est la compagnie. Le vin qu’il boit est mauvais, les gens qu’il fréquente sont bons. Il n’y a pas d’endroit peut-être plus dépeuplé et plus solitaire, pour les travailleurs, que cette grande ville de Paris, où l’on compte un million d’âmes, et plus. Les riches, les oisifs, ont des réunions convenues, des fêtes, des bals, le bois de Boulogne et plusieurs théâtres ; ils jouent, ils chantent, ils s’enivrent ensemble, et tous les jours ; avant la fondation des goguettes, l’ouvrier vivait seul et ne voyait pas même l’ouvrier. Aujourd’hui, il existe entre les goguettiers, qui appartiennent pourtant à tous les corps d’État, une fraternité réelle et bien entendue. Ils s’aiment sincèrement, et ils entraident sans ostentation. On a vu des quêtes faites dans une goguette, au profit d’un goguettier malheureux ou malade, s’élever quelquefois jusqu’à 50 francs. Lorsque les besoins du nécessiteux sont plus grands et plus pressés, on tient une séance extraordinaire, à laquelle les goguettiers de tous les rites sont invités. L’entrée est libre et gratuite, comme toujours, mais il y a un bassin au seuil de la porte, et il est bien rare qu’il entre une seule personne, visiteur ou goguettier, sans mettre son offrande dans ce pauvre bassin. Alors, la recette monte souvent à 100 francs, et le goguettier bénéficiaire paye son loyer, dont il devait plusieurs termes, rachète des meubles, retire son matelas du Mont-de-Piété, et donne du pain à sa femme et à ses enfants. »

Et en 1878 la revue La Chanson précise dans la description d’une soirée chantante : « Il n’y a pas de fête complète sans charité. Sur l’invitation du président, une quête a été faite au bénéfice de la veuve indigente du chansonnier Bonnefond. »
Les sociétés philanthropiques et carnavalesques de Dunkerque et sa région perpétuent aujourd'hui cette tradition unissant la distraction au soutien financier à des causes généreuses.

### Règlements des goguettes
On trouve dans les goguettes une règlementation précise et explicitée.
Celle des Bergers de Syracuse, fondée le 11 Thermidor an XII (30 juillet 1804), a été conservée dans une édition en date du 1re novembre 1829. Georges de Dubor, dans un article paru dans la Revue Bleue en 1907, nous donne des détails de son contenu.
Le Règlement général de la Société des Troubadours de Marseille, adoptée en 1809, est en vers et en chanson.
On connait les règlements et statuts de la quatrième société du Caveau, dans leur version de 1837 et leur version de 1848.
Eugénie Niboyet écrit en 1843 :
La jeunesse se réunit encore et forme, il est vrai, dans certains cabarets, des réunions appelées goguettes ; mais ces assemblées ont leur président et leur bureau, la dépense est réglée avec ordre, et plus d'une bonne poésie a dû le jour à ces modernes caveaux littéraires.
Marc Fournier écrit en 1845. :
« Il y a presque autant de femmes que d’hommes dans une Goguette. Quelquefois même, et ce sont pas les séances les moins pittoresques, ce sont elles qui occupent le bureau. Nous en causerons un autre jour.

Mais qu’est-ce donc que ce bureau ?

Je vais vous le dire. Nous avons d’abord un président décoré de ses insignes, lesquels sont, dans les jours solennels, le grand cordon de la Légion d’honneur, à moins que ce capricieux dignitaire n’ait préféré le grand cordon de Saint-Louis. Nous avons ensuite un vice-président, personnage absolument muet et honorifique, dont la principale fonction consiste à verser du vin au président. Nous avons aussi un président d’honneur, personnage encore plus muet et encore plus honorifique, dont l’emploi présumé consiste à verser du vin au vice-président. Après cela, vient le maitre des chants, qui donne la parole à tour de rôle aux amateurs qui se font inscrire. Le maitre des chants ne se verse généralement à boire qu’à lui-même. Le secrétaire marche ensuite ; c’est lui qui a le soin des convocations et des procès-verbaux : personnage ordinairement très-ennuyé des grandeurs. Le trésorier est le dernier membre du comité qui soit de la magistrature assise. Il a tout l’embonpoint qui convient à sa sinécure. Enfin vient la magistrature debout dans la personne du maître des cérémonies, le Curtius de la Goguette, l’homme aux grands dévouements, celui qui déploie le plus audacieux courage pour obtenir qu’on ôte son chapeau, que les hommes ne fument pas trop, et que les femmes se taisent le plus possible. Mais il est un personnage bien autrement respectable que nous ne devons point passer sous silence, quoiqu’il ne soit pas précisément du comité : nous voulons parler du marchand de vin chez qui se tient l’assemblée. Ce digne industriel prend ce jour-là le nom de pourvoyeur. Il a pour privilège exclusif de se promener sans cesse autour des tables, surtout pendant que l’on chante, et de produire avec ses verres et ses bouteilles un accompagnement à la quinte qui ne manque pas de monotonie. De plus il est autorisé à servir un litre de vin à chaque membre de la Goguette à mesure qu’il se présente. »
Le bureau siège généralement sur une estrade surélevée de deux marches au-dessus de l'assemblée qu'il préside.
En 1852 dans Les Nuits d’octobre Gérard de Nerval nous rapporte le règlement d’une goguette :
SOCIÉTÉ LYRIQUE DES TROUBADOURS
« Bury, président. Beauvais, maître de chant, etc.
Art. Ier. Toutes chansons politiques ou atteignant la religion ou les mœurs sont formellement interdites.
2° Les échos ne seront accordés que lorsque le président le jugera convenable.
3° Toute personne se présentant en état de troubler l’ordre de la soirée, l’entrée lui en sera refusée.
4° Toute personne qui aurait troublé l’ordre, qui, après deux avertissements dans la soirée, n’en tiendrait pas compte, sera priée de sortir immédiatement.
Approuvé, etc. »
En 1872, le Grand dictionnaire universel du XIXe siècle édité sous la direction de Pierre Larousse indique dans son article Goguette :
Chaque goguette avait son règlement particulier, qu’un président nommé à la pluralité des suffrages maintenait dans toute sa rigueur. Il y avait des membres participants et un certain nombre de membres aspirants, qui devenaient eux-mêmes affiliés, dès qu’ils avaient satisfait à certaines conditions purement littéraires. Périodiquement, et en dehors des réunions hebdomadaires, les sociétés se réunissaient dans des agapes fraternelles, auxquelles ils avaient le droit, à tour de rôle, d’amener un invité étranger. Enfin, certaines goguettes publiaient, chaque année, un recueil de chansons sorties de la plume de leurs membres les plus distingués. La Lice chansonnière, entre autres, n’y a pas manqué pendant plus de vingtns.
Chaque goguette avait ses affiliés connus et ses visiteurs à peu près habituels.
Pour appliquer un règlement, il faut une police. En 1845, dans son poème comique Les mystères de la Goguette dévoilés, Joseph Landragin relève la présence d'un homme imposant chargé de faire régner l'ordre dans la goguette :

« Détournez-vous un peu ; voyez-vous près la porte

Un homme, il est bien laid, peu vous importe ?

On l'a mis tout exprès : il est pour faire peur.

Il est fort, vigoureux, des bavards la terreur :

A la Goguette, enfin, il est croquemitaine ;

Mais ce qui me tourmente et me fait de la peine,

C'est qu'il parle en marchant à qui l'a coudoyé

Plus fort qu'un avocat certain d'être payé. »

À propos de la goguette des Animaux, appelée également goguette de la Ménagerie, Eugène Baillet écrit :
Les sociétaires de la Ménagerie n'obéissaient à aucun règlement et ne versaient pas de cotisation.
Ce qui laisse supposer que des cotisations étaient versées par les sociétaires dans d'autres goguettes.
À lire les traces écrites qu’elles ont laissées, l’organisation des goguettes apparaît très minutieuse et administrative. Cependant elle ne devait pas se prendre autant au sérieux qu’on pourrait le croire. Ce n’était en tous cas pas sa réputation. Quand Louis Rossel voudra en 1871 critiquer l’organisation de la Commune de Paris, qu’il juge très sévèrement, il formulera ainsi sa critique : « Les gens qui ont conduit la Révolution du 18 mars semblent ne l’avoir considérée que comme une immense goguette. »
Il a aussi existé des goguettes dépourvues de structures administratives. L'Écho lyrique parle d’une d’elles en 1843 :
Le hasard nous a fait découvrir une petite goguette à cache-pot (qu’on nous passe l’expression), chez M. Michel, Md de tabac, à la barrière Rochechouart ; l’entrain et la gaité règnent chaque dimanche dans son arrière-salle, où se rassemblent une trentaine de personnes sans président ni bureau.

### Documentation sur les goguettes

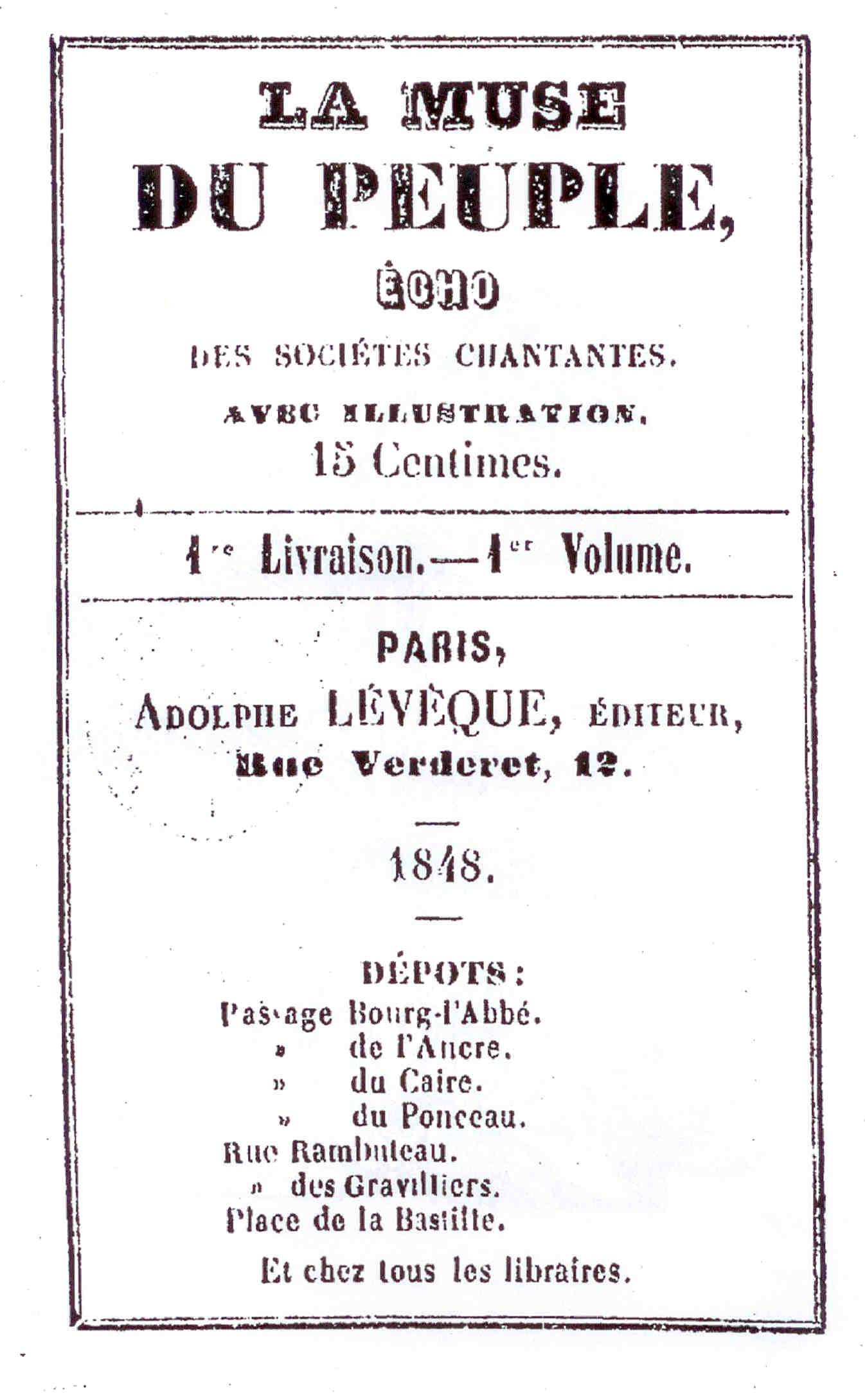
En 1848, La Muse du peuple, Écho des sociétés chantantes, avec illustration. ne connaît qu’un numéro unique, comme La Chanson en 1866.

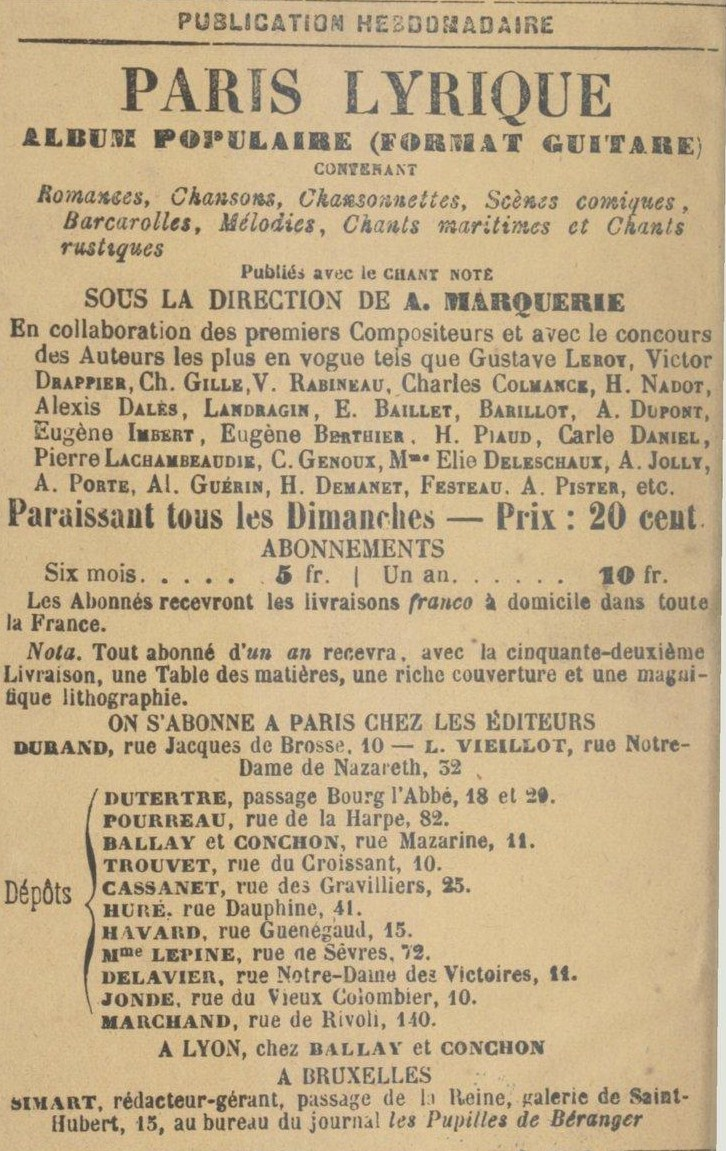
Publicité pour une publication hebdomadaire de chansons de goguettiers célèbres en 1859.

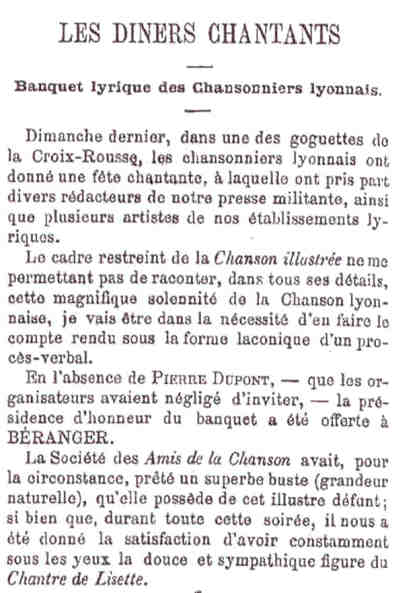
Une fête dans une goguette de Lyon en 1870.

Quantité d’auteurs ont écrit à propos des goguettes. Des recueils de chansons contiennent également des œuvres de goguettiers.
En 1802, la goguette les Déjeuners des Garçons de bonne humeur a publié deux recueils chez Pierre Capelle.
Le premier recueil s’ouvre avec la liste nominative des 14 membres, soit 11 chansonniers : Dumaniant, Désaugiers, Étienne, Francis, Gosse, Ligier, Martainville, Morel, Serviere, Sewrin, et 3 musiciens : Plantade, Persuis et Piccini fils.
En 1811, la société des Troubadours de Marseille a édité au moins un recueil.
De 1806 à 1817, la Société Épicurienne, qui double le Caveau moderne, publie un mensuel, le Journal des gourmands et des belles, dont l’ensemble forme un recueil composé de 11 volumes in-18.
Une publication intitulée Le Caveau moderne, ou le Rocher de Cancale, chansonnier de table paraît de 1807 à 1827.
Ourry, membre du Caveau moderne, a publié une série de recueils de chansons, dont deux, de 1817 et 1818, sont conservés à la BNF.
En 1836, Étienne Jourdan a édité Le Barde, publication de chansons, romances, fragments de poèmes, satires, épigrammes..., 1re livraison.
De 1834 à 1923 la quatrième Société du Caveau publie un recueil annuel : Le Caveau, composé de fascicules publiés mensuellement.
D’autres goguettes ont édité des recueils de chansons écrites par leurs membres. Au nombre des recueils conservés, on trouve, par exemple, une série publiée par la société lyrique des Templiers en 1846.
En 1859 existe une publication hebdomadaire parisienne Paris lyrique, Album populaire format guitare, éditée par Charles Durand et L. Vieillot. Elle est consacrée aux œuvres de goguettiers célèbres à l'époque.
Quantité de chansons de goguettiers ont été éditées en feuilles volantes sans que leur lien avec les goguettes soit forcément précisé dessus. Il y eut même des chansons de Gustave Leroy publiées en grandes affiches sur papier rouge d’un mètre carré par Charles Durand en 1848. Celui-ci, lui-même goguettier et membre de la Lice chansonnière, fut un éditeur et vrai mécène de la production des goguettes.
Il existe des Almanachs chantants où l’on retrouve des chansons de goguettes. Par exemple, dans Les Folies parisiennes. Almanach chantant et anecdotique pour l’année 1857 contenant 36 chansons en vogue on trouve des chansons du goguettier Gustave Leroy. Dans Le coin du feu, almanach chantant pour 1859, Répertoire général de toutes les Romances et Chansonnettes en vogue de l’année on trouve des œuvres signés par d’illustres goguettiers comme Charles Gille, Alexis Dalès, Gustave Leroy. Parmi les autres auteurs qui signent ici leurs chansons au côté d’eux se trouvent certainement des goguettiers moins connus de nous aujourd’hui.
Un certain nombre de journaux et revues ont paru, spécialisés sur les goguettes :
Le 13 août 1843 sort le no 1 prospectus-spécimen d’un journal voué aux goguettes : L'Écho lyrique, feuille d’annonces, journal littéraire, artistique, théâtral et chantant, paraissant le dimanche. Il donne le programme et les détails d’organisation de 19 puis 23 des plus importantes goguettes, parmi lesquelles la Lice chansonnière.
En rivalité avec L’Écho lyrique selon le chercheur allemand Thomas Bremer, Charles Gille et son ami chansonnier Charles Regnard fondent La chanson de nos jours, chansons populaires contemporaines, publication mi-livre, mi-revue qui connait 20 livraisons soit deux volumes de 1843 à 1844.
L’Écho lyrique disparaît après son 12e et dernier numéro le 29 octobre 1843.
D’autres publications parlent des goguettes :
La Muse du peuple, Écho des sociétés chantantes, avec illustration, éditée à Paris, connait un numéro unique en 1848. Est conservé à la Bibliothèque nationale de France un petit opuscule : L'Hirondelle lyrique, Écho des goguettes, Recueil de Romances, Chansons et Chansonnettes comiques entièrement inédites, publiées et chantées par Clovis Poirée, première livraison, Paris novembre 1852. Sur sa couverture est précisé : Dépôt dans toutes les goguettes. On connait les noms de deux autres publications : Le Momus et le Jovial. La Muse gauloise. Journal de la chanson par tous et pour tous fondée en 1863 par Imbert et Marchal connait juste 31 numéros. La parution de Le Bonnet de coton débute en 1864 et dure moins longtemps encore. En 1866, Eugène Imbert lance sous ce titre : La Chanson, un numéro d’appel qui reste unique. François Polo et Alexandre Flan créent, trois ans plus tard, La Chanson Illustrée, tuée par la guerre de 1870 et la disparition de Flan son rédacteur en chef. En mai 1878 existent La Chanson Française, recueil de luxe commencé par Charles Coligny, continué plus modestement par Alfred Leconte et la publication recueil de programmes des goguettes l’Indépendant.
Le 1er mai 1878 parait le premier numéro de La Chanson, Revue mensuelle, Archives de la chanson, Écho des sociétés lyriques.
La Chanson mensuel de juillet à octobre 1878, puis bimensuel de novembre 1878 à avril 1880 et enfin hebdomadaire de mai 1880 à novembre 1881, donne une foule d’informations sur les sociétés chantantes, la chanson et les chansonniers.
Les biographies de chansonniers, pas toutes, sont illustrées avec leur portrait dessiné et gravé.
La 76e livraison de La Chanson comprend en annexe une Table générale des matières de tous les numéros parus en 1878-1880.
Durant l’année 1893 la goguette de la Lice chansonnière édite son propre périodique qui porte le nom de La Lice chansonnière, sous-titré Société littéraire fondée en 1831. Comptant deux pages recto-verso dont la couverture ornée de photos de ses membres, il est exclusivement réservé à ces derniers et aux Visiteurs.
Ces dernières années, sur des sites comme Gallica, Google books, le site des archives et bibliothèques canadiennes, ont été mis en ligne des ouvrages rares sur les goguettes et goguettiers et de nombreux textes écrits par ces derniers. Par exemple, les œuvres en français et occitan de Reine Garde, goguettière aixoise qui connut Lamartine, ont été mis en ligne en 2010 par les Canadiens de l’université d’Ottawa.
Pour le détail des nombreuses publications des sociétés du Caveau, voir l’article Société du Caveau.

### Autres aspects des goguettes
Comme cela apparaît dans un feuilleton paru dans La Presse en 1859, les soirées de goguettes sont une aubaine pour les affaires des cabarets où elles se réunissent :
Il commanda dans le cabaret, un repas à trois services qui traversait la gamme pantagruélique des menus de barrières les jours de goguette, et allait de la soupe à l’oignon au porc frais en passant par le haricot de mouton, le tout menacé d’une averse en bouteilles qui bordait l’horizon de la table où s’assit l’affamé et heureux cocher.
Dans la goguette des Frileux ou Joyeux on boit, on mange, on chante, on joue aux cartes et on s’amuse à dessiner avec du charbon sur les tables.
La goguette de l'Académie bocagère du Valmuse est installée à la campagne, dans une belle propriété, à Brunémont, entre Douai et Cambrai. Là, des citadins se retrouvent, pratiquent la poésie, la musique, et des distractions champêtres, comme la botanique et l’équitation.
Certaines goguettes ont eu des liens avec la Franc-maçonnerie. Ceux-ci sont rappelés dans les emblèmes décorant les salles de réunions de ces goguettes. En 1854, Gérard de Nerval, dans sa description d’une goguette de Saint-Germain-en-Laye, parle d’une « grande salle toute pavoisée de drapeaux et de guirlandes avec les insignes maçonniques et les inscriptions d’usage. » Au moins deux futurs très hauts dignitaires francs-maçons sont goguettiers : Ségur aîné, membre des Diners du Vaudeville et du Caveau moderne, Grand Commandeur du Suprême Conseil de France de 1822 à 1825, et Goswin de Stassart, membre associé de la goguette des Troubadours de Marseille en 1811 et premier Grand Maître du Grand Orient de Belgique de 1833 à 1841.
Aux dîners de la deuxième société du Caveau, vers 1759-1789, un des convives, nommé Garrick, exécute des scènes, soit comiques, soit tragiques, en pantomime. Par le jeu varié de sa physionomie, la justesse de ses attitudes, de ses gestes, il force, à son gré, sans le secours des paroles, le rire ou les larmes.
La Chanson note en 1880 que « Le Président de la Cordiale, M. Laporte, a le talent d’intéresser et d’amuser par des tours de prestidigitation habilement exécutés. »
Les goguettiers du Jardin d’Hébé chantent et dansent. Et dans des échos de l’activité des goguettes on lit qu’à la Pastorale « l’excellent pianiste Marcus y fait danser avec son entrain habituel » et qu’à l’Harmonie du Commerce le bal « a été simplement merveilleux ».
Les goguettes accueillent de très jeunes goguettiers. Par exemple le 4 mars 1879 au 3e concert de la 6e saison de l'Harmonie Commerciale : « L’élément féminin était représenté au dernier concert par Mme Noblet, Mlle Mathilde Armand, et Mlle Lucie Thouvenel ; cette dernière est âgée de sept ans et demi. » À la grande soirée donnée par l' Alliance de Belleville le 26 décembre 1880 « N’oublions pas la petite Blanche et le petit Émile, âgés de 10 ans, qui ont obtenu un franc succès dans Les Enfants de la montagne, paroles et musique de E. Roux sociétaire ».
Les goguettes peuvent être aussi destinées aux enfants. On trouve dans L'Humanité du 14 janvier 1922 l’annonce de la réunion d’une goguette enfantine qui n’est certainement pas la seule du genre : les Enfants de Jaurès.
On rencontre dans les goguettes la tradition orale. Des auteurs propagent leurs chansons sans éprouver la nécessité de les mettre ou faire mettre par écrit. Béranger lui-même agit longtemps de la sorte. Durant longtemps beaucoup de goguettiers n’auraient d’ailleurs pas trouvé d’usage à des textes écrits, car ils ne savent ni lire ni écrire.
Au moins certaines goguettes comme la Lice chansonnière et les Gais Pipeaux organisent des concours de chansons. Ou comme la Lice chansonnière éditent chaque année un recueil de chansons choisies de leurs membres.

### Les goguettes et la politique
Louis-Agathe Berthaud en 1841 donne pour ancêtre des goguettes la Société du Caveau. Au nombre des personnalités qui fréquentent le Caveau, on trouve toutes sortes de gens comme le poète, chansonnier, vaudevilliste et dirigeant de la police de Paris Pierre-Antoine-Augustin de Piis. Dans les goguettes, la majorité des affiliés, à la différence du Caveau, sont des ouvriers. Mais on ne rencontre pas qu’eux. Image de la diversité, on rencontre parmi les goguettiers aussi bien le futur communard Jean-Baptiste Clément que le futur responsable de la répression de la Commune de Paris Adolphe Thiers.
Aujourd’hui, parmi les rares qui parlent des goguettes, beaucoup en donnent une interprétation politique, les résumant à des sortes de pépinières ouvrières d’idées révolutionnaires.
Cette vision des goguettes s’explique par la nature majoritairement ouvrière de ces sociétés, la répression de celles où s’exprimaient une opposition politique au pouvoir et l’appartenance aux goguettes d’un certain nombre de révolutionnaires connus.
Roger Bonniot dans sa biographie de Pierre Dupont, poète et chansonnier du Peuple les définit comme des lieux d’expression de la « poésie populaire » où « des poètes-ouvriers en blouse venaient chanter les souffrances et les espoirs du peuple ».
Illustration de cette manière de considérer la question, on lit par exemple, sur le site Internet du Limonaire comme définition des goguettes :
Véritable contre-pied ouvrier, où de simples amateurs chantent leurs œuvres souvent subversives, ces sociétés chantantes où l’on brocarde l’église, le gouvernement et la politique furent le berceau de quelques doctrines collectivistes comme l’anarchie. Napoléon III les interdira donc en 1851.
Si les goguettes avaient été exclusivement des lieux d’opposition au régime on ne comprendrait pas comment elles ont pu exister sans être interdites durant plus de trente années à partir de 1817 en des temps où la censure était très active et très sévère.
L’Atelier, journal très hostile aux goguettes et à la chanson libre et non censurée, écrit en 1844 :
Les règlements de goguettes contiennent tous un article invariable rédigé dans ces termes : « Toutes chansons, politique ou autre, tendant à offenser le roi ou les membres de la famille royale, sont sévèrement interdites ! »
Cet article fait écho aux lois en vigueur. Comme on peut le constater, par exemple, en lisant Le guide des sergens de ville et autres préposés de l'administration de la police, paru à Paris en 1831 :
CRIS SÉDITIEUX.
Tous cris séditieux, tous discours proférés dans des lieux publics ou destinés à des réunions de citoyens ; tous écrits ou imprimés qui auraient été affichés, vendus ou distribués, lesquels seraient calomnieux ou injurieux envers la personne du Roi ou des membres de sa famille, doivent être dénoncés, sans retard, à l'autorité.
Toutes les fois que l'on aura, par ces cris, discours, écrits ou imprimés, excité à désobéir au Roi et aux lois en vigueur, il y aura également délit qu'il importera de faire constater et réprimer sur-le-champ.
L’activité des goguettes a continué après le coup d'État du 2 décembre 1851. Ainsi les Épicuriens, goguette née en 1819, est toujours active en 1878. Elle n’est pas la seule à être resté active après le coup d'État du 2 décembre 1851.
Le goguettier Auguste Leroy décrivant la naissance à Paris fin 1868 de la goguette des Enfants d’Apollon oppose explicitement la soirée de goguette à la réunion politique, indiquant que c’est également le point de vue de la police de l’époque :
Là (dans un café de la rue de Cléry), se réunissaient quelques amis faisant simplement leur partie en buvant quelques bocks. Un beau soir, quelqu’un dit : « Si nous fondions une société lyrique ? » Du désir à l’exécution il n’y a qu’un pas, quand il s’agit d’une simple formalité. On était à cette époque dans la période d’empire libéral ; les autorisations s’obtenaient facilement, la préfecture préférant de beaucoup les réunions chantantes aux réunions politiques !
Le goguettier Eugène Baillet en 1885, parlant des goguettes des années 1850, souligne leur ouverture et leur apolitisme :
Les goguettiers s’aimaient entre eux, se secouraient et, cependant, n’obéissaient à aucun mot d’ordre, aucune secte politique ou autre ; il y avait là le libre-penseur à côté du libre-buveur.
Les autorités imposent aux responsables des goguettes de faire l’annonce suivante au début de chacune de leurs assemblées : « Toute chanson politique ou attaquant la personne du roi est sévèrement interdite ». C’est ainsi qu’en 1845 à une grande soirée de la goguette des Gais Pipeaux où sont venues les délégations de nombreuses autres goguettes, la présidente prévient d’entrée qu’on doit s’abstenir de chanter des chansons « attaquant la prérogative royale ». À l’inverse, Charles Gille déclare à l’ouverture des séances de la goguette des Animaux qu’il a créé et préside : « Les chansons politiques sont permises. On peut dire merde au roi. »
En 1804, on lit dans les statuts en chansons de la goguette des Bergers de Syracuse, toujours active en 1846 et dont les membres s'identifient à des bergers et bergères de la Mythologie grecque antique :

« Pour un Pasteur la politique

N'est point un sujet d'entretien,

Et dans sa cabane rustique

Chanter est le suprême bien. »

La quatrième société du Caveau est officiellement apolitique. Le texte de l’article 9 de ses statuts, adopté en 1837 et cité en 1844 par son nouveau président, précise qu’au sein de la société il faut s’abstenir de toutes polémiques. Dans les statuts de la goguette des Frileux ou Joyeux en 1838 on lit : « Surtout point de politique, parce que c’est embêtant. » Un livre paru en 1844 précise que deux écussons ornaient la salle de réunion de la goguette de l'Entonnoir. Sur l’un on lisait : « Hommage aux Dames » et sur l’autre : « Il est défendu de parler politique, mais vous pouvez fumer ». La constitution votée par la goguette du Poulet sauté en 1848 proclame : « Exclusion de la politique ! » En 1852 le règlement de la Société lyrique des Troubadours précise que : « Toutes chansons politiques ou atteignant la religion ou les mœurs sont formellement interdites. » En 1881, le Bon Bock rappelle par un couplet que la politique n'y a pas sa place :

« Peintres, musiciens, sculpteurs,

De tout talent et de tout âge,

Graveurs, auteurs, acteurs, chanteurs,

Pêle-mêle y font bon ménage.

Pour éviter le moindre choc

On n'y parle pas politique

Mais le Bon Bock

Est une franche République ! »

Dans les années 1820, dans sa chanson Badinez, mais restez-en là., l’illustre goguettier Émile Debraux déconseille de faire sérieusement de la politique dans les goguettes :

« Je sais fort bien que dans la chansonnette

On peut glisser un caustique couplet ;

On peut, je crois, au sein d’une goguette,

Aux grands du jour lancer un malin trait.

J’applaudis même aux flonflons qu’on décoche

Contre un ministre ou contre Loyola ;

Et cependant, de crainte d’anicroche,

Badinez (bis), mais restez-en là. »

Il précise aussi, par ailleurs, son rapport avec la politique :

« Des lecteurs chagrins m’ont fait quelquefois le reproche d’avoir presque toujours introduit la politique dans mes chansons ; ce reproche m’a paru fort drôle : apparemment les braves gens qui me l’adressaient se sont imaginé que la chanson n’avait été inventée que pour célébrer l’amour et le vin, et probablement ils n’avaient jamais su qu’à l’exemple de la comédie, mais dans un genre beaucoup moins élevé, la chanson était consacrée à la censure des vices, des travers, des abus, et des ridicules du siècle ; or, dans le nôtre, où la politique a tout envahi, comment aurait-on pu faire des chansons sans que la politique vint se glisser sous la plume du chansonnier ? »

On rencontre des goguettiers qui n’éprouvent aucune envie de débattre de politique au sein des goguettes. Ainsi l’un d’entre eux proclame dans une chanson en 1844 :

« Foin de la politique

Pour faire une chanson,

Ma muse sans façons,

Prend un refrain bachique ;

Des flacons vivent les glouglous

Des belles les baisers si doux. »

De son côté, le goguettier Jean-Baptiste Venet écrit en 1865 dans Le Chant des Goguettiers :

« Amusons-nous, faisons les fous.

Que chacun à la ronde,

Entonne une chanson.

Sans critique et sans fronde,

Ensemble joyeux Bout-entrain,

Célébrons l’amour, le cidre et le vin.
La vie est éphémère,

Quand elle est sans plaisir ;

Pour la rendre plus chère,

Contentons nos désirs. »

Quand les goguettiers abordent la politique ils ne sont pas toujours révolutionnaires. L’un d’eux, cité par le journal L’Atelier en 1844, écrit parlant de la Révolution française

« Par la pensée remontant l’histoire,

Reportons-nous aux temps de la Terreur,

Où les tribuns, d’odieuse mémoire

D’un peuple entier stimulaient la fureur. »

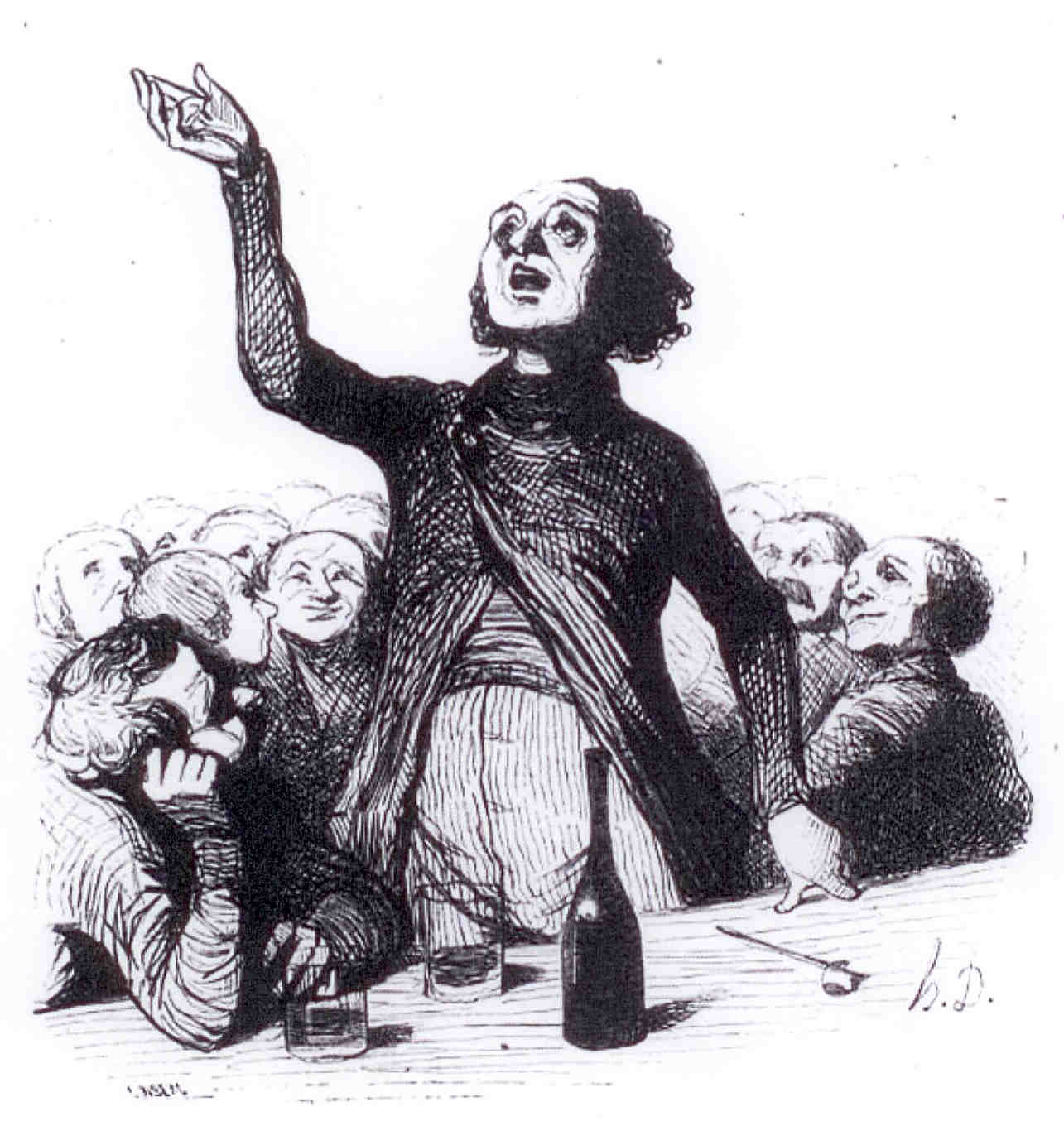
Le goguettier prêchant un avenir heureux vu par Daumier en 1845.

Dans un livre paru en 1845 un dessin de Daumier figurant un goguettier l’air inspiré chantant l’avenir dans une goguette a pour légende deux quatrains ironiques signés C. R. :

« Tandis que cet Orphée au geste symbolique

Prêche à ses auditeurs un avenir heureux,

Ceux-ci, remplis du feu de sa voix prophétique,

Dégustent... par avance un repas somptueux.
Caressent... en espoir des femmes toujours belles ;

Savourent... dans leur rêve un champagne à huit sous ;

Jonchent de mille fleurs... le fond de leurs cervelles.

L’imagination a de si beaux joujoux ! »

Et quand la politique envahit une goguette, ce n’est pas forcément pour exalter la lutte sociale ouvrière. La goguette des Enfants de la Gloire, composée d’ouvriers et artisans, d'anciens militaires de la Grande Armée, cultive ouvertement la nostalgie du Premier Empire et l’espoir du retour de l’empereur Napoléon Ier. Certains de ses membres vont jusqu’à pleurer d’émotion en entendant la chanson La Colonne, écrite en hommage à la colonne Vendôme par le célèbre goguettier Émile Debraux.
Des goguettiers qui ne prônent pas la lutte sociale ouvrière et la révolution écrivent parfois des textes qui paraissentt les engager dans ce sens. Ainsi Debraux, admirateur de la gloire napoléonienne, va rédiger une chanson antimilitariste : Le Conscrit. Ou encore Charles Colmance, réputé de son vivant comme un chantre enthousiaste du vin et de l’alcoolisme, sera l’auteur d'une chanson anticolonialiste : Le chant de l’arabe. Il n’en faut pas plus pour que certains aujourd’hui ne se souviennent que de ces œuvres pour enrôler post mortem ces auteurs l’un sous la bannière de l’antimilitarisme, l’autre sous celle de l’anticolonialisme. Cette vision sélective de leurs œuvres n’est pas objective.
Un goguettier comme Charles Gille, présenté comme « révolutionnaire » par certains commentaires, a écrit une chanson : Le bataillon d’Afrique, très favorable à la conquête coloniale.
On y trouve les deux couplets suivants :

« Chef de la tribu perfide

Qu’Abd-el-Kader soudoya,

Monte ton coursier numide,

Si tu crains la razzia, 

Surtout fais passer devant

Ta sultane et ta barrique.
Nous venons, sans plus d’entraves,

Pour régler certains écots ;

Vous allez danser, mes braves,

La danse des moricauds ;

C’est nous qui, dorénavant,

Vous fournirons la musique. »

Vouloir résumer les opinions de Charles Gille, emprisonné six mois pour son opposition à la monarchie, en le qualifiant de « révolutionnaire » paraît sommaire et simplificateur. La réalité des convictions des goguettiers engagés politiquement est plus complexe que la simple opposition pouvoir-révolution.
Quant à l’appartenance de révolutionnaires authentiques et célèbres aux goguettes, elle témoigne certainement de la vitalité des goguettes qui attirent une masse d’ouvriers ouverts culturellement. Il ne faut pas ignorer non plus que les chansonniers révolutionnaires n’ont pas écrit que des chansons révolutionnaires, dont le nombre total est des plus réduit dans la masse des œuvres créées. Le communard Jean-Baptiste Clément, par exemple, a essentiellement rédigé des chansons sentimentales, au nombre desquelles son œuvre la plus fameuse : le Temps des cerises, créée en 1866 et qui sera plus tard associée au souvenir de la Commune de Paris.
Certes, parmi les affiliés des goguettes ont certainement été débattues des théories révolutionnaires. C’est la raison essentielle qui a fait réprimer certaines goguettes par les autorités. Mais réduire toutes les goguettes à cette seule fonction politique et révolutionnaire, c’est méconnaître le rôle qu’elles ont joué durant de très nombreuses années comme lieux de masses, de plaisirs, distractions, fêtes, créations, animations artistiques et entraide.

### Mythologie des goguettes

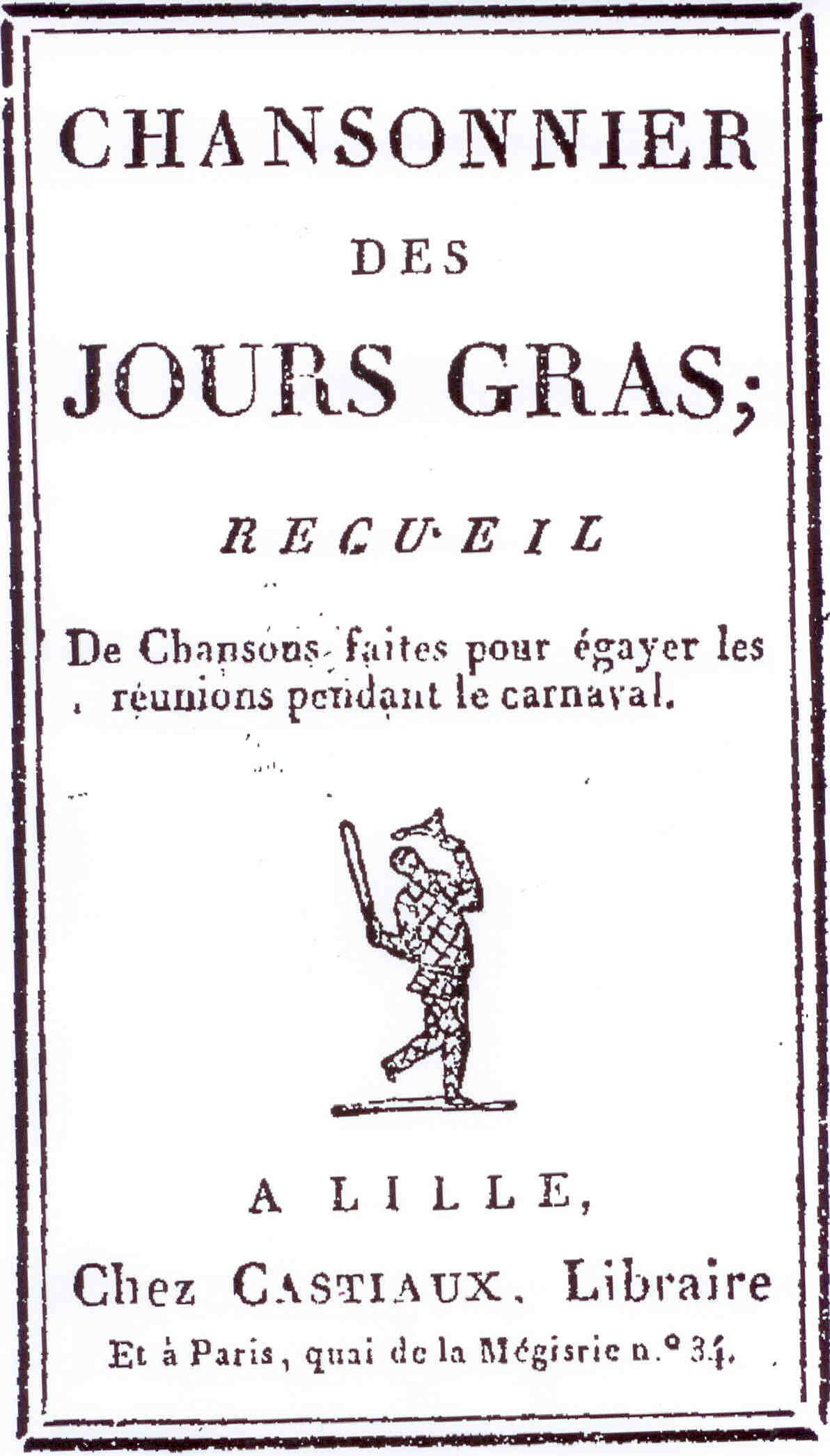
Un recueil de chansons de Carnaval imprimé à Lille, et vendu à Lille et Paris en 1819.

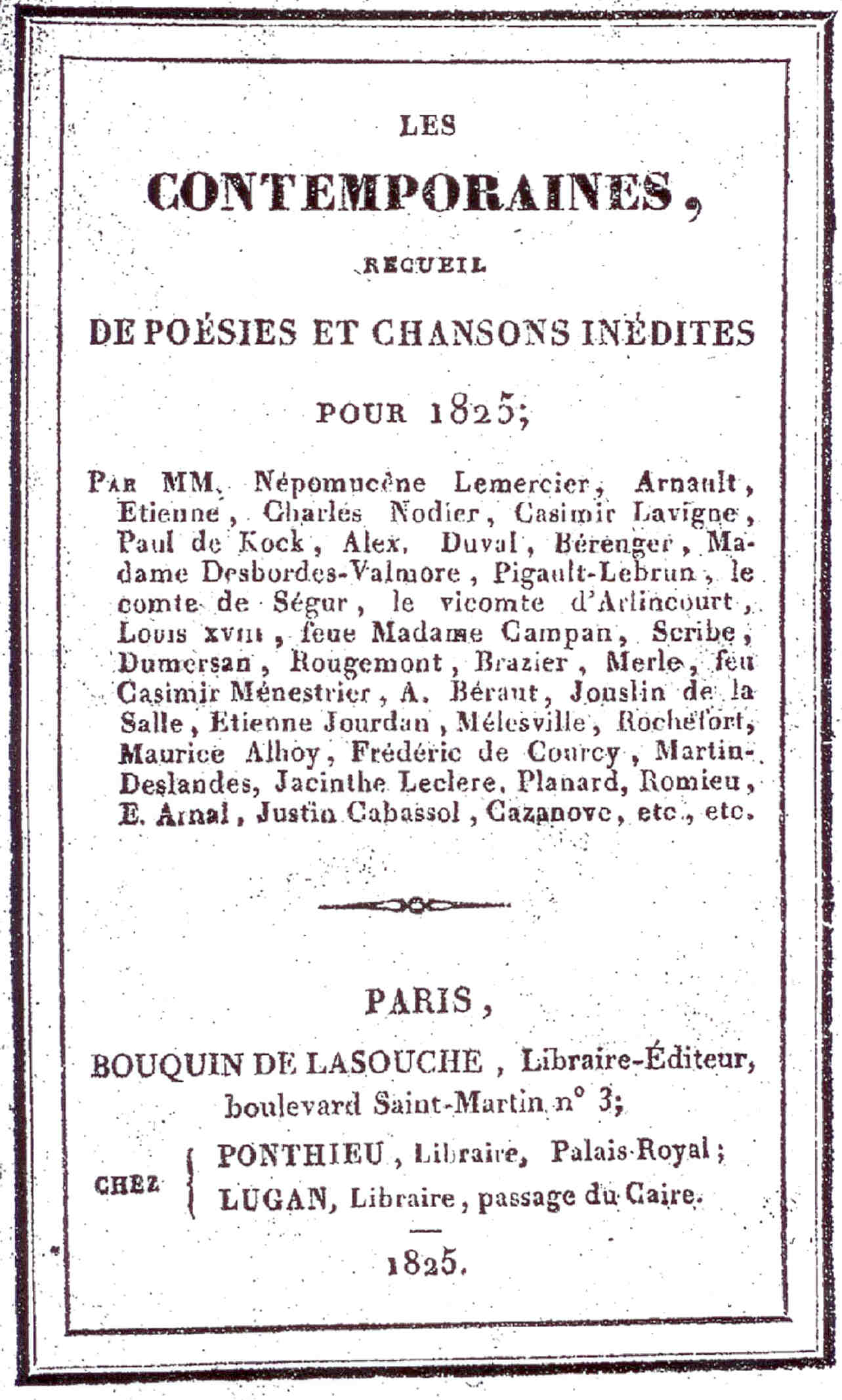
Un recueil de chansons paru en 1825 où on trouve des chansons de goguettes et même des vers de Louis XVIII.

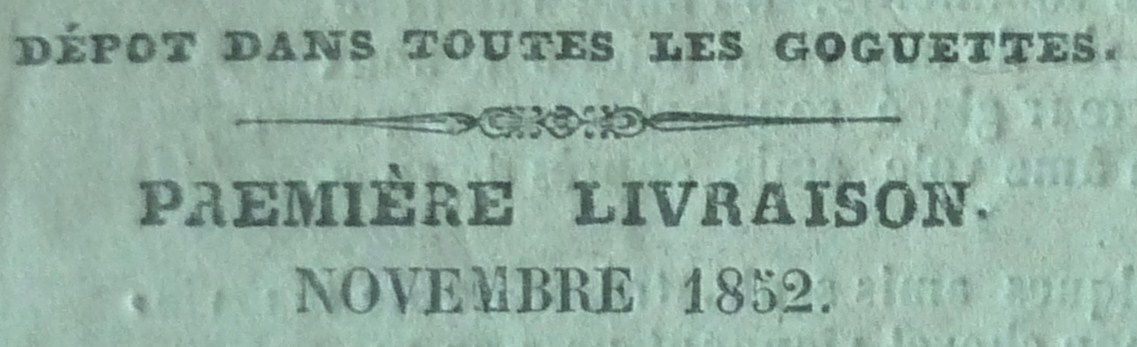
En novembre 1852 L'Hirondelle lyrique, Écho des goguettes est en dépôt dans toutes les goguettes.

Les goguettes sont des lieux festifs. Le propre de la fête vivante est de rassembler les gens d’opinions et statuts sociaux les plus différents.
Cependant, certains auteurs qui parlent des goguettes cherchent à infliger à celles-ci un formatage politique et social et déforment la vérité créant ainsi une mythologie des goguettes.
Cette mythologie s’articule en trois volets :
- Les goguettes rassemblent exclusivement des ouvriers. Ce n’est pas vrai. On trouve parmi les goguettiers d’autres genres de gens, comme Charles Baudelaire, Gérard de Nerval, Adolphe Thiers ou Alfred Leconte, pharmacien et député. On rencontre également des sociétés chantantes regroupant un public choisi et autre que populaire. On peut citer le Pot-au-Feu, les Gnoufs-Gnoufs. Ou bien Le Bon Bock. Le Bon Bock est ainsi baptisé du surnom même du président, Bellot, dont Manet exposa le portrait, haut en couleur, fumant et buvant, sous ce titre : Le Bon Bock[192]. Cette société, fondée en 1875, réunit une soixantaine de personnalités au nombre desquelles Monselet, Gill, Ernest Chebroux, Charles Vincent. Six ans plus tard elle compte 500 membres des plus connus du monde artistique, scientifique, littéraire et politique[201]. Elle existe toujours en 1911[202]. On peut également citer la Société de la Rive Gauche, fondée par Gustave Aimard. En font partie principalement des étudiants au côté d’une pléiade de personnalités parmi lesquelles le chansonnier Jules Jouy et le peintre Édouard Manet[36].
- Autre volet de la mythologie des goguettes : les goguettiers sont des poètes-ouvriers, donc leurs œuvres sont artistiquement médiocres, car ce sont des poètes amateurs. Y compris parmi les grands poètes reconnus dans les ouvrages d’histoire de la littérature on rencontre des personnes exerçant un autre métier que poète. Charles d’Orléans était prince et n’a jamais gagné sa vie avec son art. Même chose pour Louis Amade, Préfet, fonctionnaire de police[40] et d’autres encore. Il existe aussi des poètes « professionnels » qui furent célèbres et reconnus jadis et sont aujourd’hui oubliés par le public et jugés médiocres par les livres d’histoire de la littérature. Quant à juger la qualité des œuvres des goguettiers on peut s’interroger si cette prétention est juste, sachant que la plus grande partie de leur production n’a pas été conservée et que de beaucoup de goguettes on connaît juste le nom voire rien de précis. Il est possible que cette prétention exprime des préjugés hostiles de mépris condescendant à l’égard des travailleurs manuels qui seraient par définition incapables d’être de vrais poètes ou écrivains. Affirmation difficile à soutenir quand on voit qu’au nombre des ouvriers goguettiers on trouve le garnisseur de cuivre Jean-Baptiste Clément plus tard auteur du Temps des cerises, Édouard Plouvier qui devient par la suite homme de lettres et écrit entre autres trois livrets d’opérettes pour Jacques Offenbach, dont un en collaboration avec Jules Adenis ou encore le garçon boucher Jules Jouy chansonnier montmartrois.
- Dernier volet de la mythologie des goguettes : elles ont disparu en 1851, interdites par le régime de Napoléon III. Car les goguettiers étaient au moins des républicains, sinon même des révolutionnaires. En réalité, seules certaines goguettes ont été interdites pour des motifs politiques, avant et après 1851. Les documents et témoignages abondent qui établissent la continuité des goguettes après 1851. Seule une minorité des œuvres des goguettiers était politique et les opinions rencontrées étaient diverses. Ainsi le goguettier lillois Eugène Cornille à la fin de sa chanson Honneur aux moissonneurs appelle à l’union entre les laboureurs et les riches propriétaires :

« Allions-nous vite sans relâche

Qu’on puisse faire voir à l’étranger

Que la France avec son courage

A su rétablir le passé »

Et dans les œuvres des goguettiers qui chantent la révolution, on ne chante pas que la révolution sociale. À côté d’Eugène Pottier auteur de l’Internationale et partisan de la révolution sociale, on trouve par exemple Jules Jouy, qui admire la Commune de Paris, combat le général Boulanger et les riches mais écrit aussi des chansons antisémites où il appelle à la violence contre les juifs. On rencontre aussi des goguettiers contre-révolutionnaires, comme Alphonse Martainville, très fervent monarchiste et membre de la goguette Les Déjeuners des Garçons de bonne humeur en 1802, ou Clairville, membre du Caveau et auteur, en 1871, de la chanson anti-communarde L’Internationale.
En dépit de l’abondance de documents et témoignages conservés niant la mythologie des goguettes, celle-ci ne disparaît pas pour autant et continue encore d'être accréditée aujourd’hui par des livres et des sites Internet. Elle n’est pas d’invention récente. On la rencontre déjà en 1872 dans le Grand Dictionnaire universel du XIXe siècle édité sous la direction de Pierre Larousse.
Sa création remonte à cette époque, aux débuts de la IIIe République. Celle-ci est alors en lutte contre ses adversaires monarchistes et bonapartistes. Sa légitimité face à ces derniers, c’est d’incarner la volonté du peuple. Or, après sa naissance le 4 septembre 1870, la République a organisé en mai 1871 le grand massacre parisien de la Semaine sanglante où par dizaines de milliers, les gens du peuple soulevé ont péri fusillés.
Avant, pendant et après le Second Empire, prospèrent les mouvements chantants et populaires des sociétés chorales et des goguettes dont la grande vedette admirée est le chansonnier bonapartiste Pierre Jean de Béranger.
Le Second Empire a été une période faste festivement et musicalement.
Par nécessité politique, les républicains vont oublier la Commune de Paris, revendiquer d’être l’expression de la volonté populaire y compris parisienne, oublier ce qui marque le côté populaire du Second Empire et chercher à républicaniser Béranger.
La polémique violente entre La Chanson et le chansonnier bonapartiste Savinien Lapointe, au sujet de l’érection à Paris d’une statue de Béranger par les républicains, affecte un caractère passionnel et révélateur des enjeux politiques sous-jacents.
En novembre 1878, André Person écrit dans La Chanson, parlant de l’admiration de Savinien Lapointe pour Béranger :
Que les renommées pures et bien acquises sont à plaindre lorsqu’elles ont des thuriféraires de la trempe de M. Lapointe (Savinien), et combien, à nos yeux, les gloires les plus brillantes perdent de leur éclat, quand elles sont célébrées par des ambitieux vulgaires qui, pour se faire une réputation quelconque, trouvent le moyen d’accoler leurs noms discrédités à des noms illustres.
En mai 1879, Louis-Henry Lecomte Rédacteur en Chef conclut par ces mots un grand article contre Savinien Lapointe commencé en première page de La Chanson :
Nul n’empêche M. Savinien Lapointe, ancien collaborateur d’audacieux socialistes, de rimer aujourd’hui des « Souvenirs et Regrets » pour le plaisir des blouses blanches inoccupées, et de tirer du fumier bonapartiste le pain de ses vieux jours ; mais nous lui conseillons de ne plus maculer de sa prose le piédestal de la statue que la France républicaine veut élever a l’un de ses enfants illustres. Il y a de sévères châtiments pour des actes moins obscènes.
En 1880, dans un article sur le goguettier Eugène Grangé, Louis-Henry Lecomte écrit :
Peut-être en quelques circonstances, dans ses Versaillaises par exemple, a-t-il frappé fort plutôt que juste ; ne lui en tenons pas rigueur. Après avoir avec raison chansonné les petits travers des républicains, Eugène Grangé viendra à notre grande et sage République comme y sont venus tant de bons et brillants esprits.
Les républicains vont oublier les grandioses rassemblements chantants de milliers de membres des sociétés chorales sous le règne de Napoléon III qui pourraient valoriser ce dernier. Les goguettes, qui se comptent par centaines, prospèrent à Paris dans les années 1870, en dépit du massacre de 30 000 Parisiens en 1871 durant la Semaine sanglante, dont certainement de nombreux goguettiers. Elles sont le plus souvent apolitiques. Les républicains réécrivent l’histoire en les décrétant républicaines et à ce titre interdites depuis 1851 et durant tout le Second Empire. Ils cherchent aussi à les enrôler effectivement sous la bannière de la République. Dans le journal La Chanson en 1880 apparaissent ces efforts. Y compris de fédérer les goguettes. Il y a des tiraillements. Les rédacteurs de La Chanson se voient ainsi jeter dehors de la célèbre Lice chansonnière et priés de ne plus rendre compte de activités de celle-ci.
Béranger sera encensé par La Chanson et d’autres comme « républicain » alors qu’il ne l’était pas. L’entreprise trop ardue finira par déboucher sur son élimination de l’histoire républicaine et officielle de la culture française, tout comme les sociétés chorales, la musique festive de danses de Paris au XIXe siècle et les goguettes.
La fable lancée ces années-là sur les goguettes républicaines et interdites en 1851 survit de nos jours dans des textes qui se contentent de reprendre sans les vérifier les propos d’auteurs anciens et orientés.

### L’oubli organisé des goguettes
Certains auteurs ont cherché à faire oublier le phénomène de masses des goguettes. Réduisant son importance et la période de temps où les goguettes prospérèrent, ils ne parlent que de la minorité de celles qui étaient politisées et répètent que toutes les goguettes ont disparu en 1851, supprimées par Napoléon III.
Enterrer les goguettes, nier leur présence à une époque où elles prospérèrent, n’est pas une pratique nouvelle. Déjà sous Napoléon III en 1860, Émile de Labédollière, dans son gros ouvrage sur Le Nouveau Paris, jette le voile de l’oubli sur les goguettes. Il ne manque pas de parler des distractions parisiennes : Carnaval de Paris, Bœuf Gras, Descente de la Courtille, bals, Café-concert, guinguettes. Il se fait même l’écho de la légende de Milord l'Arsouille, célébrité carnavalesque parisienne abusivement confondue avec le très chic lord Henry de Seymour.
Mais tout le long des 440 pages de son livre de grand format illustré par Gustave Doré n’apparait qu’en un seul endroit une seule goguette : celle des Frileux ou Joyeux. L’auteur évite soigneusement ici comme dans le reste de son ouvrage d’utiliser les mots goguette ou société bachique et chantante. Les informations datées qu’il donne sur les Frileux ou Joyeux remontent à l’année 1838. Elles se closent par une nécrologie des personnalités mentionnées.
Le chanteur comique Paulus raconte dans ses mémoires comment il triomphe dans les goguettes parisiennes qu’il commence à fréquenter en 1864, soit quatre ans après la parution du livre Le Nouveau Paris d'Émile de Labédollière. Émile de Labédollière, qui ignore volontairement les goguettes, évite également soigneusement de parler dans son livre de la Mi-Carême. Cette dernière est alors à Paris une très grande fête féminine et ouvrière avec des reines de blanchisseuses et une reine de toutes les blanchisseuses choisies par les blanchisseuses elles-mêmes.
En 1872, le Grand dictionnaire universel du XIXe siècle édité sous la direction de Pierre Larousse indique dans son article Goguette que « les goguettes étaient formées uniquement par de joyeux ouvriers amateurs des choses de l’esprit, qui s’essayaient à la littérature ». Les goguettes n’existent plus. Elles ont disparu « sous les mesures compressives du Second Empire ». La dernière goguette aurait été celle des Frileux :
Les démolitions effectuées pour la prolongation du boulevard Magenta, à travers le 18e arrondissement, ont fait disparaître, à l’entrée de l’ancienne barrière des Poissonniers, un débit de vin où, pendant longtemps, les Frileux ont tenu leur goguette, la dernière et la plus célèbre de Paris.
En 1880, alors qu’il y a à Paris des centaines de goguettes, J-K. Huysmans fait pour le quotidien Le Gaulois la description peu ragoûtante d’une goguette située à Montrouge-Plaisance, qu’il présente comme une des deux dernières existantes, les autres ayant disparu.
Cette déformation de la vérité consistant à dire qu’une chose qui existe a disparu ou est en voie de disparition est un classique chez les auteurs qui n’aiment pas la festivité. Ainsi, on les voit écrire que la célèbre parade carnavalesque parisienne de la descente de la Courtille a disparu en 1838, alors qu’elle existe toujours en 1862. Ou que la Promenade du Bœuf Gras est sortie pour la dernière fois à Paris en 1870 alors qu’elle est encore sortie un certain nombre de fois jusqu’en 1952, avant sa renaissance dans la rue à partir de 1998.
En 1902 sort des presses de l’Imprimerie nationale un monumental ouvrage officiel in-8° de 546 pages :
Rapport à M. le ministre de l’Instruction publique et des beaux-arts sur le mouvement poétique français de 1867 à 1900 ; précédé de Réflexions sur la personnalité de l’esprit poétique de France ; suivi d’un Dictionnaire bibliographique et critique et d’une nomenclature chronologique de la plupart des poètes français du XIXe siècle, par M. Catulle Mendès
Ce rapport annonce qu’il fait suite à un rapport précédent rendu en 1867 par Théophile Gautier et comprend une :
Nomenclature chronologique des principaux poètes français du XIXe siècle.
Elle est annoncée par ces mots :
Au moyen de cette nomenclature, d’après la date de leur première publication, de tous les poètes dont les noms figurent dans le Dictionnaire, le lecteur, en recourant de nom en nom au Dictionnaire lui-même, pourra se former un tableau successif et complet de la poésie française au XIXe siècle.
Au milieu d’une foule de poètes, certains de nos jours toujours célèbres ou connus, d’autres totalement oubliés aujourd’hui par le grand public, figurent seulement quatre célébrités des goguettes, qui ne sont pas présentées en cette qualité : Pierre Dupont, Pierre Lachambeaudie, Gustave Nadaud et Ernest Chebroux.
Au nombre des principaux poètes français du XIXe siècle Catulle Mendès inscrit entre autres le ministre Georges Leygues qui a commandité le rapport.
Le mouvement goguettier avec ses dizaines de milliers de participants et ses centaines de milliers de chansons n’apparaît pas. Il est absent de la culture officielle. La participation de célébrités aux goguettes est oubliée également.
Parmi les célébrités qui figurent dans les manuels scolaires, on trouve des goguettiers comme Charles Baudelaire, Gérard de Nerval, Théodore de Banville, Édouard Manet, Adolphe Thiers, Jean-Baptiste Clément, Jules Vallès et Eugène Pottier. Et d’autres, comme Victor Hugo ou Alphonse de Lamartine, qui encouragèrent des goguettiers comme François Barrillot.
Le 20 mai 1878, Victor Hugo écrit à Louis-Henry Lecomte rédacteur en chef de La Chanson. C’est à l’époque un journal tout neuf qui veut devenir l’organe des goguettes :
Mon cher Confrère,
La Chanson est une forme ailée et charmante de la pensée ; le couplet est le gracieux frère de la strophe ; nous sommes de la même famille.
Je vous envoie mes vœux de succès, avec mon plus cordial serrement de main.
L’histoire littéraire officielle, celle au programme des écoles, considère que les goguettes n’ont pas leur place dans la littérature et les ignore. Elles sont le plus souvent aujourd’hui seulement évoquées dans des ouvrages et études spécialisés sur des aspects pointus de l’histoire sociale des ouvriers. La motivation de ce confinement prend prétexte dans l’insuffisante qualité littéraire supposée des œuvres goguettières. Même des spécialistes qui parlent des goguettes s’accordent avec cette opinion.
Cette opinion est très bien exprimée en 1983 par René Garguilo parlant de la « littérature prolétarienne » du XIXe siècle :
Tandis que les poètes romantiques viennent au peuple par le chemin du socialisme, le peuple, grâce au progrès de l’instruction, découvre la poésie.
Entre les salons littéraires et les mansardes où quelques ouvriers cherchent les rimes pour leurs rêves, un étrange dialogue va s’installer.
La plupart des grands écrivains romantiques s’intéressent aussitôt à cette poésie du peuple qui reprenait leurs thèmes et leurs thèses. Ils accordèrent leur parrainage – parfois leur protection – à ces poètes-ouvriers qui, sur leurs modestes pipeaux, transposaient la musique de leurs grandes orgues.
L’oubli où se trouve plongée aujourd’hui l’immense majorité des goguettiers ne signifie rien quant à la qualité et l’importance de leurs œuvres. L’histoire a connu l’oubli durant des siècles d’artistes reconnus à présent parmi les plus grands, comme Jean-Sébastien Bach, Antonio Vivaldi, Georges de la Tour ou Vermeer de Delft.
Dans un article-éditorial du Petit Parisien en 1898, Paris qui chante, Jean Frollo insiste vigoureusement sur la bonne santé des goguettes. Il cite les noms de 93 d’entre elles qui fonctionnent rien qu’en région parisienne. Et ajoute qu’il en existe beaucoup d’autres dont il ne donne pas les noms.
On voit les goguettes et la fête traverser le temps et prospérer de façon indépendante des événements politiques. Mais certains auteurs actuels, qui souhaitent absolument démontrer le caractère très politisé et révolutionnaire des goguettes et leur destruction pour cette raison, finissent par s’éloigner complètement de la vérité. C’est ainsi que Gaetano Manfredonia réduit leur nombre pour la même époque à seulement 90 :
Les goguettes, tout comme les autres formes d’expression populaire de la chanson ne disparurent pas pour autant soudainement. D’une part, le nombre de sociétés chantantes resta, jusqu’à la fin du siècle (le XIXe siècle), au moins relativement élevé (90)...

### Grandes figures des goguettes

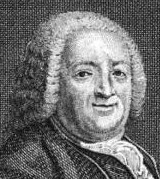
Charles-Francois Panard.
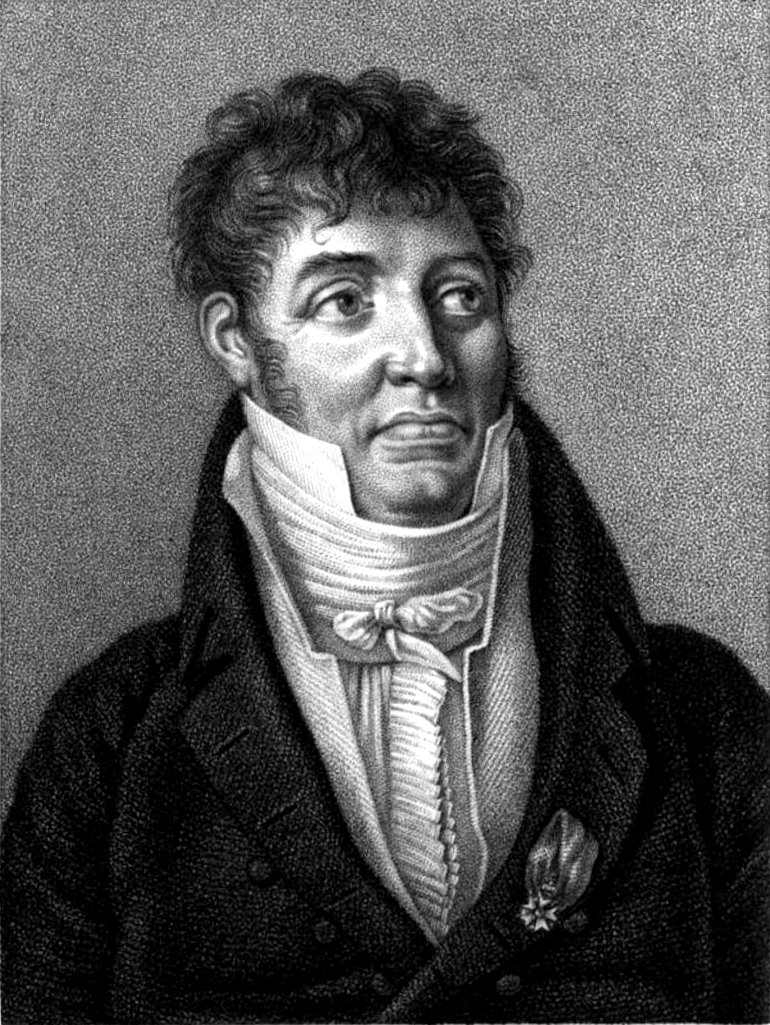
Pierre-Antoine-Augustin de Piis.
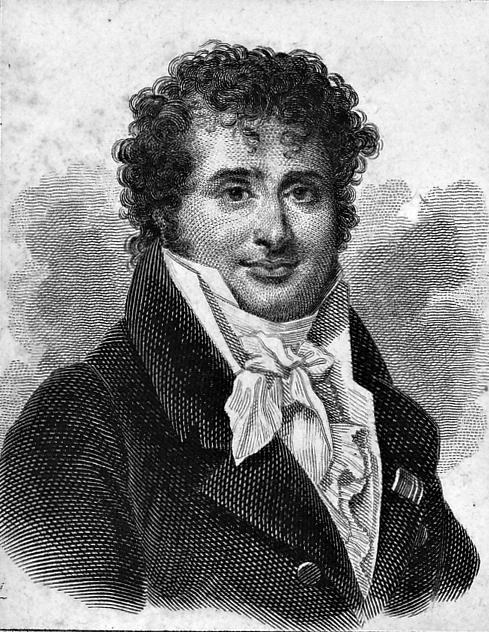
Marc-Antoine-Madeleine Désaugiers.
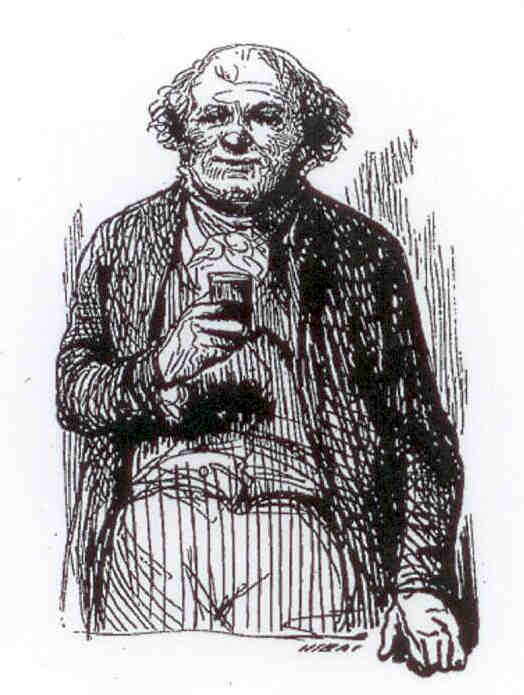
Le Père Simar vu par Daumier[31].
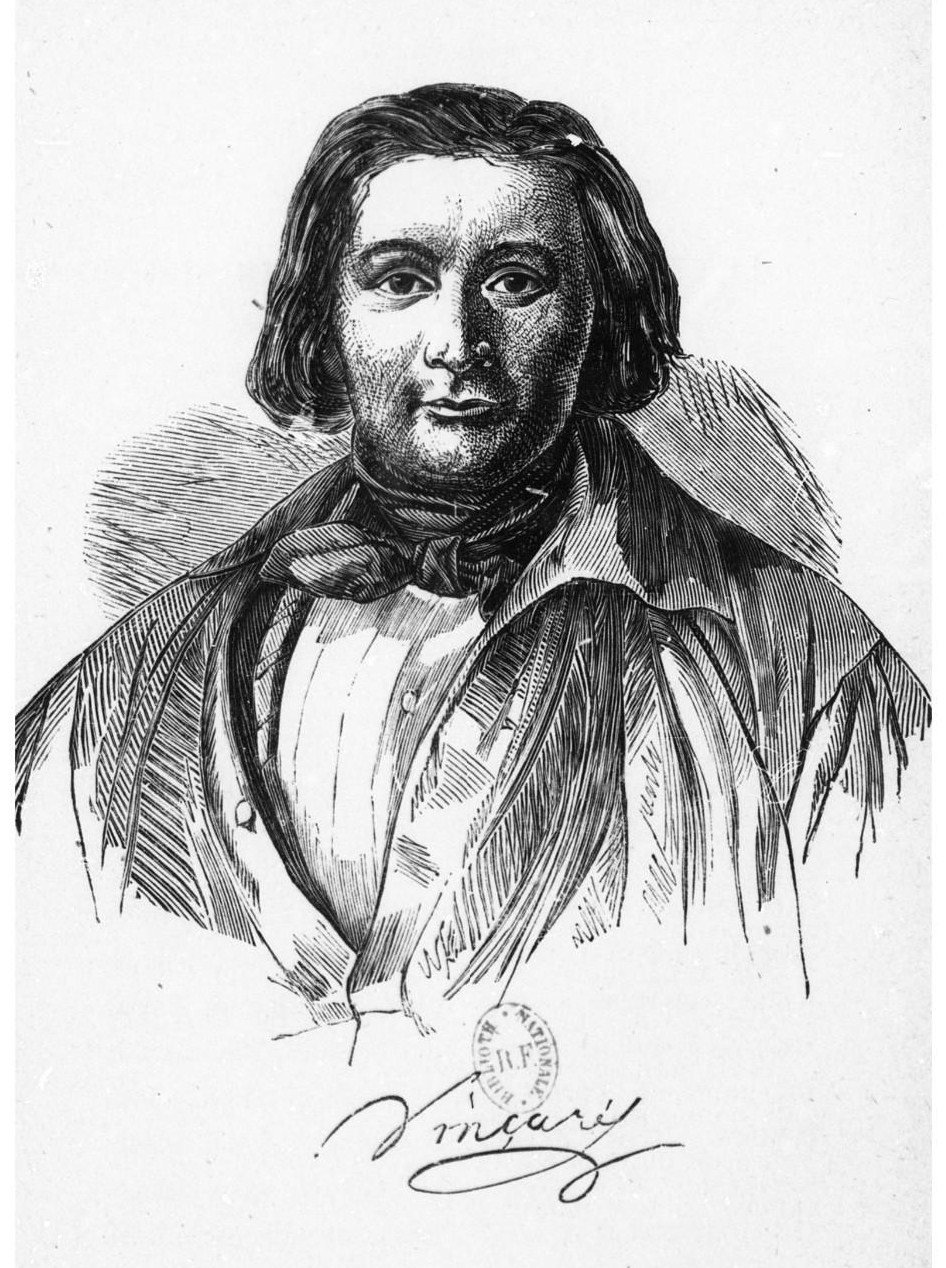
Jules Vinçard.
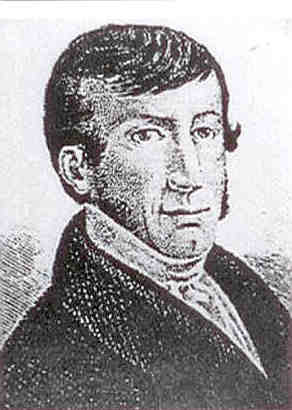
Émile Debraux.
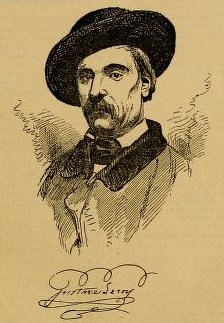
Gustave Leroy.
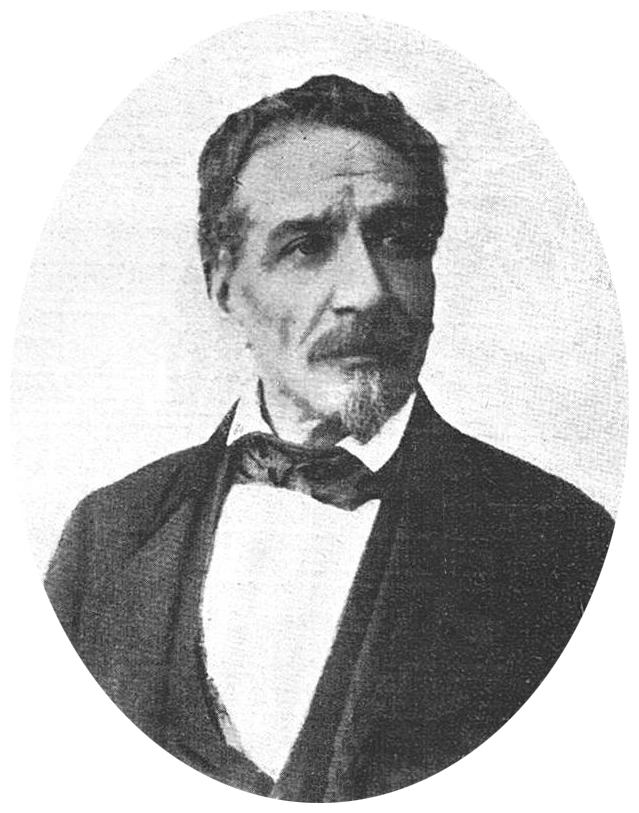
Charles Colmance.
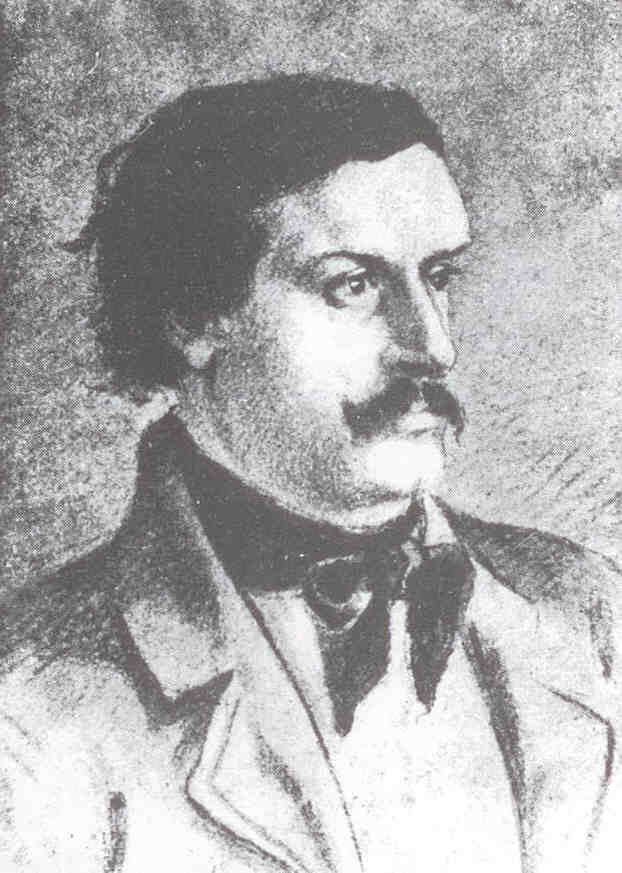
Charles Gille.
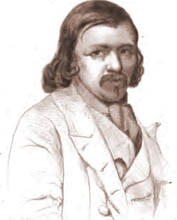
Pierre Lachambeaudie.
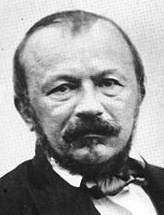
Gérard de Nerval.
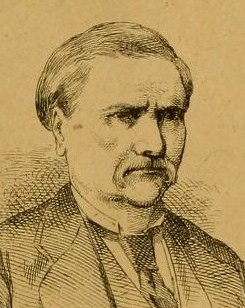
Édouard Hachin[218].

Les goguettes ont leurs célébrités. Dans les Sociétés du Caveau, goguettes qui n’ont jamais accepté de porter ce nom, on trouve De Piis, Désaugiers, Panard, Ségur ainé, Ségur jeune et d’autres encore. Dans les goguettes de Paris et ses alentours on trouve en 1845 Madame Paméla dite la Faridondaine, le trio formé en 1818 par le Père Simar, Danglobert et Villot à la Mère Goguette, etc.
En 1843, une fête de bienfaisance est annoncée à Paris. Elle est organisée par deux goguettes très réputées, les Amis de la Chanson et les Amis de la Vigne, et la célèbre société chorale des Céciliens. Dans le programme apparaît une vedette des goguettes dont le répertoire cité est visiblement également connu et apprécié :
Les intermèdes seront remplis par M. Ernest, surnommé le Levassor des goguettes, et qui fera entre autres, chansonnettes : entendre Le Caissier ou le premier du Mois, le Charlatan, le Dentiste, deux Amateurs au musée des tableaux, etc.
Ce sont les seules traces conservées de ce chansonnier et son œuvre. Les titres font penser à des chansons comiques.
Jules Célès parle de mademoiselle Louise que les goguettiers lyonnais appellent en 1870 « la Muse de la Goguette ». Le goguettier lyonnais puis parisien Xavier Privas cite au nombre des goguettières fameuses Élisa Fleury et Madame Élie Deleschaux, de Paris, Antoinette Quarré, de Dijon, Reine Garde, d’Aix et Rose Harel, de Lisieux.
Parmi les célébrités des goguettes parisiennes on remarque l’auteur de la chanson Fanfan la Tulipe Émile Debraux. Il est dit à son propos : « Les sociétés chantantes, dites goguettes, le recherchèrent toutes, et je crois qu’il n’en négligea aucune. »
Béranger qui lui rend hommage juste après sa disparition en 1831 ne manque pas de parler des goguettes.
D’autres noms de goguettiers parisiens plus ou moins fameux en leur temps sont parvenus jusqu’à nous : Jules Vinçard dit aussi Vinçard aîné, Hégésippe Moreau, Charles Gille, Piton du Roqueray, Alexis Dalès et son frère Jean-Baptiste dit Dalès Aîné, Charles Regnard, Louis Festeau, Charles Colmance, Pierre Lachambeaudie, Édouard Plouvier, Charles Vincent, Gustave Leroy, Charles Supernant, Gustave Mathieu, Alfred Leconte, etc.
Un fameux goguettier se distingue par sa remarquable longévité. En 1832, Édouard Hachin, à 24 ans, entre à la goguette de la Lice chansonnière fondée l'année précédente. En 1888, 56 ans plus tard, octogénaire, il en est toujours un membre actif et apprécié. Il meurt en mai 1891 après 59 années de participation à la Lice chansonnière.
Le maître de cérémonies de la goguette des Troubadours, habillé en huissier à chaîne, est très longtemps un perruquier de la rue des Fossés Saint-Germain-l'Auxerrois nommé Deflers. Au nombre des figures pittoresques des goguettes, on trouve aussi le Parisien Clovis Pierre, greffier à la Morgue durant trente-deux ans. Il aime son métier et sa maison. Sa philosophie indulgente et optimiste trouve autour de lui matière à couplets sur des airs allègrement choisis. Un jour, dans les poches d'un suicidé, il trouve des pois de senteur. Il les plante dans les caisses en sapin qu'il a à ses fenêtres. L'opération réussit. Il en fait une romance. Il chante aux amoureux trahis « Pourquoi vous pendre autrement qu'au cou d'une autre infidèle? » Aux suicidés du fleuve « Qu'avez-vous besoin de toute la Seine pour noyer votre chagrin ? Un verre aurait suffi. » Clovis Pierre est également prestidigitateur sous le nom de « professeur Ajak. »
Des goguettiers fameux ne laissent aucune trace. Ou alors presque rien ne subsiste. Par exemple, d’Isidore Imbert, qui chante à la goguette des Amis du siècle, présidée par Dalès ainé, tout ce que nous connaissons se résume à ces quelques mots à son sujet écrits par Eugène Baillet :
Isidore Imbert avait là de très francs succès avec des chansons où le sel gris abondait, l’esprit n’y manquait pas, mais de forme absence totale ! Ce brave Imbert était ouvrier en couronnes funéraires, il devint aveugle et mourut très pauvre.... et ses chansons avec lui.
Des goguettiers illustres se connaissent et se retrouvent ensemble. Charles Colmance dans sa chanson Le cabaret des Trois-Lurons rappelle le souvenir d’Émile Debraux, Gustave Leroy et Dauphin, habitués qu’il rencontrait dans cet établissement :

« Aux éclats d’une gaité folle,

Aux élans d’un plaisir sans fin,

Debraux chantait la gaudriole ;

Leroy trinquait avec Dauphin.

Le picton soutenait la verve

De ces aimables biberons ;

Momus avait soûlé Minerve

Au cabaret des Trois-Lurons. »

Gérard de Nerval fut affilié à la goguette des Joyeux et à la goguette des Bergers de Syracuse. En 1852, il décrit dans L'Illustration une goguette à laquelle il a assisté. En 1854, toujours pour L’Illustration, il décrit une goguette de Saint-Germain-en-Laye et parle de son passé de goguettier :
«... En passant dans la rue de l’Église, j’entendis chanter au fond d’un petit café. J’y voyais entrer beaucoup de monde et surtout des femmes. En traversant la boutique, je me trouvai dans une grande salle toute pavoisée de drapeaux et de guirlandes avec les insignes maçonniques et les inscriptions d’usage. J’ai fait partie autrefois des Joyeux et des Bergers de Syracuse ; je n’étais donc pas embarrassé de me présenter.
Le bureau était majestueusement établi sous un dais orné de draperies tricolores, et le président me fit le salut cordial qui se doit à un visiteur. Je me rappellerait toujours qu’aux Bergers de Syracuse, on ouvrait généralement la séance par ce toast : « Aux Polonais !... et à ces dames ! » Aujourd’hui, les Polonais sont un peu oubliés. Du reste, j’ai entendu de fort jolies chansons dans cette réunion, mais surtout des voix de femmes ravissantes. Le Conservatoire n’a pas terni l’éclat de ces intonations pures et naturelles, de ces trilles empruntés au chant du rossignol ou du merle, ou n’a pas faussé avec les leçons du solfège ces gosiers si frais et si riches en mélodie. Comment se fait-il que ces femmes chantent si juste ? Et pourtant tout musicien de profession pourrait dire à chacune d’elles : « Vous ne savez pas chanter.» Rien n’est amusant comme les chansons que les jeunes filles composent elles-mêmes, et qui font, en général, allusion aux trahisons des amoureux ou aux caprices de l’autre sexe. Quelquefois, il y a des traits de raillerie locale qui échappent au visiteur étranger. Souvent un jeune homme et une jeune fille se répondent comme Daphnis et Chloé, comme Myrtil et Sylvie. En m’attachant à cette pensée, je me suis trouvé tout ému, tout attendri, comme à un souvenir de la jeunesse... C’est qu’il y a un âge, – âge critique, comme on le dit, pour les femmes, – où les souvenirs renaissent si vivement, où certains dessins oubliés reparaissent sous la trame froissée de la vie ! On n’est pas assez vieux pour ne plus songer à l’amour, on n’est plus assez jeune pour penser toujours à plaire. – Cette phrase, je l’avoue, est un peu Directoire. Ce qui l’amène sous ma plume, c’est que j’ai entendu un ancien jeune homme qui, ayant décroché du mur une guitare, exécuta admirablement la vieille romance de Garat :

« Plaisir d’amour ne dure qu’un instant...

Chagrin d’amour dure toute la vie ! »

Il avait les cheveux frisés à l’incroyable, une cravate blanche, une épingle de diamant sur son jabot, et des bagues à lacs d’amour. Ses mains étaient blanches et fines comme celles d’une jolie femme. Et, si j’avais été femme, je l’aurais aimé, malgré son âge ; car sa voix allait au cœur. »
Pierre Dupont auteur en 1846 du Chant des ouvriers fait partie des goguettiers. Il fréquente assidûment la Lice chansonnière et, en compagnie de Charles Baudelaire, Théodore de Banville, Champfleury, Gustave Courbet et Henry Murger il est un habitué de la goguette Au coup du milieu.
Quand le goguettier Eugène Pottier dédie ses chansons, il précise s’agissant de Petit-Pierre, Eugène Baillet, Paul Avenel, Édouard Hachin, Ernest Chebroux qu’ils sont membres de la Lice chansonnière.

### Liste de goguettes
Établir une liste des goguettes n’est pas facile et cette liste ne peut pas être exhaustive. Beaucoup de goguettes n’ont laissé aucune trace écrite ou autre. D’autres en ont laissé mais il faut les retrouver sous des appellations qui n’indiquent pas forcément de prime abord de quoi il s’agit. Ainsi dans le Nord est utilisée l’appellation Société des Amis Réunis qui n’est pas employée à Paris et en région parisienne. Propre au Nord elle est employée par des ressortissants de ce département pour nommer une goguette créée par eux en 1870 à Bâle.
L’article Liste de goguettes répertorie les noms de 1236 goguettes, au nombre desquelles : 1201 goguettes françaises dont 3 de Bordeaux, 5 de Châtellerault, 33 de Lyon, 13 de Marseille, 264 du Nord, 710 de Paris et sa région, 4 de Rennes, 9 de Saint-Étienne et du Forez, 4 de Saint-Malo, 4 de Toulouse, 11 goguettes belges : 1 à Bruxelles, 1 à Chassepierre, 1 à Estaimpuis, 6 à Mouscron, 1 à Verviers, 1 à la localisation indéterminée, 1 en Algérie à Alger, 1 en Allemagne à Sigmaringen, 2 en Angleterre à Seaton-Delaval, 1 en Nouvelle-Zélande, à Riccarton, aujourd'hui banlieue de Christchurch, 1 en Australie à Perth et 18 aux États-Unis.

### Origine du mot goguette
L’emploi du mot goguette utilisé ici pour désigner ces sociétés chantantes remonte au moins au XVe siècle. En 1462 faire goghettes signifie alors se régaler. En 1704 le Dictionnaire de Trévoux donne à ce mot la définition que nous lui connaissons aujourd’hui.
Dans le tome deuxième des Œuvres choisies de Pierre Laujon publié en 1811, il parle d'une société chantante fondée en 1801 et appelée Union des arts et de l'amitié en goguette. Ce nom très long est abrégé ensuite quelques pages plus loin, quand l'auteur écrit : « La Goguette subsiste encore avec les mêmes attraits ». Le mot goguette aurait donc d'abord désigné une société chantante précise. On trouve également le nom de cette goguette abrégé autrement en 1806 : Réunion des Arts et de l'Amitié.
Un recueil de chansons de goguettes paru en 1810 s'intitule : Les Goguettes du bon vieux temps.
En décembre 1815, Charles Nodier, dans la critique d'un recueil de chansons de goguettes, parle des « goguettes politiques de la France régénérée ».
On rencontre pour la première fois en 1829 dans les mémoires de Vidocq le mot goguette utilisé pour désigner en général une sorte de société chantante.

## Histoire des goguettes

### Les sociétés chantantes d'avant 1789

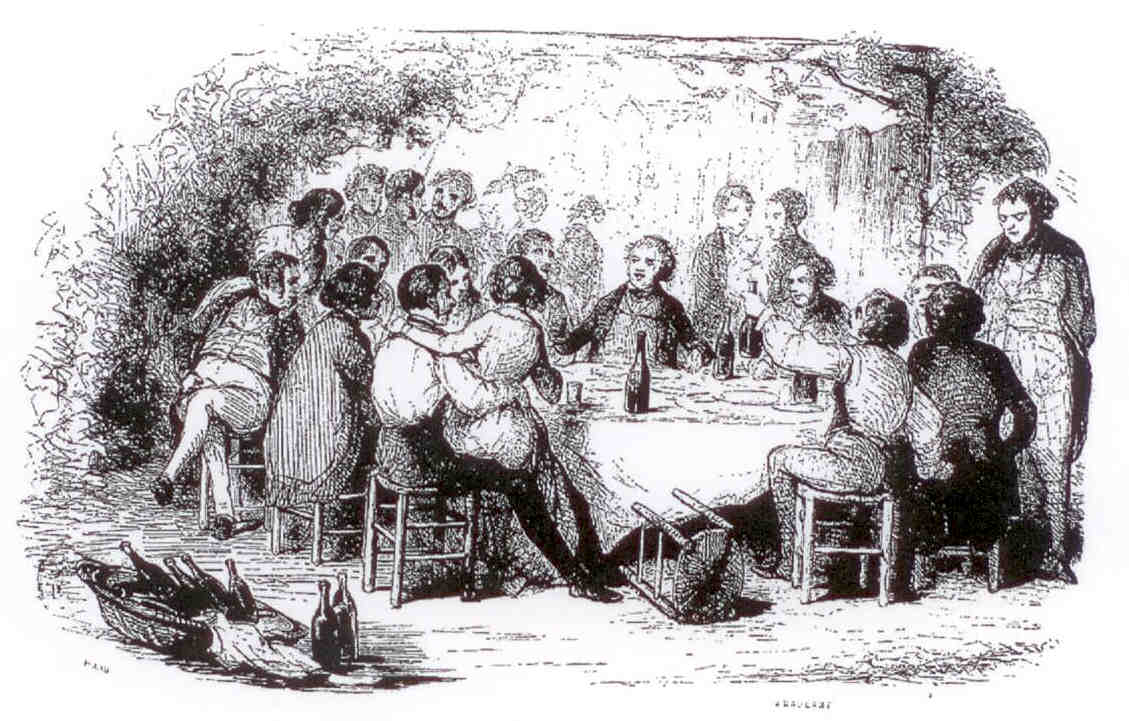
Une goguette sous une treille en 1844.

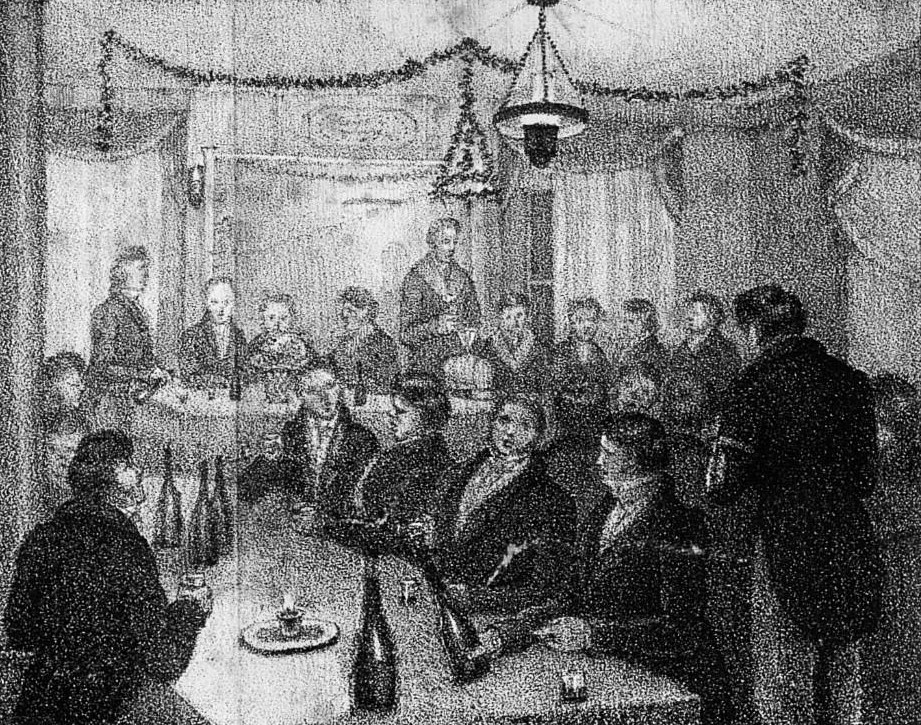
Une goguette en 1826.

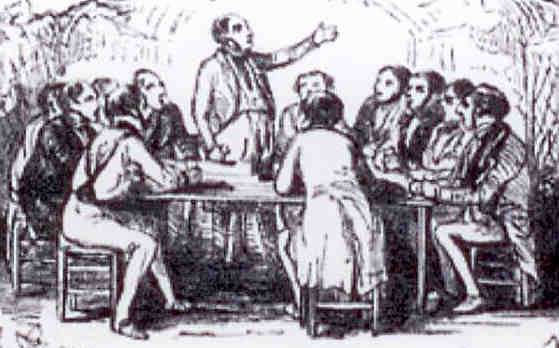
Une goguette sous une treille en 1845.

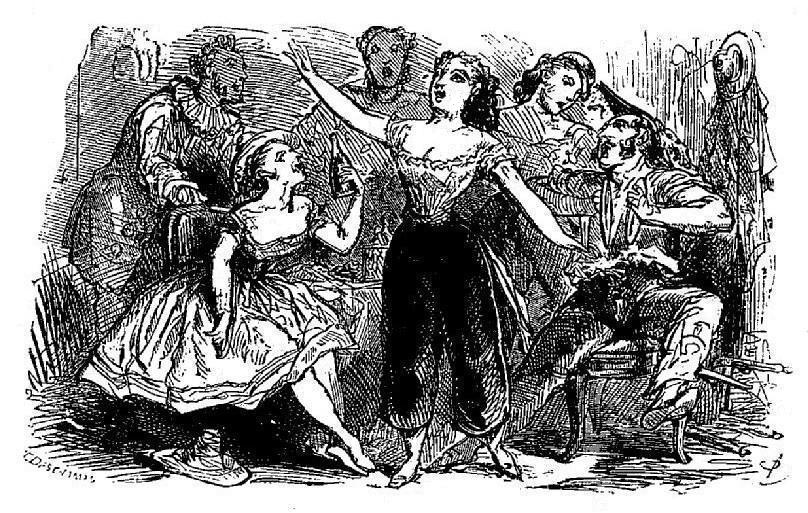
Parisiens en carnaval en 1866.

#### Le Consistoire du Gai Savoir à Toulouse (XIVesiècle)
Une goguette est une société chantante. Les sociétés chantantes sont une tradition très ancienne. La première connue en France a été fondée à Toulouse en 1323 : la « Compagnie insigne et supergaie des sept troubadours toulousains. Elle s’assemblait tous les dimanches dans un jardin de la ville, et chacun y récitait et chantait ses compositions. Il y avait une séance publique le premier jour de mai. Un peu plus tard on fonda un prix pour celui qui aurait fait le meilleur ouvrage en science gaie ; c’était une violette d’or que le vainqueur recevait des mains du président, qui proclamait à haute voix sa victoire et livrait son nom aux applaudissements du public d’élite accouru de toutes parts pour assister à cette solennité. Plus tard, à la violette d’or on ajouta deux prix en argent : l’églantine ou jasmin d’Espagne, et une autre fleur. Telle est l’origine des jeux floraux dont on fait honneur à Clémence Isaure... ».

#### Les sociétés bachiques et chantantes parisiennes
Le Concert des Enfants de Bacchus est actif en 1630.
La première Société du Caveau, du nom de la cave où elle se réunissait, nait en 1729. Après sa disparition dix ans plus tard, une deuxième lui succèdera. Au XVIIIe siècle existent d’autres sociétés chantantes, comme la Dominicale où la célèbre chanteuse d’opéra Sophie Arnould interprète les œuvres des chansonniers présents.
En 1740, est fondé à Paris la Société académique des Enfants d'Apollon, que Charles Louandre, en 1846 dans la Revue des deux Mondes met sur le même pied que la goguette des Bergers de Syracuse. Le célèbre médecin Orfila fit partie de la Société académique des Enfants d'Apollon. En plus de ses réunions habituelles réservées à ses membres, elle tenait une séance publique par an où était prononcé un discours dont sont conservés les textes imprimés pour les années 1835, 1838 et 1887. Ce qui donne à cette société une longévité d'au moins presque 150 ans.
D’autres sociétés nous sont connues, comme l'Académie bocagère du Valmuse, à Brunémont, les Rosati, créée à Arras en 1778, le Puy de Notre-Dame, le Banc du seigneur de Cuincy, la Confrérie des Clers Parisiens, créées à Douai à la fin du XVIIIe siècle, les soupeurs de Madame Gourdan, dite la Comtesse, dont l’existence à Paris est attestée en 1784.
Arthur Dinaux donne pour ancêtres des sociétés poétiques de Douai apparues à la fin du XVIIIe siècle les Chambres de Rhétorique flamandes et les Puys d’amour et Puys verts de l’Artois.
Le goguettier Nicolas Brazier, membre de la société du Caveau écrit de son côté en 1832 : « Depuis plus de deux cents ans, il existe en France des sociétés chantantes. »
Des bouleversements politiques vont interrompre les activités poétiques et chantantes organisées. Le goguettier et académicien Pierre Laujon écrit : « la Révolution vint imposer silence à tant de chants et fermer tant de lieux de divertissements. » Ainsi s’interrompent les activités de la deuxième société du Caveau, de la Dominicale, des Rosati, des Valmusiens, du Banc du seigneur de Cuincy, et d’autres encore.

### Après 1789 et au début duXIXesiècle
Cette interruption ne va pas durer longtemps.
En 1790, à la suite de la saisie des biens de l'Église et la suppression des chapitres ecclésiastiques, disparaissent et sont dispersées les innombrables et multiséculaires maîtrises, composées de choristes professionnels (les chantres adultes) et d'enfants pour chanter les parties aiguës. Des dizaines de milliers de chanteurs se retrouvent ainsi sans emploi musical. Parmi ceux qui survivent aux événements révolutionnaires, on trouve le célèbre chanteur de rues parisien Aubert. Un certain nombre d'anciens membres des chorales d'églises se retrouveront certainement aussi dans les groupes chantants indépendants que sont les goguettes.
La première goguette connue en tant que telle apparaît en 1792.

#### Points de vue sur les goguettes
Une goguette ne s’affirme pas forcément toujours comme une goguette. On peut se poser d’ailleurs la question si certains salons littéraires et musicaux n’étaient pas en fait des goguettes. La célèbre Société du Caveau est une goguette qui n’a jamais souhaité porter ce nom.
Louis-Agathe Berthaud écrit en 1841 :
Le goguettier a des aïeux illustres ; il en a qui sont membres de l’Institut, députés, pairs de France, et qui dînent à la cour avec le Roi. MM. Dupaty, Eusèbe Salverte, Étienne et Ségur ainé, ont été goguettiers d’abord. Béranger, le seul homme littéraire de notre temps peut-être dont la postérité se préoccupera avec amour, notre poëte national Béranger aussi a été goguettier. Dans ce temps-là, il est vrai, les goguettiers avaient une autre dénomination : on les appelait Messieurs les membres du Caveau. Mais qu’importe une différence quelconque dans les mots, si, au fond, la chose est la même absolument ?
Et Alfred Delvau en 1864 :
Le goguettier ! Encore un type qui tend à disparaître – avec beaucoup d’autres aussi intéressants que lui. Il a commencé presque avec ce siècle, et a compté dans ses rangs des noms plus ou moins fameux, des pairs de France et des membres de l’Institut. Ségur aîné a été goguettier, Étienne aussi, Dupaty aussi, Eusèbe Salverte aussi, Émile Debraux aussi, Béranger aussi. Seulement, ces goguettiers-là, plus prudes que les autres, se faisaient appeler Membres du Caveau.
Ce comportement élitiste n’a pas été partagé par tous les membres du Caveau. Le poète et chansonnier Pierre Laujon qui est élu en 1807 membre de l’Académie française ne pratique pas ce mépris des goguettes qu’on rencontre effectivement chez Béranger. Il fréquente aussi bien la deuxième société du Caveau, les dîners du Vaudeville, le Caveau moderne, que l'Union des arts et de l'amitié en goguette et la goguette des Enfants d’Apollon.

#### La goguette des Joyeux (1792)
Marc Fournier considère que la première de toutes les goguettes est celle des Joyeux fondée dans le village de Belleville aux barrières de Paris en 1792. Elle est née trois ans après la disparition de la deuxième société du Caveau. Elle reçoit exclusivement dans ses rangs des personnes de plus de 60 ans, âge vénérable pour l’époque. Ce sont tous des hommes. Ils ne refusent pas la participation des femmes. Mais les dames de plus de 60 ans invitées à y adhérer n’ont jamais voulu venir.
Les goguettes parisiennes ou l’almanach jovial, dansant, chantant et même buvant, orné de jolies gravures par un citoyen de bonne compagnie est édité chez Janet en 1793, ce qui laisse supposer qu’il existe alors d’autres goguettes.
En 1860, dans un texte d’Auguste Giraud, président de la quatrième société du Caveau, sont évoquées les premières sociétés chantantes créées en dehors de la tradition du Caveau : en 1802, les Déjeuners des Garçons de bonne humeur, en 1804, la Société des Lapins, en 1804, le 11 Thermidor an XII les Bergers de Syracuse (chaque membre de cette société porte un nom de berger de la mythologie, le Président est aussi appelé Grand Pasteur et le lieu de réunion Le Hameau) ; les Joyeux ; les Soupers ; les Soirées lyriques.
Les chansons ne sont pas forcément éditées. Elles peuvent rester uniquement orales ou diffusées aussi seulement manuscritement. Ce fut le cas pour Béranger à ses débuts, comme le rapporte un contemporain :

« Les premières chansons (de Béranger) ne furent point imprimées sur-le-champ, mais elles coururent manuscrites et attirèrent l’attention. »

#### L'Union des arts et de l'amitié en goguette (1801)
Pierre Laujon nous apprend qu'au moment de la disparition des dîners du Vaudeville fin décembre 1801, est fondée une autre joyeuse société chantante appelée l'Union des arts et de l'amitié en goguette.
Union des arts et de l'amitié en goguette, ce nom très long est abrégé ensuite, quelques pages après, quand l'auteur écrit : « La Goguette subsiste encore avec les mêmes attraits ». Le mot goguette aurait donc désigné d'abord cette société chantante précise. On trouve également le nom de cette goguette abrégé autrement dans le texte accompagnant un portrait de Pierre Laujon gravé en 1806 : Réunion des Arts et de l'Amitié.
En 1805 le goguettier parisien et célèbre bronzier Ravrio publie une chanson : La rue des Bons-Enfants, qui fait allusion à une société bachique dont il est membre et qui paraît être la même. Il a également composé une autre chanson intitulée La Goguette qui témoigne de l’esprit joyeux qui anime cette société.
Arthur Dinaux nous décrit celle-ci :
Elle se réunissait tous les 15 jours, pour un diner sans faste, dans un petit local, justement calculé pour une table de 25 couverts occupés par des poètes, des musiciens, des peintres, des sculpteurs et même un médecin qui n’était pas fâché de se trouver, de temps à autre, avec de bons vivants.
Ces aimables confrères avaient d’autant plus d’esprit qu’ils cherchaient moins à en montrer, ils s’abandonnaient d’autant plus franchement à leur gaité naturelle, que personne ne tenait registre de leurs folies.
Les impromptus du poète, mis au même instant en musique par le compositeur, exécutés par le chanteur, fournissent quelquefois au peintre l’idée d’une caricature ; mais ces productions, enfants d’un joyeux délire, s’envolent avec lui et n’ont d’autre objet que de remplir agréablement l’heure qui les a vues naître.
La salle était décorée simplement mais avec goût ; la table servie sans luxe, mais avec abondance.
On y comptait un peintre déjà célèbre en 1813 ; le tragédien Talma, Carle Vernet, F. Didot, Désaugiers, Cicéri, Ravrio.

### Le développement des goguettes (1806-1815)

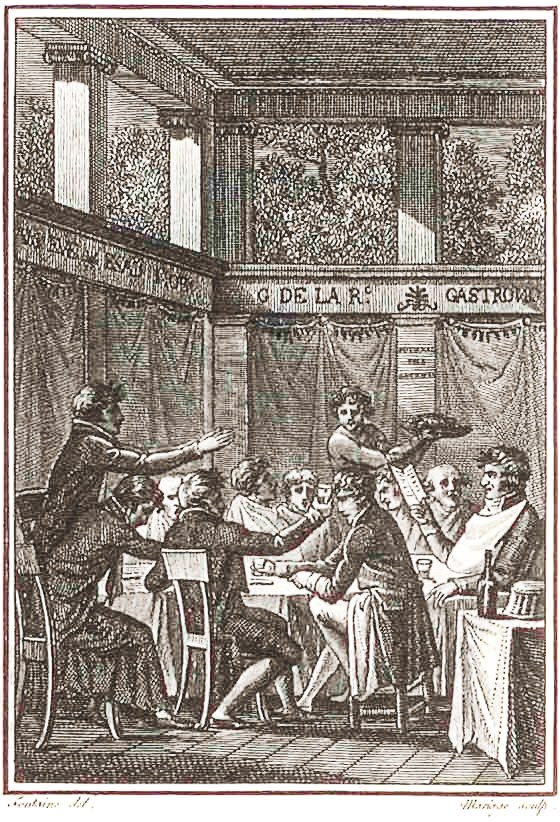
Le Caveau moderne en 1807.

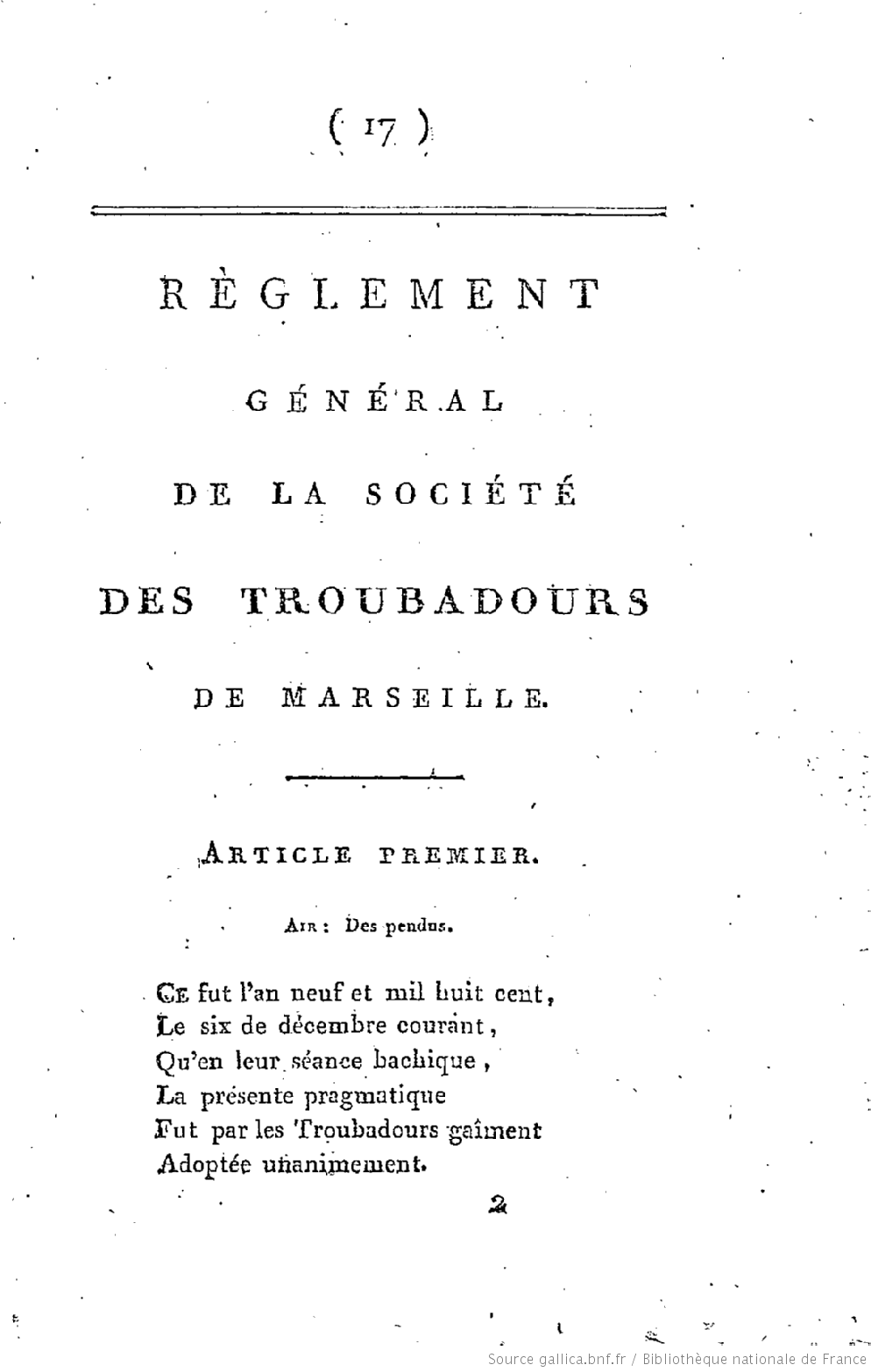
Règlement des Troubadours de Marseille, 1809.

#### Vue d’ensemble
Théophile Marion Dumersan décrit ainsi en 1866 la naissance des goguettes de Paris et sa banlieue :
On avait vu, à l’imitation du Caveau moderne (fondé en 1806), se former des sociétés chantantes dans la plupart des villes de France. Des sociétés rivales ou émules surgirent dans la capitale ; et, comme tout le monde ne pouvait pas être membre du Caveau, on fonda d’abord la Société de Momus, où se firent remarquer Étienne Jourdan, Casimir Ménétrier, Hyacinthe Leclerc, et par-dessus tout Émile Debraux, qui devait bientôt devenir le chansonnier populaire par excellence. (…)
Immédiatement après la création de la Société de Momus, il se forma des myriades de sociétés chantantes dans Paris et la banlieue : il y eut les sociétés des Lapins, du Gigot, des Gamins, des Lyriques, des Joyeux, des Francs-Gaillards, des Braillards, des Bons-Enfants, des Vrais-Français, des Grognards, des Amis de la gloire, des Enfants du caveau, des Bergers de Syracuse, des Oiseaux, etc., etc.
Au début du XIXe siècle naissent à Turin des Tampe liriche (Temples lyriques), où on se retrouve pour boire et chanter. À l'époque, la ville fait partie de l'Empire français. Elle est le chef-lieu du département de l'Eridan, puis du Pô, de 1802 à 1813. La tradition turinoise des Tampe liriche durera jusqu'au milieu des années 1960.
Le nom de Temple a également été employé à Saint-Étienne où a existé un Temple de la Chanson.
Le 6 décembre 1809, à Marseille, Louis de Permon, Fortuné Marie, Dudemaine fils et Casimir Rostan fondent la goguette des Troubadours de Marseille. Ils adoptent un règlement général en vers et en chansons, dont l’article 25 parlent de goguettiers parisiens : Panard, Ségur, Gouffé et Favart.

« Anacréon, Panard,

Et Ségur et Tibulle,

Armand-Gouffé, Catulle,

Maître-Adam et Favart. bis

Venez nous inspirer !

Que votre heureux génie,

Guidé par la folie

Nous fasse délirer. bis »

En 1811, la société édite un recueil : L’année lyrique des Troubadours de Marseille, annoncé comme destiné à paraître annuellement au mois de décembre.
Pierre Laujon fréquente à Paris l'Union des arts et de l'amitié en goguette et la goguette des Enfants d’Apollon. Cela se passe avant le 13 juillet 1811 date de sa disparition.
En 1812, est fondé un Caveau lyonnais, affilié au Caveau moderne parisien. Deux Lyonnais, Jean-Antoine-Marie Monperlier et Félix Pitt, rendront visite à Désaugiers au Caveau moderne à Paris.
En 1813, Pierre-Joseph Charrin fonde à Paris la société des Soupers de Momus, sorte de succursale du Caveau moderne auquel il appartient. Ses repas se font chez le restaurateur Beauvillier.

#### La goguette des Lapins (1812)
Un ouvrage anonyme sur les bals et guinguettes de Paris et des barrières, publié en 1830, donne pour première goguette de la région parisienne celle des Lapins :

« Il y a environ dix-sept à dix-huit ans (donc en 1812-1813), ... quelques bons vivants se rassemblent dans la plaine de Mont-Rouge, au moulin des Lapins ; on y vendait du vin ; on le trouva bon ; ils y revinrent ; ce fut bientôt un besoin pour eux ; il dégénéra en habitude. Les habitués se multiplièrent, et pour se reconnaître ils prirent le nom de lapins, que portait le lieu de la réunion. Dans la suite on y chanta Bacchus, l’Amour et la Folie, et c’est cette société qui fut la mère de toutes les sociétés chantantes qui s’installèrent dans la capitale. »

Le Moulin des lapins a effectivement existé. En 2008, une nouvelle rue du 14e arrondissement de Paris, donnant sur la nouvelle place de la Garenne, a pris en son souvenir le nom de rue du Moulin-des-Lapins.

#### LesMémoiresde Vidocq: les goguettes et la police
À cette époque, la plupart des goguettiers sont des gens du peuple et ne savent ni lire ni écrire. De ce fait, la chanson peut être un moyen de propagande politique et est soumise à la surveillance de la police. C’est d’ailleurs dans les mémoires de Vidocq, parues en 1829, qu’on trouve pour la première fois le mot goguette utilisé pour désigner une société chantante. Dans le cadre d’une enquête sur un assassinat crapuleux, Vidocq interroge Clair Raoul, marchand de vins à la barrière Rochechouart, chaussée de Clignancourt. Pour ne pas éveiller les soupçons de cet homme suspecté de complicité, il feint d’être venu le voir à cause des goguettes :
– » Vous avez déjà été chagriné à cause des goguettes que vous vous obstinez à tenir dans votre cabaret, malgré la défense qui vous en a été faite. La police est informée que tous les dimanches, ici, il y a des réunions dans lesquelles on chante des couplets contre le gouvernement. Non-seulement on sait que vous recevez chez vous un ramassis de gens suspects, mais encore on est averti qu’aujourd’hui même vous les attendez en assez grand nombre, de midi à quatre heures : vous voyez, que quand elle le veut la police n’ignore rien. Ce n’est pas tout, on prétend que vous avez entre les mains une foule de chansons séditieuses ou immorales, dont le recueil est si soigneusement caché, que pour le découvrir, il nous a été recommandé de ne venir que déguisés, et de ne pas agir avant que les messieurs de la goguette aient ouvert leur séance. Je suis bien fâché que l’on m’ait chargé d’une mission aussi désagréable ; mais j’ignorais que j’étais envoyé chez quelqu’un de ma connaissance, autrement je me serais récusé ; car, avec vous, que me sert un déguisement ?
– » C’est juste, répondit Raoul, ça ne peut pas prendre…
– » N’importe, continuai-je, il vaut encore mieux que ce soit moi qu’un autre ; vous savez que je ne vous veux pas de mal, ainsi ce que vous avez de mieux à faire, c’est de me remettre toutes les chansons qui sont en votre possession… ensuite, pour éviter de nouveaux désagréments, si j’ai un conseil à vous donner, c’est de ne plus recevoir des hommes dont les opinions peuvent vous compromettre.
Dans une note historique de bas de page, Vidocq précise à propos des goguettes :
En 1815 et 1816 il y eut dans Paris un grand nombre de réunions chantantes, connues sous le nom de goguettes. Ces espèces de souricières politiques se formèrent d’abord sous les auspices de la police, qui les peupla de ses agents. C’était là qu’en trinquant avec les ouvriers, ces derniers les travaillaient afin de les envelopper dans de fausses conspirations. J’ai vu plusieurs de ces rassemblements prétendus patriotiques ; les individus qui s’y montraient le plus exaltés étaient toujours des mouchards, et il était aisé de les reconnaitre ; ils ne respectaient rien dans leurs chansons ; la haine et les outrages les plus grossiers y étaient prodigués à la famille royale...... et ces chansons, payées sur les fonds secrets de la rue de Jérusalem, étaient l’œuvre des mêmes auteurs que les hymnes de la Saint-Louis et de la Saint-Charles. Depuis feu M. le chevalier de Piis, feu Esménard, on sait que les Bardes du quai du Nord ont le privilège des inspirations contradictoires. La police a ses lauréats ; ses ménestrels et ses troubadours ; elle est, comme on le voit, une institution très gaie ; malheureusement elle n’est pas toujours en train de chanter ou de faire chanter. Trois têtes tombèrent, celles de Carbonneau, Pleignier, Tolleron, et les goguettes furent fermées : on n’en avait plus besoin.... le sang avait coulé.
Après la chute du Premier Empire la police fait du zèle au service de la Restauration. C’est ainsi que survient l’« Affaire des patriotes de 1816 ». Approchés dans un cabaret par un mouchard, Carbonneau, Pleignier et Tolleron sont victimes d’une provocation policière. Jugés et condamnés dans le cadre de l’« Affaire des patriotes de 1816 », ils sont guillotinés le 27 juillet 1816.
Selon Vidocq beaucoup de goguettes existent à Paris en 1815 et 1816. Selon lui elles sont encouragées et même financées par la police qui y envoie ses provocateurs. Et après l’« Affaire des patriotes de 1816 » la police les ferme. Il faut prendre ces propos avec réserve car il est « très difficile de démêler le vrai et le faux des mémoires de Vidocq. »
Il existe un ouvrage paru en 1816 : Le Chansonnier de la Mère Radis. Ou Les Goguettes de la Villette et des Faubourgs. Rédigé par C.M. l’un des secrétaires intimes de Cadet Buteux qui fait penser que Vidocq n’a pas affabulé.
Dans ce recueil on trouve notamment la chanson Roule ta bosse ou Conseils à un bossu de Casimir Ménestrier, à l’origine du traditionnel et toujours chanté Air du Carnaval de Dunkerque.

### De 1817 aux années 1830

#### Vue d’ensemble

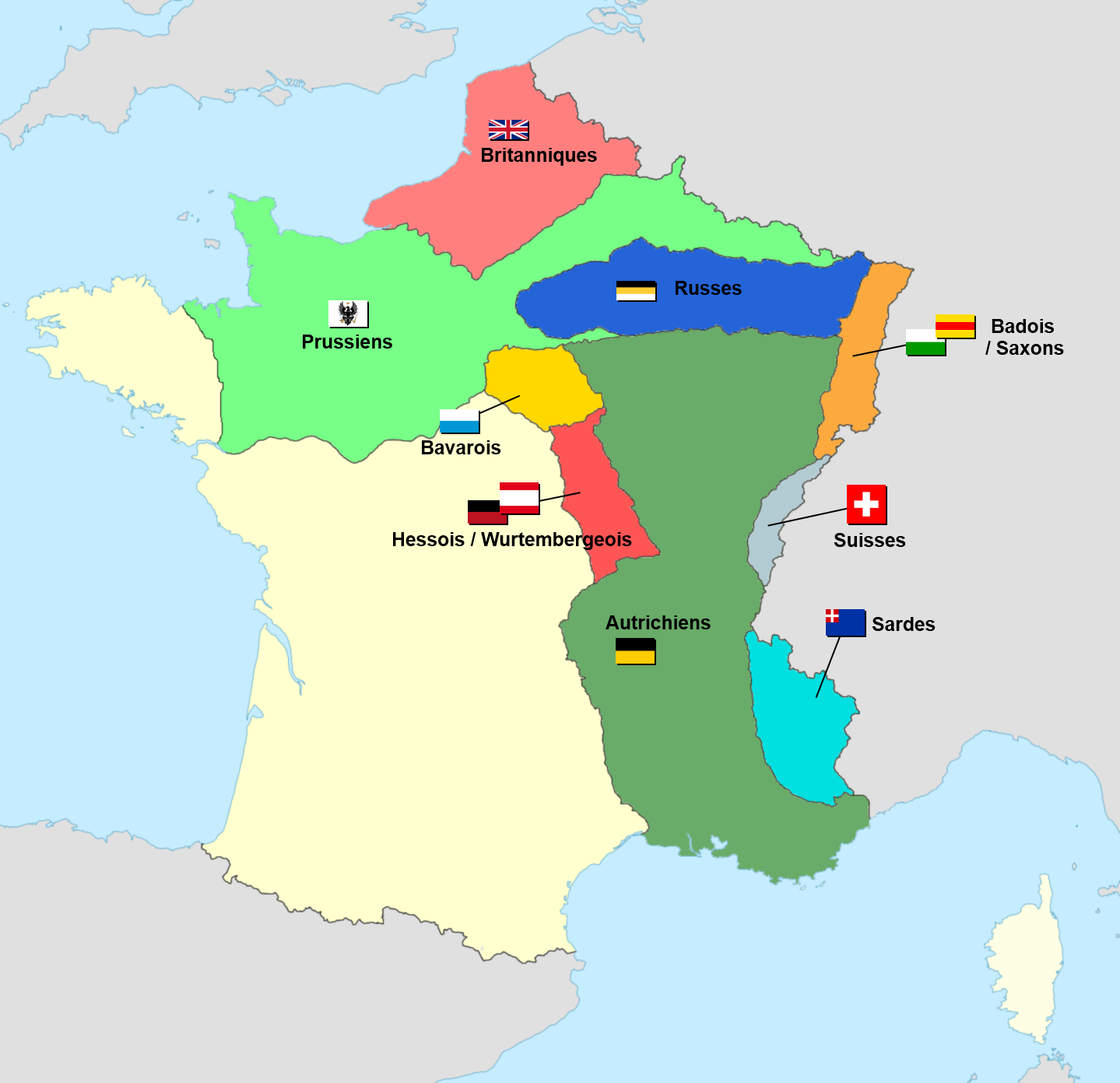
Zone d'occupation de la France de juin 1815 à novembre 1818.

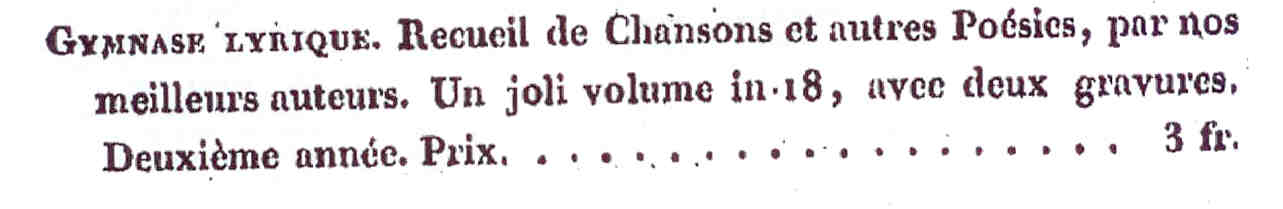
Annonce pour le recueil du Gymnase lyrique, Paris, 1826.

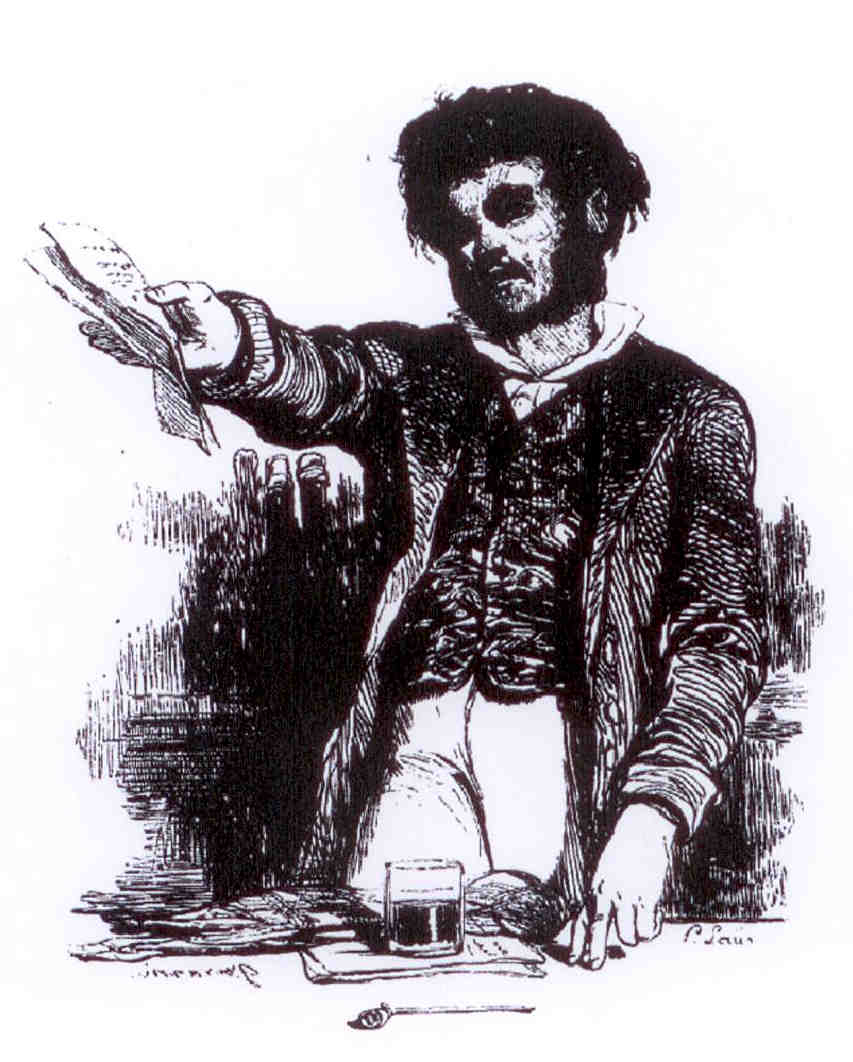

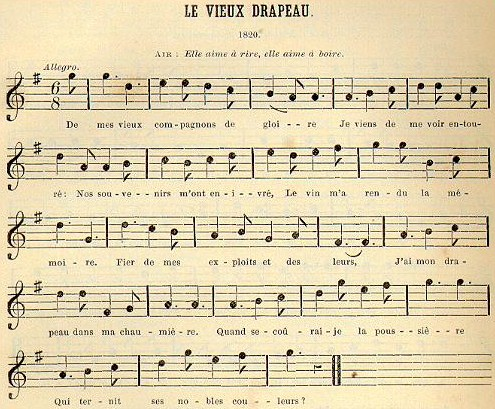
Exemple pris chez Béranger d’une pratique goguettière alors courante : sa chanson Le Vieux Drapeau (1820) se chante sur le timbre d’une chanson très connue : Elle aime à rire, elle aime à boire.

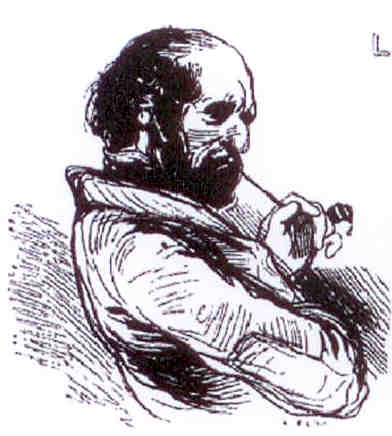

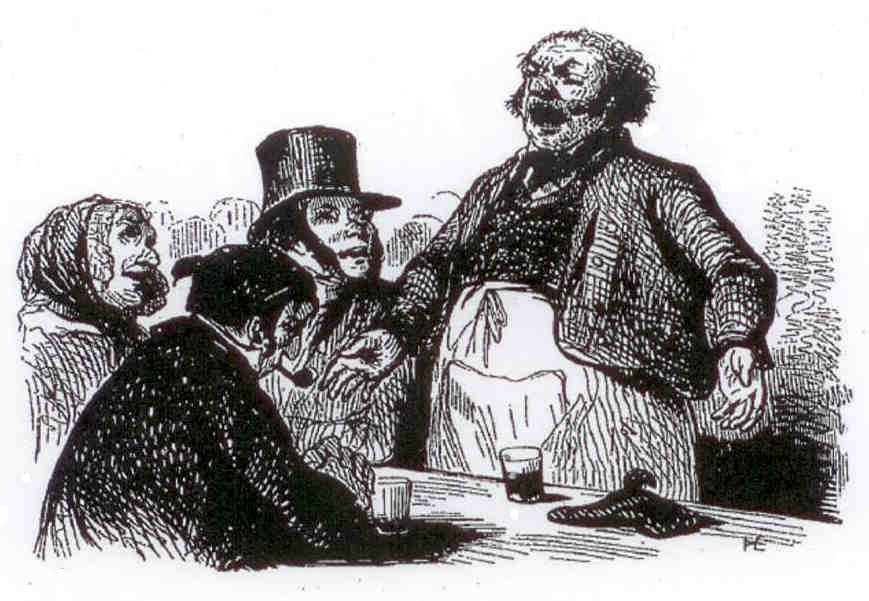
Goguettiers vus par Daumier en 1844.

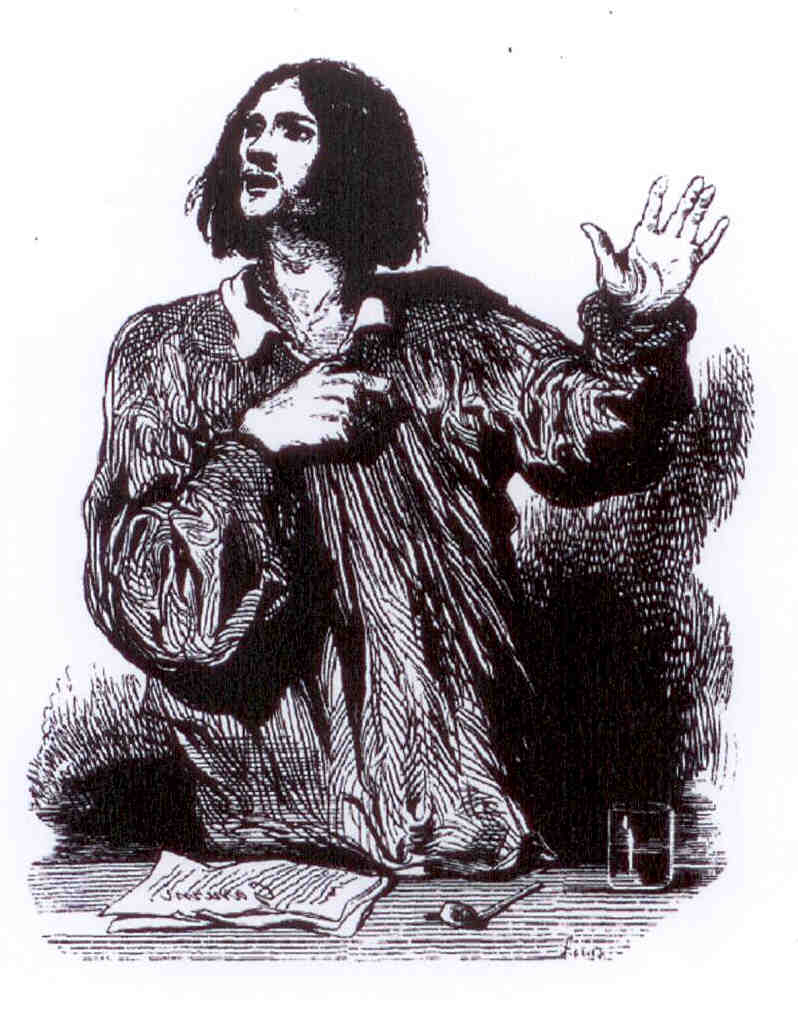
Goguettiers vu par Paul Gavarni en 1841.

Ce qui est certain en tous cas c’est que de nouvelles goguettes sont créées à Paris dans le courant de l’année 1817. Cette même année disparaît le Caveau moderne. Ses convives vont continuer leurs activités dans une autre goguette : les Soupers de Momus.
Début 1818, au moment du carnaval, qui s’achève le 3 février, au théâtre des Variétés est donnée une folie-carnaval dont le héros, Potier, est goguettier :
« Il a fait partie pendant longtemps d’une de ces sociétés chantantes qui savent encore mieux manger et boire que chanter ; mais il était surnuméraire, et, admis à entendre les couplets, il n’avait pas le droit de s’asseoir au festin. Cette société, fut-elle le Caveau moderne, le Rocher de Cancale ou les Soirées de Momus, on conçoit que le surnuméraire, réduit à vivre de poésie, devait y faire une très-maigre chère. »
En novembre 1818 se termine l’évacuation des troupes alliées qui occupaient la France après la défaite de Napoléon Ier. Cet événement marque le retour de la paix et la fin d’une période de guerres, commencée en 1792. Qui avait duré de manière pratiquement ininterrompue depuis vingt-six longues années. La même année 1818 naissent plusieurs centaines de goguettes.
Le Préfet de police de Paris Jules Anglès prend ombrage de cette effervescence goguettière et, en mars 1820, adresse à leur sujet des instructions secrètes aux commissaires parisiens.
En avril 1820, en réaction, Pierre-Jean de Béranger écrit, sur l'air de À la façon de barbari, une chanson satirique en défense des goguettes : La Faridondaine ou La Conspirations des chansons, Introduction ajoutée à la circulaire de M. le Préfet de police concernant les réunions chantantes appelées goguettes.
Les goguettes fonctionnent toujours vingt ans après, regroupant de très nombreux affiliés hommes ou femmes désignés par le nom de goguettiers. Ce sont pour la plupart des ouvriers ou journaliers. Il y a presque autant de femmes que d’hommes dans une goguette.
Louis-Agathe Berthaud écrit en 1841 :
C’est dans le courant de l’année 1817 que l’on vit apparaître les premiers goguettiers. Quelques mois auparavant, l’invasion étrangère avait dispersé les membres du Caveau ; les échos du Rocher de Cancale étaient devenus sourds, et le peuple de Paris portait encore douloureusement le deuil de son empereur. Un despotisme prudent, parce qu’il avait peur, cherchait à comprimer, mais à bas bruit, la manifestation des regrets populaires ; il annonçait la liberté, mais il défendait de chanter la liberté. Cependant la chanson n’avait point abdiqué à Fontainebleau, et son empereur n’avait pas, comme l’autre, confié son destin à l’exécrable loyauté politique de l’Angleterre. Béranger était resté dans Paris. À toutes les fautes du gouvernement restauré, le poëte répondait par une satire énergique et railleuse ; et puis, de main en main et de bouche en bouche, on voyait alors et l’on entendait passer la satire triomphante. Comme au temps des Mazarinades, le peuple se consolait et se vengeait en chantant. Durant les premiers jours, ce fut dans l’ombre et à l’écart, le plus loin possible de messieurs de la police, que l’on chanta ; mais, peu à peu, le besoin de se réunir se fit sentir plus vivement ; on essaya quelques petits festins à la barrière, puis à Paris, un peu çà, un peu là. Les souvenirs de la société du Caveau tourmentaient d’ailleurs les chansonniers du peuple, les épicuriens en vestes et en blouses ; et les goguettes furent organisées.
Dès l’année 1818, le nombre de ces réunions chantantes était incalculable. Aujourd’hui, il y en a une dans presque chaque rue de Paris. La société des Braillards, celle des Enfants de la Lyre, celle des Gamins, celle du Gigot, celle des Lyriques, celle des vrais Français, celle des Grognards, celle des Bons Enfants, celle des Amis de la Gloire, celle des Bergers de Syracuse, et quelques centaines d’autres encore existent depuis plus de vingt ans. Toutes ont fait la guerre à la restauration, et toutes avaient des soldats sous le feu des Suisses le 28 et 29 juillet 1830. C’est là un fait qu’il n’était pas inutile peut-être de constater. Parmi les goguettiers actuels, on cite les Épicuriens, mais surtout les Infernaux !
Les goguettiers se réunissent une fois par semaine, chez un marchand de vin, depuis huit heures du soir jusqu’à minuit. La chambre qui leur sert de temple est d’ordinaire la plus grande de l’établissement. Elle est éclairée aux chandelles, quelquefois à l’huile. Une espèce d’estrade, destinée au président et aux dignitaires de l’assemblée, est établie un peu au-dessus du niveau des tables communes, à l’endroit le plus apparent de la salle. Cette estrade est couronnée de drapeaux tricolores arrangés en trophées, au milieu desquels, dans certaines goguettes, on aperçoit le buste du Roi, en plâtre blanc, mais bronzé par la fumée du tabac. Quelques noms de chansonniers, plus ou moins connus, inscrits en lettres d’or sur des cartons peints, sont attachés pour la cérémonie le long des murs. On y remarque aussi des devises encadrées dans des écussons, telles que celles-ci : « Hommage aux visiteurs ! Respect au beau sexe ! Honneur aux arts !, etc., etc. » Enfin, n’étaient les tables rangées en file, et couvertes de nappes blanches et de bouteilles noires, la goguette représenterait assez fidèlement, au moins pour les yeux, les églises ambulantes du grand primat des Gaules, M. l’abbé Châtel.
Il y a environ trois cents goguettes à Paris, ayant chacune ses affiliés connus et ses visiteurs à peu près habituels. L’entrée de la goguette est libre ; les agents de la rue de Jérusalem y sont eux-mêmes reçus, soit qu’ils se présentent en costume officiel, soit qu’ils viennent habillés en bourgeois et marqués ou non de la croix d’honneur. Les tapageurs seuls sont exclus.
L’affilié de goguette ne possède pas d’autres droits que ceux du simple visiteur, seulement, lorsqu’on l’appelle pour chanter, on fait précéder son nom de celui de la goguette à laquelle il appartient, tandis que celui du visiteur est précédé du mot ami. Ainsi on appellera le Grognard Pierre, le Braillard Jacques, et l’on dira l’ami Jean, l’ami Paul. Il n’y a pas d’autre distinction entre les affiliés et les visiteurs. Deux goguettes seulement, celle des Bergers de Syracuse et celle des Infernaux, imposent à leur affiliés des noms en rapport avec le patronage sous lequel elles sont placées ; les Bergers empruntent ces noms aux églogues et aux bucoliques ; les Infernaux à l’enfer. La physionomie des goguettes est partout la même ou à peu près, excepté cependant chez les Infernaux. Le président ouvre la séance par un toast et les convives boivent avec lui, « à l’espoir que la gaieté la plus franche va régner dans l’enfer ! » On chante ensuite, chacun à son tour, et les refrains en chœur. Immédiatement après chaque chanson, le président de la goguette se lève, nomme à haute voix et l’auteur et le chanteur, et invite les goguettiers à applaudir, ce qu’ils font toujours avec beaucoup d’effusion. Un nouveau toast est porté au moment de clore la séance, « à l’espoir de se revoir dans huit jours ! » et tout est dit. Chacun se lève alors et rentre chez soi.
Les goguettiers ne ressemblent guère, il faut bien en convenir, à messieurs les membres du Caveau, et la pairie, probablement, ne s’ouvrira jamais pour eux, ni l’Institut, ni la Chambre des députés ; ceux-ci faisaient jabot et portaient le frac, les goguettiers lavent quelquefois leur chemise bleue, et ils n’ont qu’une blouse ou une redingote ; les membres du Caveau sablaient le champagne frappé, les goguettiers boivent du vin à douze sous le litre, et Dieu sait quel vin !... on en fait tant à Paris où il n’y a pas de vignes. Eh bien ! les goguettiers ne se plaignent pas ; ils ne sont ni jaloux, ni envieux ; ils chantent quand ils sont ensemble, et pour eux c’est assez de bonheur.
En 1819, le chansonnier Camédon crée la goguette des Épicuriens dans le village de la Villette en proche banlieue de Paris près de la barrière de la Villette.
En 1822, l’année de la naissance du théâtre de Montmartre fondé par les frères Séveste, une femme galante surnommée Belle en Cuisse crée une goguette dans le même village. Son siège existe toujours. Située à présent à Paris dans le 18e arrondissement, 120 boulevard de Rochechouart, cette goguette après avoir été transformée il y a très longtemps en bal est depuis les années 1990 la célèbre salle de concerts de la Boule Noire.

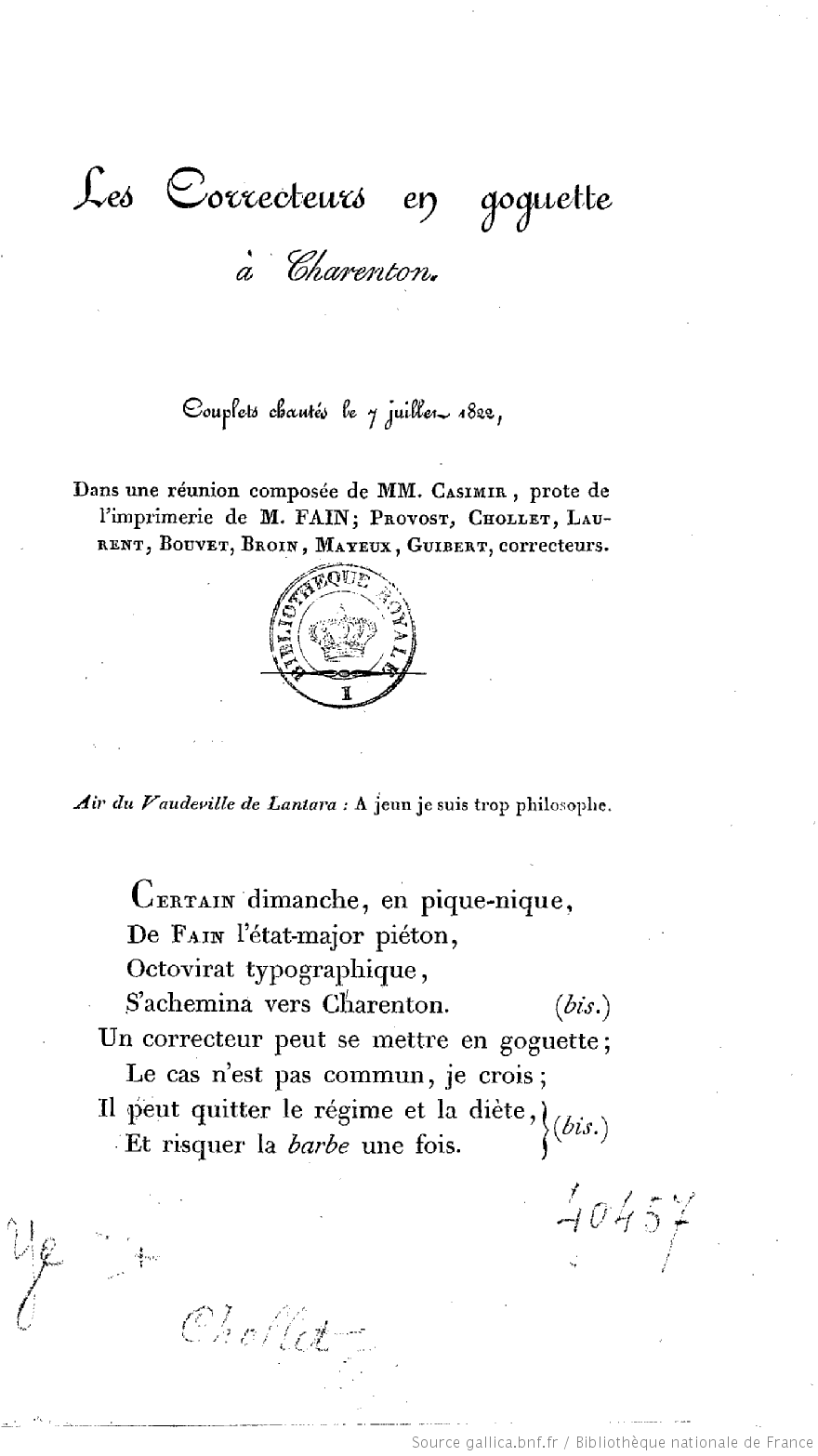
Chanson imprimée, souvenir d'un pique-nique goguette en juillet 1822.

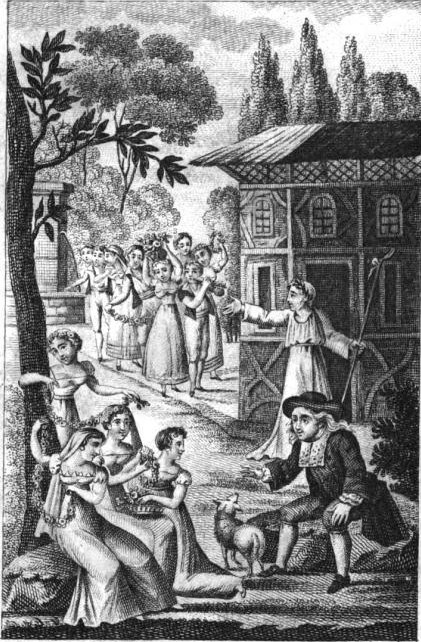
Illustration de la fête de la fondation de la goguette des Bergers de Syracuse en 1825.

Toujours en 1822, le 7 juillet, un groupe de correcteurs parisiens réunit un pique-nique goguette à Charenton. Une chanson créée à cette occasion : Les Correcteurs en goguette à Charenton, est ensuite imprimée, immortalisant l'événement.
En 1824, est fondé le Gymnase lyrique, une goguette dont le prestige va dépasser celui du Caveau moderne, disparu en 1817.
La répression étatique occasionnant l’emprisonnement fréquent de chansonniers parisiens à la prison de Sainte-Pélagie ceux-ci finissent par créer dans leur cellule la goguette des Biberons qui publie en 1825 un volume : La Marotte de Sainte-Pélagie. Il connaît deux éditions.
En 1825, Pierre Capelle, sous la présidence de Désaugiers, fait renaître le Caveau de ses cendres sous le titre de Réveil du Caveau. Cette tentative s’interrompe avec la mort de Désaugiers, qui en est l’âme, et qui disparaît le 11 août 1827.
Entre-temps, peut-être en liaison avec cette tentative, est fondé le 11 janvier 1827 le second Caveau lyonnais. Son existence est brève.
En 1826 paraît à Paris un Chansonnier des sociétés Lyriques, Choix de Chansons inédites, publié par R.-C. Brossier et P. Mosment, qui se propose de connaître une publication annuelle. Il annonce faire le choix d’éviter les chansons politiques.
Après 1830, certaines goguettes tendent à se politiser.
Théophile Marion Dumersan écrit à ce propos :
Pendant ces dix années (de 1820 à 1830), loin de diminuer, le nombre des sociétés chantantes ne cessa de s’accroître.
La révolution de juillet 1830 arrêta quelque peu cet élan ; on cessa tout à coup de chanter l’amour et le vin, pour réentonner la Marseillaise, le Chant du départ d’abord, puis la Parisienne, la Varsovienne, de Casimir Delavigne. La politique revint tout envahir, et l’on ne chanta plus que des chansons nationales, que beaucoup de gens ont le tort de confondre avec les chansons populaires.
En effet, la chanson nationale, toujours enfantée par une passion ardente, a pour mission de crier aux armes et de célébrer la victoire ou de poursuivre de sa haine railleuse les vaincus, au nom du plus fort.
Le chant populaire, au contraire, est tout lyrisme et tout élégie. Le chant populaire, c’est celui qui, sans relation directe avec aucun paroxysme donné du patriotisme, se montre cependant le fils le plus dévoué de la patrie, qui en revêt les mœurs, en garde les coutumes, et se fait l’arche dépositaire de ses plus précieux souvenirs ; c’est celui qui n’oublie jamais ni les conquêtes, ni les croyances des plus anciens aïeux ; c’est la ronde de noces, la chanson de berceau, de table ou de métier ; c’est la ballade disant les plus curieux récits sur les notes les plus simples.
Donc, après juillet 1830, le vent était aux chansons nationales ; il semblait qu’il n’y eût plus ni ridicules, ni travers ; que la sottise, la cupidité, le despotisme, la lâcheté, le fanatisme, fussent morts et enterrés pour toujours. La chanson guerrière, nationale, avait envahi toutes les sociétés chantantes dont nous venons de parler, et, comme la plupart des chansonniers et chanteurs trouvaient ce régime un peu trop corsé pour en faire leur ordinaire, il en résulta que les sociétés se détraquèrent. La chanson était vraiment en danger ; il y avait péril en la demeure, car Béranger lui-même avait dit : « Le règne de la chanson est fini. » Le moyen de douter, quand le grand-prêtre condamnait son idole ?
Par bonheur, ce n’était qu’une phrase, une boutade sans conséquence ; le grand-prêtre s’était trompé ; un effet d’optique lui avait fait prendre une étoile nébuleuse pour un soleil nouveau ; il s’était trompé, voilà tout ; et, dès 1831, il reconnaissait son erreur dans ce couplet digne de ses meilleurs jours :

« Je croyais qu’on allait faire

Du grand et du neuf,

Même étendre un peu la sphère

De quatre-vingt-neuf.

Mais point ! on rebadigeonne

Un trône noirci.

Chanson, reprends ta couronne !

— Messieurs, grand merci ! »

Et la chanson, en effet, reprit sa couronne, son sceptre, et remonta sur son trône, toujours jeune, vivace et joyeuse.
Dès lors, les soirées chantantes, petites et grandes, se reconsolidèrent ; mais, entre les sociétés régulièrement constituées, formant académie, banquetant à jour fixe, et publiant leurs annales... c’est-à-dire leurs chansons ; entre ces sociétés, disons-nous, et les quatre ou cinq cents autres qui pullulaient à Paris, chantaient, ne publiaient rien et se désaltéraient avec du vin douteux, il y avait une distance incommensurable, presque tout un monde. Pour chanter et banqueter à la fois, comme le Caveau moderne ou le Gymnase lyrique, il fallait avoir du loisir et là bourse bien garnie, faute de quoi le plus spirituel chansonnier était obligé de se taire ou de se rabattre sur les guinguettes. Cette lacune, un de nos plus spirituels chansonniers, Charles Lepage, entreprit de la combler en fondant, vers 1834, sous le nom de la Lice chansonnière, une sorte de société mixte.

#### La goguette de la Lice chansonnière
Fondée en 1831 par Charles Le Page, la Lice chansonnière est, avec les sociétés successives du Caveau, une des plus célèbres goguettes. Son règlement est édité en 1833. Le premier volume de ses chansons paraît en 1834, ce qui explique qu’il est souvent écrit que la Lice chansonnière a été fondée « vers 1834 ». En 1835 est écrite et adoptée sa chanson : le Chœur d’ouverture de la Lice chansonnière appelé couramment le Chant de la Lice. Cette société est active durant au moins 91 ans.
C’est dans cette goguette qu’est lancée en 1836 la chanson Ma Normandie souvent évoquée aujourd’hui en France sous le nom de J’irai revoir ma Normandie. Elle connaît un immense succès immédiat. 30 ans plus tard on en « a tiré plus d’un million d’exemplaires » et « on (la) réimprime encore tous les jours ». C’est aujourd’hui une des plus célèbres chansons françaises, l’hymne officieux de la région natale de son auteur, la Normandie et l'hymne national du bailliage de Jersey. Laurent Quevilly écrit à propos de celui-ci Frédéric Bérat : « Il est un pur produit de la Lice chansonnière, fondée en 1834 par Charles Le Page, sorte d’académie populaire se réunissant chaque jeudi pour chanter en public. »
Je veux revoir ma Normandie est, avec L’Internationale, une des deux chansons françaises toujours célèbres dont l’histoire est liée à celle de la goguette de la Lice chansonnière.

#### L’affaire de la goguette de l’Enfer
Un livre datant de 1830 nous apprend que la loi limite alors les goguettes à un maximum de 19 membres sous peine sinon d’encourir une forte amende très dissuasive.
Jusqu’en 1830 au moins, les goguettes c’est jusqu’à 19 affiliés chantant des chansons bachiques dans un lieu public. C’est une activité bien inoffensive et facile à surveiller par la police. De plus et surtout le caractère d’une société où le nombre d’adhérents est statutairement inférieure à 20 est absolument différent de sociétés plus grandes.
Illustrée par la célèbre affaire de la goguette de l'Enfer en 1834-1835 la situation paraît s’être modifiée par la suite pour les goguettes.
En 1835, dans l’affaire de la goguette de l’Enfer le résultat de l’intervention des autorités assoit une jurisprudence favorable à l’augmentation de la taille des goguettes. Le procès, fondé sur l’accusation d’infraction punissable, par application de la nouvelle loi du 10 avril 1834, pour « association sans autorisation de plus de vingt personnes » qui pesait sur les prévenus (goguettiers de la goguette de l’Enfer) a finalement vu cette accusation rejetée comme étant sans fondement, par un arrêt de la Cour royale qui fit alors jurisprudence.
La conclusion de l’affaire, connue sous le nom d’arrêt Ministère public contre Maubanc et autres, du 14 février 1835, a fait jurisprudence pour préciser ce qui ne présente pas les caractères d’une « association ».

En effet, la Cour a jugé que 

« ... Le fait seul d’une association de plus de vingt personnes sans autorisation est une infraction punissable, par application de la loi du 10 avril 1834, quel que soit l’objet de cette association ; que l’association consiste notamment dans le concours d’un certain nombre de personnes, qui, liées par des engagements réciproques, se réunissent exclusivement entre elles, dans un intérêt commun et dans un but déterminé. – Considérant que les réunions où les prévenus se sont trouvés pour boire et chanter ne présentent pas les caractères d’une association, d’après les circonstances établies par l’instruction et les débats, mais seulement le fait de buveurs se réunissant, soit habituellement, soit accidentellement, dans un cabaret, et que l’administration avait, dès lors, aux termes de la loi sur la Police municipale, le devoir et le droit de surveiller – a mis et met l’appellation au néant. »

— Cour royale de Paris, chambre correctionnelle, Arrêt du 14 février 1835, MM. Jacquinot-Godard, président, Poultier, rapporteur, Aylies, substitut, Pinet, avocat.
La règle des 19 adhérents maximum ne paraît plus concerner les goguettes. Elles peuvent donc accueillirent beaucoup plus de monde.
La jurisprudence favorable aux goguettes établie par l’affaire de la goguette de l’Enfer n’empêche pas par la suite les autorités de réagir dans un sens directement répressif quand elles ont affaire à des goguettes où s’exprime visiblement une activité politique d’opposition au pouvoir. La vigueur de cette répression et l’importance donnée aux chansons comme à la censure des théâtres à l’époque s’expliquent aussi par le fait que beaucoup d’ouvriers ne savent ni lire ni écrire. Les messages politiques se transmettent de manière importante par la forme immatérielle de la voix et du chant. Si on veut les empêcher de circuler il faut s’en prendre à leurs moyens de diffusion.

### Des années 1830 à 1880

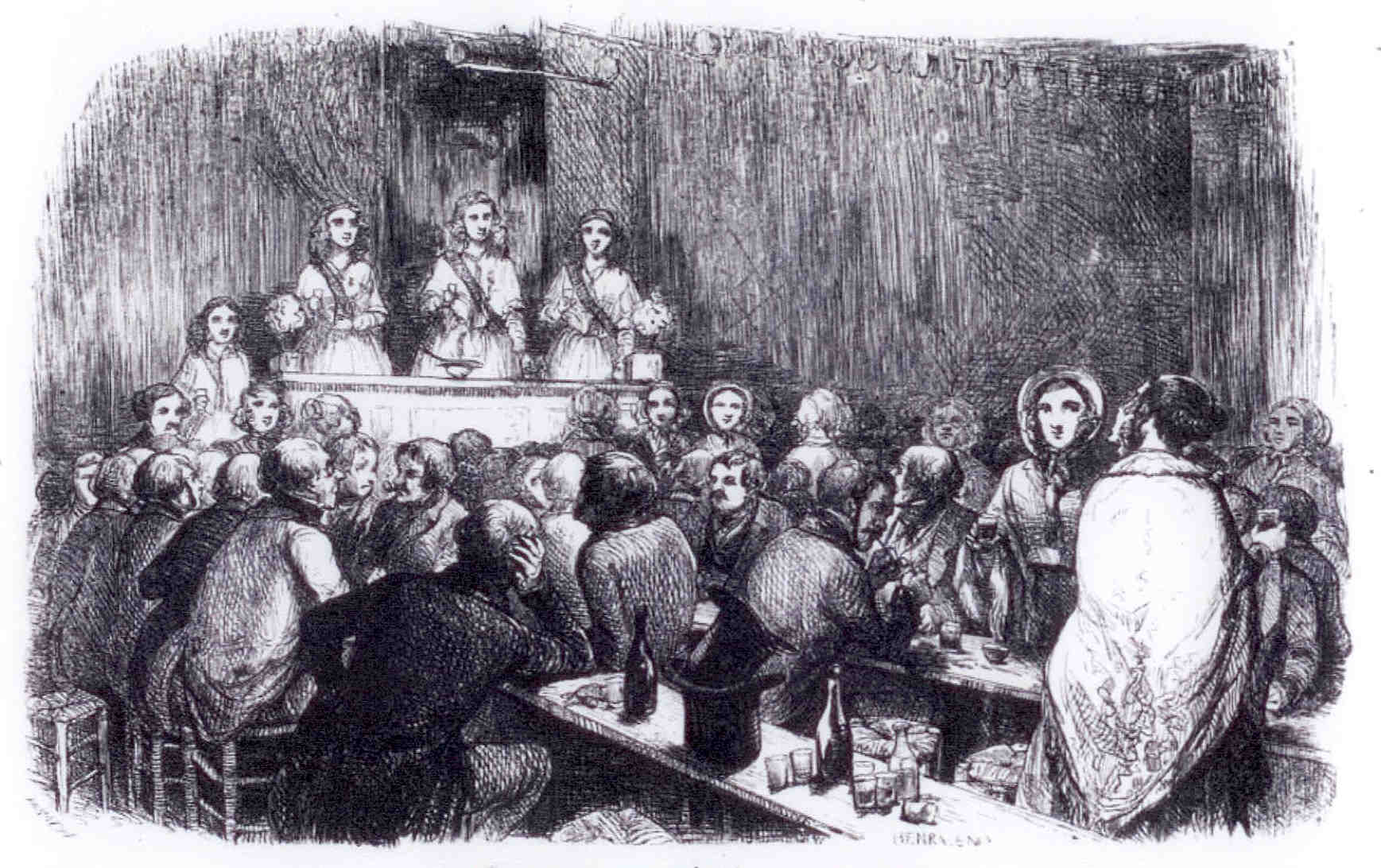
Dessin d’Henri Emy illustrant une soirée organisée par la goguette féminine parisienne des Gais Pipeaux en 1845.

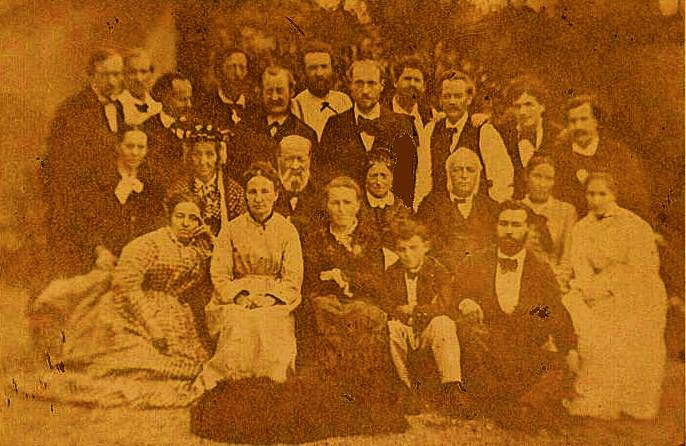
Groupe de goguettiers parisiens et leurs épouses à Pomponne-les-Bois le 20 août 1876.

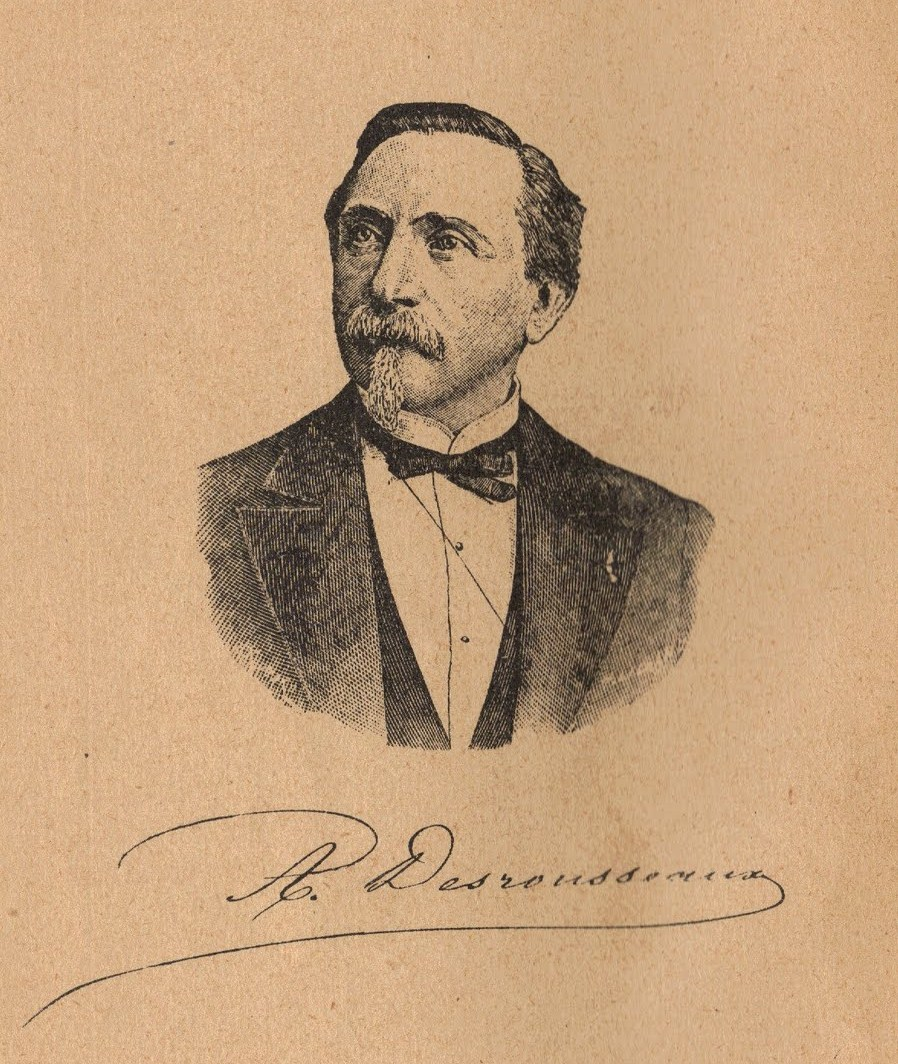
Alexandre Desrousseaux auteur du P’tit Quinquin.

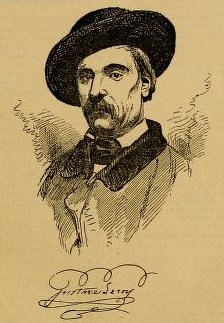
Gustave Leroy

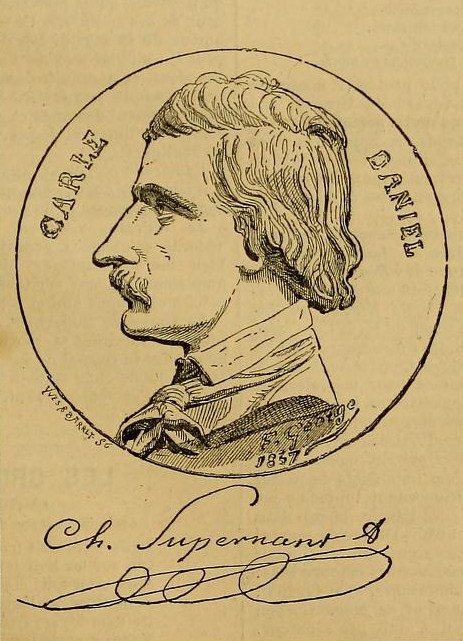
Charles Supernant

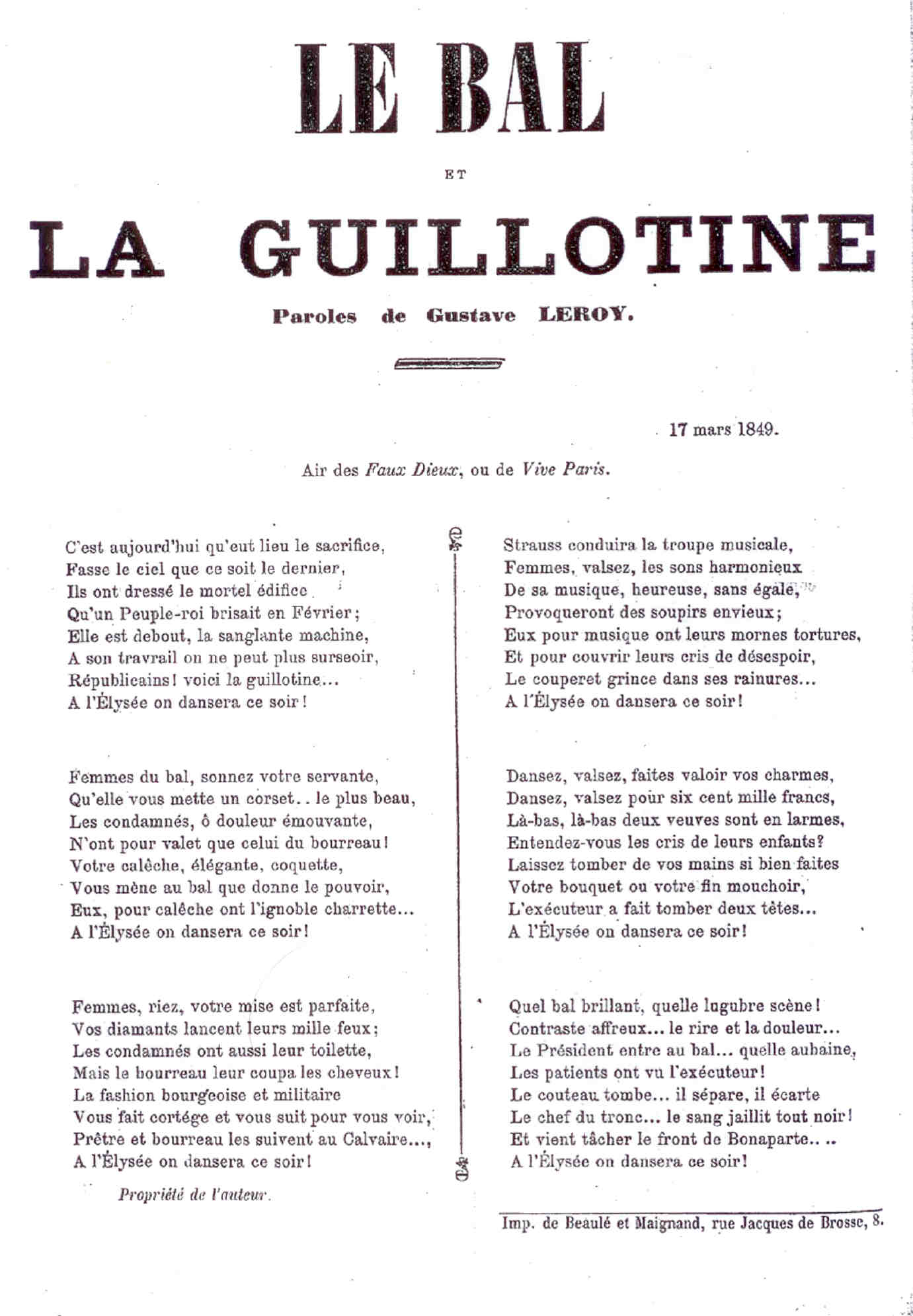
Chanson éditée en feuille volante. Celle-ci, en 1849, amène la condamnation de Gustave Leroy à l’amende et la prison.

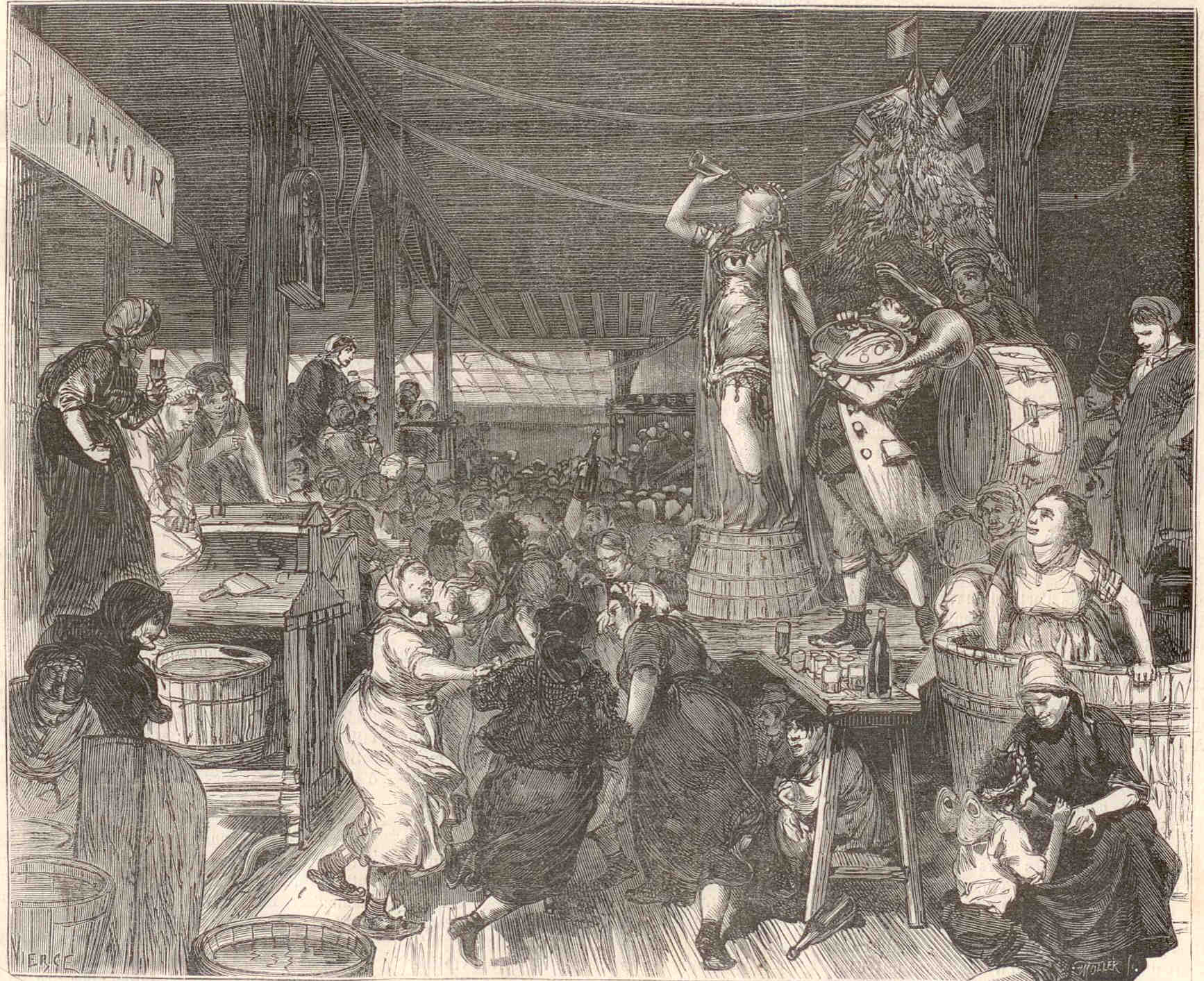
Persistance de la fête ouvrière à Paris : un bal dans un lavoir du quartier Plaisance à l’occasion de la Mi-Carême en 1874.

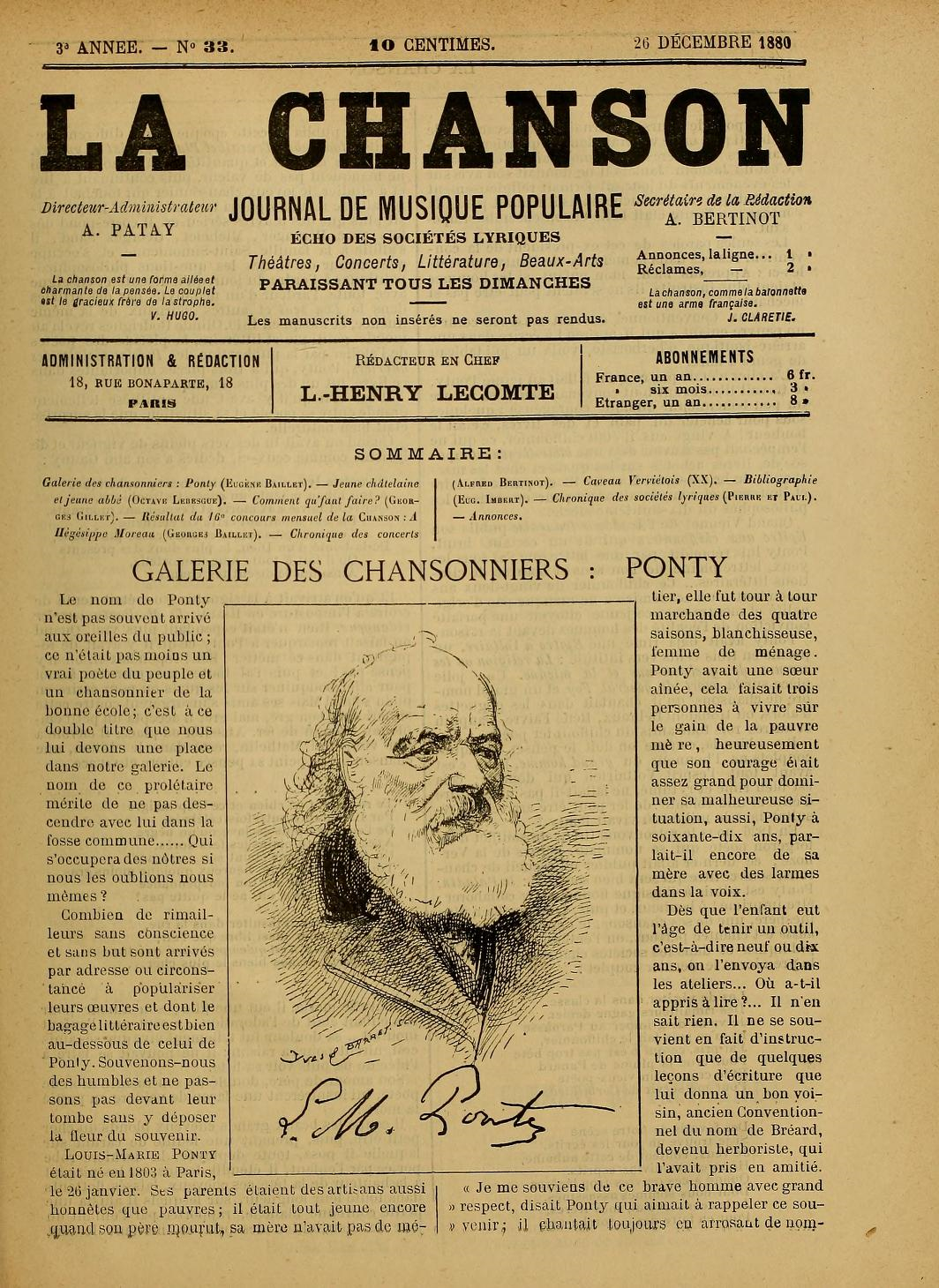
Couverture de La Chanson du 26 décembre 1880 avec un hommage à Louis-Marie Ponty (1803-1876).

En 1834 est créé à Paris, dans la tradition du Caveau, la société des Enfants du Caveau. En 1838 elle reprend le nom de Caveau. Cette quatrième société du Caveau existera durant 105 ans. La même année 1838, le Gymnase lyrique connait une scission, suivie par la suite d’une réunification. Il prospère à nouveau, puis disparaît en 1841.
En 1841, Louis-Agathe Berthaud nous décrit la goguette des Infernaux, où il entend dans les années 1830 une chanson aborder un sujet grave (la peine de mort) et où se rassemblent plus de 150 affiliés. Ce ne sont plus de petits groupes qui s’amusent mais des sociétés ouvrières nombreuses où dans le cadre de la distraction on voit la politique s’inviter.
Il relève aussi que les Parisiens chics en 1841 ignorent les goguettiers :
Les électeurs parisiens à 200 francs et au-dessus, les hommes d’ordre et de boutique ont entendu prononcer le nom du goguettier une ou deux fois au théâtre des Variétés, et ils savent, c’est-à-dire ils croient qu’il se nomme Loupeur ou Balochard. Pour eux, c’est l’ouvrier imprévoyant et viveur, hâbleur, conteur, gaudrioleur et mauvaise tête, allant boire à la barrière et dépenser en deux jours, le dimanche et le lundi, ses économies de toute la semaine ; c’est encore celui qui, sans sortir de Paris, use sa journée et les manches de sa chemise à rouler de cabaret en cabaret, se frottant à tous les murs et se brûlant l’estomac avec les compositions lithargineuses du marchand de vin. Hors de là, les Parisiens ne voient plus de goguettiers, mais déjà des goipeurs, déjà des vauriens, déjà des gens à tout faire, et devant lesquels il est prudent d’allonger le pas entre minuit et cinq heures du matin.
Les Parisiens ne connaissent pas les goguettiers.
En 1842, le goguettier lyonnais François Barrillot monté à Paris devient membre de la Lice chansonnière.
Le 13 août 1843 sort le no 1 prospectus-spécimen d’un journal voué aux goguettes : L'Écho lyrique, feuille d’annonces, journal littéraire, artistique, théâtral et chantant, paraissant le dimanche. Il donne le programme et les détails d’organisation de 19 puis 23 des plus importantes goguettes parmi lesquelles la plus fameuse : la Lice chansonnière. Cette publication défend une conception épicurienne de la chanson qu’elle expose dans sa Profession de foi parue en première page de son premier numéro.
Ce journal s’est assuré la collaboration de deux goguettiers fameux : Alexis Dalès et son frère Dalès Aîné.
Il n’emporte pas l’unanimité chez les goguettiers. Ainsi il entretient un moment une polémique avec le goguettier Charles Gille qui est fidèle à une vision utilitaire et moralisatrice du chansonnier dont les chansons doivent instruire le peuple et l’empêcher de perdre son temps à simplement se distraire dans les goguettes.
Charles Gille va jusqu’à assimiler l'Écho lyrique au choléra de 1832 qui fit plus de 19 000 victimes à Paris et d’innombrables autres dans le reste du monde :

« L’Écho lyrique

Est colérique

Or, mes amis, il passera

Comme a passé le choléra. »

Pour propager leurs idées, en rivalité avec L’Écho lyrique, Charles Gille et son ami chansonnier Charles Regnard fondent La chanson de nos jours, publication mi-livre, mi-revue qui connait 20 livraisons soit deux volumes de 1843 à 1844.
Un autre goguettier fameux, Gustave Leroy, se montre lui aussi très hostile à l'Écho lyrique qu’il fait apparaître sous la forme d’un esprit damné mort dans sa chanson La fête des démons. Cette chanson est pourvue d’un rappel en bas de page condamnant le journal :

« Qu’est-ce cela ?

Qui donc vient là ?

Que diantre !

C’est un esprit

Triste et contrit ?

Qu’il entre.

C’est un journal ! quel triste sort

C’est l'Écho lyrique ! (1)

La chose est comique,

Il nous revient en esprit fort ;

Il est donc déjà mort ! »

— (1) Journal des Goguettes, qui parut fort peu du temps et qui, dans son intérêt comme dans celui de ses lecteurs, aurait dû ne pas paraître.
L’Écho lyrique disparaît après son 12e et dernier numéro le 29 octobre 1843.
En 1845, le goguettier parisien Joseph Landragin, alors âgé de 24 ans, publie un poème de 400 vers : Les mystères de la Goguette dévoilés, où il décrit de manière satirique et très détaillée le fonctionnement des goguettes. Un exemplaire est conservé dans la réserve des livres rares de la BNF. Le texte complet est consultable sur la base Wikisource.
La même année Marc Fournier écrit :
On compte dans Paris plus de cinquante sociétés chantantes qui ont chacune un jour de réunion dans la semaine. Ces sociétés, que l’on connaît sous le nom générique de GOGUETTES, ne sont le plus ordinairement composées que d’ouvriers et de journaliers ; mais ce qu’il faut remarquer, c’est que parmi ces ouvriers il y a des poètes, et que, parmi ces poètes, il y a des hommes de génie.
Le gouvernement, qui se rappelle le mot de Mazarin, délivre aux Goguettes, sans beaucoup de difficulté, la permission dont elles ont besoin depuis les lois d’avril ; ce qui leur donne une existence légale sanctifiée par le préfet de police. Leur institution a pour base les règles les plus pures du suffrage universel ; leurs lois émanent de ce qu’il y a de plus édifiant en fait de fraternité, de liberté, d’égalité et autres naïvetés touchantes du credo populaire. Elles ont un comité directeur, elles ont des insignes, des drapeaux et des devises ; elles ont des lyres avec des marottes en sautoirs, elles ont particulièrement ce qui nous manque à tous, oui à tous, à vous, artistes, à vous, publicistes, à vous, gazetiers, orateurs, hommes d’État, à tous, vous dis-je..., elles ont une foi sérieuse dans ce qu’elles font. Chacun des membres d’une goguette a pour conviction inébranlable, qu’il goûte en y allant un plaisir peu commun ; et comme la distraction, chez le peuple, est une chose très-grave, il en résulte que chacun prend sa part de l’agrément avec un flegme qui va souvent jusqu’à l’intrépidité. Ils chantent sans arrière-pensée. En outre, ils ont l’instinct de la liberté individuelle développé à un tel point, qu’un de leurs bons camarades (expression consacrée) chanterait faux à déplacer les montagnes et userait de la permission au-delà de toute patience humaine, que l’assemblée ne tolérerait pas le moindre signe qui pût gêner le chanteur, parce que ce chanteur-là, voyez-vous, c’est un citoyen qui s’amuse.
L’importance de la politique dans la vie des goguettes reste des plus limitées. On écoute les messages quand il y en a. Mais on vient surtout pour se retrouver ensemble dans la joie, se distraire, se délasser, poétiser, boire, chanter et inventer de nouvelles chansons.
C’est ce qui ressort des propos de Marc Fournier :
Un moment pourtant... Parfois, du milieu des deux cents buveurs d’une Goguette, un homme tout à coup se lève. Cet homme a la figure mâle et énergique, l’œil doux et profond, la bouche calme, le geste sobre, le front sévère. Aussitôt tout bruit cesse, et les mains retombent sans achever de porter aux lèvres le verre qu’elles viennent de remplir. C’est qu’il ne s’agit plus ici de pampres ni de faux dieux, de croyances éteintes ni de hochets vieillis ; ce n’est plus le passé qu’on va chanter, c’est l’avenir.
Qu’ai-je dit tout à l’heure ? que le cabaret, le bon vieux cabaret de Santeul existait encore ? Non, non, détrompez-vous. Est-ce que Santeul a jamais connu la poésie de cet homme qui est là debout et qui chante ? Est-ce que les compagnons de Santeul virent jamais courir ces feux terribles sur leurs fronts transfigurés ? La muse de Santeul, cette nymphe convertie du Latium, sut-elle jamais autre chose que moduler des psaumes sur le dactyle un peu aviné d’Horace ? Allons donc ! du temps de Santeul, il y avait de grands seigneurs et des manants ; mais le peuple, où était-il ? Or, celui-là qui chante ainsi debout au milieu de ses frères, c’est le poète plébéien... Ne cherchez rien dans le passé qu’on puisse lui comparer. Entre le passé et lui tout un monde a croulé ; tout ce qui fut, il l’ignore, mais il signale tout ce qui vient.
Ce que je raconte là ne forme jamais dans une soirée de goguette qu’un incident rapide. C’est un éclair qui passe, une traînée de feu qui s’allume, quelques regards qui flambent, et puis l’on se remet à boire et à chanter Cupidon dans les vignes ; seulement le spectateur impassible peut en conclure ce fait purement géologique : que les vignes qui croissent près des cratères produisent un vin généralement capiteux.
Jules Vallès dans ses souvenirs d’enfance évoque les allusions politiques survenant à l’occasion dans les goguettes :
Le dimanche, nous allions dans une goguette, la Lyre chansonnière ou les Enfants du Luth : je ne me rappelle plus bien.
Je m’ennuyais un peu quand on chantait des gaudrioles ; mais on disait tout à coup : « C’est Festeau, c’est Gille. » Et il me semblait entendre dans le lointain la batterie sourde d’un tambour républicain, puis la batterie était plus claire, Gille entonnait, et cette musique tirait à pleines volées sur mon cœur.
Je ne sais pas cependant, si je ne préfère pas aux chansons qui parlent de ceux qui vont se battre et mourir, les chansons de batteur de blé ou de forgeron, qu’un grand mécanicien, qui a l’air doux comme un agneau, mais fort comme un bœuf, chante à pleine voix. Il parle de la poésie de l’atelier, – le grondement et le brasier, – il parle de la ménagère qui dit : « Courage, mon homme, – travaille, – c’est pour le moutard. »
À un moment, le chanteur baisse la voix. « Fermez la fenêtre, dit quelqu’un. » Et l’on salue au refrain :
Le drapeau que le peuple avait à Saint-Merry !
Quand la politique dans une goguette est trop présente et dérange les autorités, celles-ci réagissent. On voit ainsi un jugement du tribunal correctionnel de Paris, rendu au mois d’avril 1840 interdire la goguette des Infernaux et condamner deux ou trois de ses membres aux frais du procès et à la prison. La très grande et politisée goguette des Animaux qui rassemble jusqu’à 500 goguettiers par assemblée est dissoute en 1846 après de nombreux déménagements forcés. Ses membres sont arrêtés. Son président et fondateur le poète et chansonnier Charles Gille se retrouve enfermé six mois à la prison Sainte-Pélagie pour « activités illégales ».
En 1846 Charles Gille et Christian Sailer écrivent une chanson : Nos démissions à la Lyce Chansonnière où les deux goguettiers rejettent celle-ci, déclarent quitter son cadre ennuyeux et l’accusent de manquer de générosité, sincérité et refuser l’adhésion des femmes. La chanson est publiée par une autre goguette : la société lyrique des Templiers.
La même année durant l’été, Alphonse de Lamartine, en voyage à Marseille, reçoit la visite de la poétesse et goguettière aixoise Reine Garde. Lamartine et sa femme lui réservent le meilleur accueil.
En 1848, le goguettier Noël Mouret lance sa chanson Charlotte la républicaine, dont le grand succès durera sans interruption au moins jusqu'en 1900.
En mars 1849, alors qu’un bal est donné au palais des Tuileries, ont lieu les préparatifs de l’exécution de deux insurgés de juin 1848. À cette occasion, le célèbre goguettier Gustave Leroy édite en feuille volante sa chanson Le Bal et la Guillotine. Le gouvernement réagit et le poursuit en justice. Il est condamné aux assises à 300 francs d’amende et 6 mois de prison qu’il purge à la prison des Madelonnettes.
En 1850 Lamartine publie Geneviève, histoire d’une servante, qu’il fait précéder d’une longue préface dédicace à Reine Garde.
Dans les années qui suivent les affrontements révolutionnaires de juin 1848 la police s’applique avec succès à liquider parmi les goguettes celles qui sont devenues des foyers d’opposition politique. La chanson du goguettier Noël Mouret Charlotte la républicaine est interdite en 1851. Sa destruction est ordonnée par la Cour d'assises de Vienne le 20 août 1851.
Serge Dillaz écrit à ce propos en 1993 : « La fermeture des goguettes républicaines constitua une étape décisive dans la lutte du pouvoir contre la chanson politique. »
Cependant les goguettes en général ne disparaissent pas pour autant. Le goguettier Eugène Baillet parlant en 1885 des goguettes des années 1850 souligne leur prospérité :
Et, par la pensée, je me suis transporté à trente années en arrière, c’est-à-dire à l’époque où la goguette était encore florissante avec ses tables raboteuses, son public d’ouvriers endimanchés et son vin à dix sous le litre ! Car la goguette, c’était le cabaret chantant ; les goguettiers formaient un groupe à part, vivant de sa vie propre, particulière. Un sentiment de ralliement existait pour cette peuplade, qui avait dans son dictionnaire des mots inconnus à tout autre.
(...)
Chacun chantait à son tour, il suffisait pour se faire entendre de donner son nom au maître des chants.
Les auteurs étaient les dieux de ces joyeux temples, – l’entrée d’un auteur un peu connu était saluée de chaleureux applaudissements. Ces auteurs étaient tous des ouvriers, rimant la semaine à l’atelier les couplets qu’ils venaient chanter le dimanche à la goguette ; plusieurs d’entre eux ont laissé des noms et des œuvres encore connus de nos jours.
Par rang de popularité, de 1840 à 1860, le premier était Gustave Leroy, c’était un ouvrier brossier ; sa voix était rugueuse, la phrase brutale, mais il allait droit au but dans ses couplets et tout succès était sûr.
Dans les années 1850 les corporations se rassemblent toujours pour se distraire. Comme le relève en 1860 Émile de Labédollière parlant du village de La Chapelle-Saint-Denis qui vient d’être rattaché à Paris :

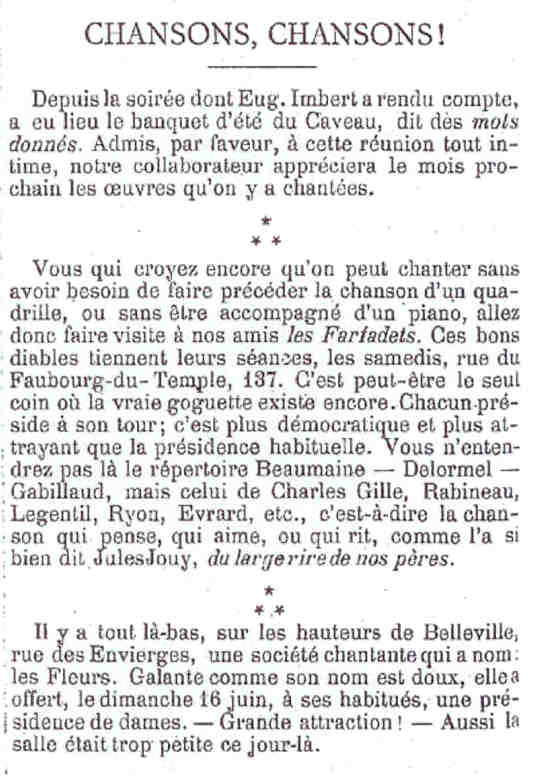

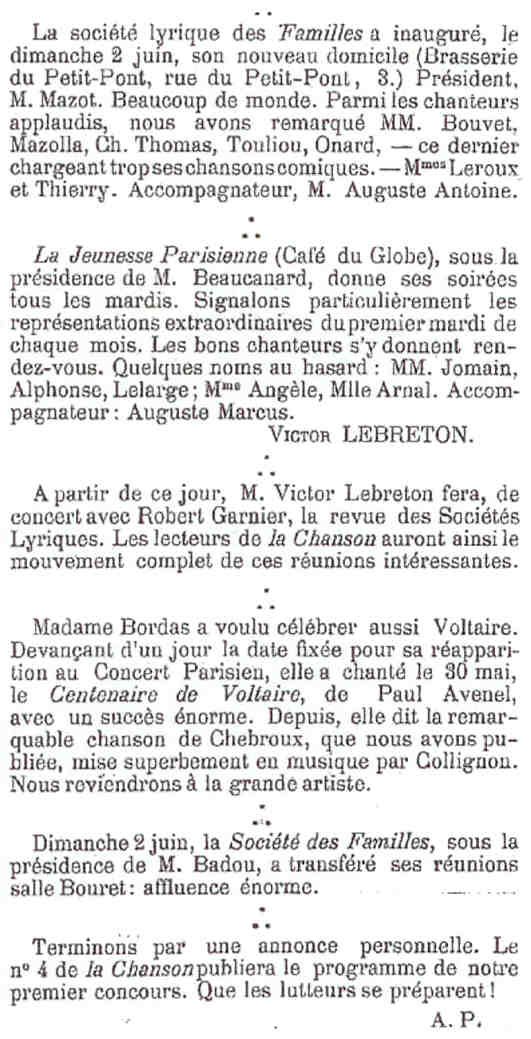
Quelques échos de réunions de goguettes parus dans La Chanson en juillet 1878.

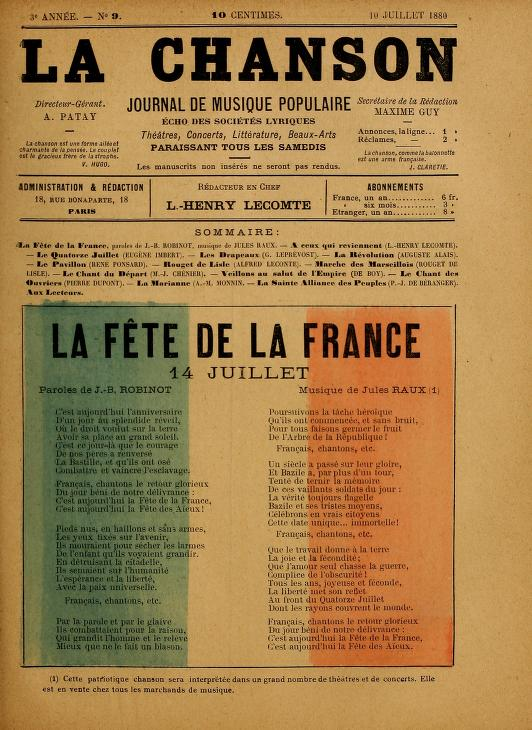
Couverture tricolore de La Chanson du 10 juillet 1880.

Les cafés-restaurants de La Chapelle jouissent d’une réputation acquise par de nombreux services. La rue Jessaint voit souvent les noces et les corporations se diriger en procession vers les Vendanges de Bourgogne.
Dans le très populaire Carnaval de Paris de grandes festivités ouvrières existent durant ces années-là et jusqu'en 1890 : les bals et défilés de la Mi-Carême avec les Reines des Blanchisseuses et la Reine de toutes les Blanchisseuses de Paris. Ensuite la Mi-Carême continue à être fêtée à Paris mais n’est plus alors une fête ouvrière organisée par les blanchisseuses elles-mêmes.
En 1853 le goguettier lillois Alexandre Desrousseaux crée sa chanson L’Canchon Dormoire communément appelée Le P’tit Quinquin, qui va devenir célèbre et l’hymne officieux de la ville de Lille.
En 1854, décrivant dans une lettre un projet de pièce de théâtre, Baudelaire déclare avoir une immense envie d’y développer « au troisième acte le tableau d’une goguette lyrique ou d’une lice chansonnière. »
En 1859, après d’autres, comme Balzac avec le Père Goriot en 1845, un goguettier, Eugène Imbert, a droit à la gloire de devenir bœuf gras ou entrer à l’abattoir. Il voit une de ses œuvres, la chanson Les Bottes de Bastien, remporter un tel succès qu’au Carnaval de Paris défile à la Promenade du Bœuf Gras un bœuf baptisé à cette occasion « Bastien ».
Après le Carnaval, Boucher, un autre chansonnier, écrit et fait éditer en feuille volante illustrée : Bastien n’est plus ! Adieu ses bottes et sa culotte, Scène comique du carnaval de 1859.
En mars 1859, dans un article paru dans La Presse à l'occasion du premier grand festival parisien de sociétés chorales, Jules Mahias exprime son hostilité envers les goguettes. Justifiant son puritanisme paternaliste par la volonté de défendre la « civilisation » et le « progrès », il conteste aux classes populaires le droit à l'amusement libre de la goguette. S'ils veulent chanter, les « ouvriers » doivent chanter uniquement en chœur des « œuvres sérieuses ». Ainsi ils pourront développer leurs facultés intellectuelles. De créations artistiques, musicales, poétiques dans les goguettes il n'est pas question. Les ouvriers en sont loin. Pour Mahias elles relèvent exclusivement des « élites » qui instruisent « le peuple » :
Dans quelques jours, Paris sera le théâtre d'une grande manifestation artistique. Six mille orphéonistes venus de tous les points de la France, – même des bourgades les plus inconnues, – se réuniront, pour la première fois, dans la vaste enceinte du Palais-de-l'Industrie, sous la conduite du vigilant propagateur du chant choral, M. Eugène Delaporte. Vingt mille personnes environ assisteront à cette solennité imposante.
Assurément, ce sera un remarquable spectacle ! Tous ces artisans obscurs, accourus en foule, bannière déployée, la chanson aux lèvres et la gaité au cœur, au seul appel d'un homme qui, depuis dix longues années, consacre ses efforts, son intelligence et son savoir à la réalisation d'une noble et généreuse pensée !
Ces six mille voix sympathiques vibrant pour la même cause, agissant sous la même impulsion, entonnant les mêmes refrains ! Ces miliciens vaillants de l'armée musicale, presque tous ouvriers, abandonnant à l'étude les quelques heures de loisir dont le travail les gratifie !
Un tel événement doit avoir sa place marquée dans les annales des arts. Il contient la semence d'un progrès et le germe d'une idée féconde. C'est la communion intellectuelle pénétrant sous la forme de la musique et du chant choral dans les plus simples villages ; c'est aussi l'adoucissement des mœurs dû à la bienfaisante action de l'Orphéon. En effet, les chansons grivoises et les rondes bachiques ont fait leur temps ; les goguettes sont mortes. À leur place on a élevé un édifice durable. Les chanteurs vulgaires se cachent au fond des cabarets équivoques ; les orphéonistes chantent leurs cantiques au grand jour ! L'Orphéon est devenu une institution. Les villes importantes de nos départements, surtout celles où la tradition conserve pieusement le culte du chant et des arts, Toulouse, Orléans, Dijon, Caen, Angoulême, etc., ont ouvert plusieurs fois des concours ; il appartenait à la capitale d'en recueillir les fruits, et d'appeler particulièrement l'attention de tous sur l'œuvre orphéonique. Le festival de vendredi prochain a donc une signification réelle. C'est pourquoi un grand nombre de journalistes parisiens ont tenu à l'honneur d'être les premiers patrons de cette fête et lui ont spontanément offert leur concours.
Douze chœurs d'ensemble seront exécutés par les six mille voix. Parmi ces chœurs, on distingue le septuor des Huguenots.
Nous attendons avec confiance, et espérance le résultat de cette décisive épreuve. Nos sympathies sont acquises à toutes les idées nouvelles qui, comme celle de l'Orphéon, ont une portée et un but. Instruire le peuple, travailler au développement de ses facultés intellectuelles, c'est servir activement la cause de la civilisation et du progrès.
En 1864 le chanteur Paulus commence à fréquenter les goguettes. Il en parle dans le chapitre 5 de ses mémoires.
Les goguettes se tenaient dans des cabarets, le plus souvent situés au-delà des barrières. Les chansonniers amateurs, pour la plupart des ouvriers, se faisaient entendre dans leurs productions et quelques-uns ont laissé des noms aimés de ceux qui professent le culte du couplet cher à nos grands-papas.
Vous pensez que j’y obtenais beaucoup de succès. Les bravos, les bans, rythmés avec les soucoupes et les verres, m’étaient prodigués. C’était tout ce que ça rapportait ; mais ça faisait connaître le nom de Paulus. J’avais une supériorité sur presque tous les autres goguettiers ; j’avais déjà chanté en public ; et mon aisance professionnelle me permettait de produire des effets ignorés des amateurs.
Les goguettes étaient quelquefois présidées par des femmes, épouses des chansonniers et chansonnières elles-mêmes à l’occasion.
La même année 1864 sont fondées les deux plus anciennes sociétés philanthropiques et carnavalesques de Dunkerque toujours en activité : La Jeune France et Le Sporting Dunkerquois.
Début 1865 est fondé le troisième Caveau lyonnais. La même année, le programme de la Promenade du Bœuf Gras au Carnaval de Paris comprend une amusante chanson du goguettier A. Halbert d’Angers : Le testament du Bœuf Gras.
En 1866 le Petit Journal parle des goguettes parisiennes :
Il existe encore çà et là, dans Paris, des goguettes dont le type est le Caveau, et qui s’intitulent la Lyre populaire, la Muse gauloise, les Enfants d’Apollon. Chacune d’elles tient ses assises dans l’arrière-salle d’un cabaret. Le long des murs sont des tables et des bancs, au fond, un bureau ou siègent le président et les juges, chargés de proclamer les vainqueurs du tournoi-lyrique. Quand la société est installée, quand les bouteilles circulent, quand les verres sont remplis; un chanteur, membre de la goguette ou visiteur, entonne une chanson dont souvent il est l’auteur. Un autre lui succède, puis un troisième, et l’assemblée répète en chœur les refrains. Dans cette assemblée, le dimanche ou le lundi soir on est sûr de rencontrer bon nombre de pompières. Quelques-unes même ne se bornent pas à écouter, et font entendre des voix fraiches et bien timbrées.
Vers la même époque il apparaît que des goguettes disposent d'un local permanent. Car en 1869 on voit s'établir le siège parisien de l'Association internationale des travailleurs dans l'ancien local d'une goguette, situé 14 rue de la Corderie.
En 1870, la goguette des Amis Réunis à Bâle-en-Suisse édite à Bâle plusieurs chansons en patois de Lille. Il est possible eu égard à la date des chansons qu’il s’agisse de Lillois mobilisés durant la guerre franco-prussienne de 1870 et faisant partie des 2 600 militaires français rapatriés en France à travers la Suisse.
Au début des années 1870, comme le raconte Léon de Bercy, c'est dans les goguettes que le futur célèbre chansonnier Aristide Bruant fait ses débuts et trouve son premier public :
Au lendemain de l'Année terrible, — je dirai tout à l'heure quelle y fut sa conduite, — à dix-neuf ans, Bruant pour vivre, entre à la Compagnie du chemin de fer du Nord. Mais il aime le théâtre, et la vie sédentaire, la vie de bureau lui pèse : il rêve d'affranchissement, et le soir, durant les heures de loisir que lui laisse son existence d'employé, il court les goguettes, où il pousse la « sienne » comme les camarades. Il a de l'allure, du coffre et de la confiance en lui-même; sa hardiesse et sa franchise le servent à souhait : on l'encourage. C'est alors qu'il écrit ses premières chansons, d'un caractère encore indécis mais d'une manière nouvelle, originale déjà ; car il y emploie la langue colorée de la rue, langue du peuple, avec ses élisions et son patoisement pittoresques. Il se débarrasse peu à peu des conventions banales ; il devient le rimeur impeccable ; et, après avoir pris au peuple sa façon de s'exprimer, il va en prendre la pensée et la rendre, pour la servir : sa voie est trouvée.
En novembre 1872 à Paris, la censure à l'égard des chansons politiques connaît un nouveau durcissement. Une circulaire rappelle aux directeurs de salles de spectacle que les allusions politiques sont toujours interdites dans les chansons. Le Préfet de police de Paris et son ministre de tutelle qui redoutent les réactions du public populaire parisien, s'inquiètent beaucoup moins des œuvres interprétées dans les goguettes. Signe révélateur de ce que les goguettes, assemblées ludiques et festives, ne sont pas des lieux politiques révolutionnaires.
En octobre 1873, six chansonniers fondent le Caveau Havrais au Havre. Baptisé La Chanson Havraise ou Le Caveau Havrais, il compte un an plus tard 26 membres, au nombre desquels des chanteurs et des musiciens.
Le 16 novembre 1874 à la cérémonie d’inauguration du monument funéraire du chansonnier Desforges de Vassens au cimetière du Père-Lachaise à Paris sont représentées la Lice chansonnière, la société chantante du Caveau, quatrième du nom, et les Sociétés chorales de Paris.
Dans les années 1870 le poète et chansonnier montmartrois Jules Jouy se forme en lisant et fréquentant les goguettes de son quartier. Vers 1876, année de la fondation de la goguette des Joyeux Amis à Asnières, on le retrouve au milieu des licéens c’est-à-dire fréquentant la célèbre goguette la Lice chansonnière.
En 1877 est annoncée à Paris au théâtre de l’Athénée La Goguette, comédie-vaudeville en trois actes, livret d’Hippolyte Raymond et Paul Burani, musique d’Antonin Louis, dont une grande partie de l’action se déroule dans une goguette. À cette occasion Hyppolite Hostein écrit dans Le Figaro : « Je ne crois pas que la goguette ait jamais eu son historien. Dans tous les cas, le théâtre, ainsi que nous l’avons dit en commençant, s’apprête à vulgariser sa légende. L’idée est heureuse ; je lui souhaite tout le succès possible. » La première de la comédie-vaudeville La Goguette a lieu le 13 avril 1877. Le 15 avril 1877, dans Le Gaulois, elle a droit à une critique enthousiaste en forme de chanson de goguette signée Parisine.
Le 16 janvier 1878, témoignant des liens entre goguettes et orphéons, est donné pour la première fois à Paris, au Théâtre des Bouffes-Parisiens : Babiole. Opérette villageoise en trois actes., paroles de Clairville et Octave Gastineau, musique de Laurent de Rillé. Clairville et Gastineau sont membres de la célèbre goguette du Caveau et Laurent de Rillé est une grande figure du mouvement orphéonique.
Le 13 février 1878, dans Le Gaulois, Auguste Vitu écrit que les cafés-concerts parisiens ont « réalisé un progrès considérable en arrachant les masses laborieuses à la lourde et malsaine atmosphère des cabarets et des goguettes, où elles buvaient du vin bleu en trinquant à d'ignobles refrains de carrefour. » On sent ici que la goguette dérange Vitu d'abord parce qu'on y chante librement des chansons qui froissent les oreilles puritaines des gens « bien-pensants ».
C'est à ce genre de chansons que fait allusion Jules Échalié, membre du Caveau et de la Lice chansonnière, dans l'invitation qu'il adresse à ses amis chansonniers pour passer un dimanche de détente et fête à la campagne le 20 août 1876 :

« C'est bien à Pomponne-les-Bois,

Paradis de verdure,

Que nos chants mâles et grivois

Riront de la Censure.

Pour nous inspirer en ces lieux,

La légende friponne

Nous redira de nos aïeux

Le Curé de Pomponne. »

De mai 1878 jusqu’à novembre 1881 parait la revue mensuelle puis bimensuelle puis hebdomadaire La Chanson qui donne quantité d’informations sur les goguettes et leurs activités.
Le 4 juillet 1878 Jules Jouy inaugure sa propre goguette : Le Rire gaulois. Elle est essentiellement composée de membres de la Lice chansonnière dont il est à présent adhérent.
La même année en Belgique, dans la ville de Verviers, né le Caveau Verviétois. Il compte dix membres fondateurs.

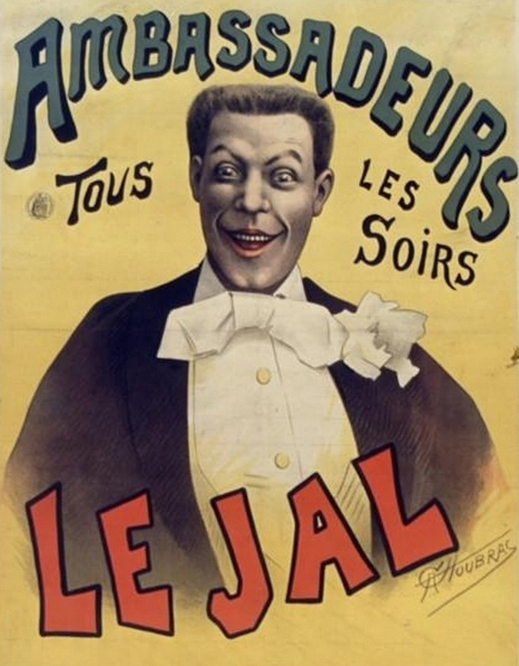
Affiche de Choubrac pour Victor Lejal, qui commence par chanter dès 16 ans, en 1879, dans des goguettes parisiennes.

En 1879, le jeune Victor Lejal, âgé de seize ans, commence à chanter dans diverses goguettes parisiennes. Quatre ans plus tard, il abandonne l'imprimerie et commence une carrière de chanteur professionnel. Elle l'amène notamment à créer au Caveau des Innocents, à Paris, en 1898, la célèbre Marche des Cambrioleurs.
En 1880, est créée par un certain M. Orange une salle de Concerts des Sociétés lyriques, à Paris, 23, rue du Faubourg-du-Temple. Autour de celle-ci le journal La Chanson propulse son projet de regrouper les goguettes, qui apparaissent ici sous leur appellation de « Sociétés lyriques » :
Nous félicitons M. Orange pour l’excellente idée qu’il est en train de réaliser. Grâce à lui, les Sociétés lyriques de Paris posséderont bientôt un CERCLE digne d’elles et le grand problème de la Fédération des Sociétés lyriques se trouvera près d’être résolu.
(…)
Maintenant, c’est aux Sociétés lyriques à aider de tous leurs moyens les efforts de M. Orange et à se grouper le plus tôt possible autour du Comité d’Union. Une circulaire sera prochainement adressée à chaque Président et les adhésions seront reçues tous les jours au siège du Comité, 23, faubourg du Temple. Plus leur nombre sera grand, plus grand sera le succès.
La Chanson qui est un journal très orienté politiquement cherche ici à rassembler et diriger les goguettes pour en faire une force d’appoint au parti républicain qu’elle défend à longueur de colonnes. Alors que les goguettes ont toujours été indépendantes politiquement et organisationnellement.
Il n’a jamais existé de « grand problème de la Fédération des Sociétés lyriques ». Aucun goguettier n’en a parlé et ils ne se seraient pas gênés de le faire, car ils n’avaient pas leur langue dans leur poche. Ce « grand problème » a été inventé par La Chanson pour des raisons politiques.
En 1880, le 14 juillet est adopté comme Fête nationale française, avec inauguration à Paris de la statue de la République sur la place du Château d’eau rebaptisée place de la République. À cette occasion, La Chanson sort le 10 juillet un numéro à couverture tricolore consacré à des chansons choisies, voire écrites pour la circonstance, comme Le Quatorze Juillet d’Eugène Imbert.
Le 6 avril 1881, la Lice chansonnière fête joyeusement son cinquantenaire avec un banquet de 143 couverts. Les convives sont tous masculins, chantent et improvisent des chansons. Eugène Baillet, qui préside, chante Le Rondeau de la Lice chansonnière qu'il a composé pour cette occasion. La fête est clôturée par une tombola.
Le 24 avril 1881, La Presse rapporte qu'un concours de goguettes est organisé à la mairie du 4e arrondissement de Paris. Il y a deux jurys, un pour la romance, l'autre pour la chansonnette. Ce dernier est présidé par le célèbre comédien et chanteur parisien Jean Berthelier qui a lui-même participé quelquefois à la goguette du Pot-au-Feu. L'annonce du concours, très racoleuse, prétend qu'il a pour origine un défi lancé entre toutes les goguettes de Paris, leurs « membres influents » venant y participer. Elle évite soigneusement d'indiquer précisément qui sont les organisateurs et les buts qu'ils poursuivent, très probablement plus proches de la manipulation politique que de la distraction.
En 1883, à Saint-Étienne, le poète patoisant Jacques Vacher fonde le Caveau stéphanois ou Caveau de Saint-Étienne.
En septembre de la même année, Jules Jouy fonde le banquet-goguette La Soupe et le Bœuf qui se réunit à Montmartre, au Cabaret des assassins. En juin 1885 il préside La Goguette moderne.
Également en 1885, à Paris, la délégation de la goguette des Béni-Bouffe-Toujours participe de façon remarquée aux obsèques de Victor Hugo.

### Goguettiers 1876
Le dimanche 20 août 1876, le goguettier parisien Jules Échalié convie ses amis goguettiers avec leurs épouses à une mémorable partie de campagne festive à Pomponne-les-Bois close par un feu d'artifice et une retraite aux flambeaux. Un livre illustré avec photo d'une centaine de pages tiré à cent exemplaires immortalise l'événement. Le goguettier Ernest Chebroux publie à cette occasion sa caricature ainsi que celles de neuf de ses amis.

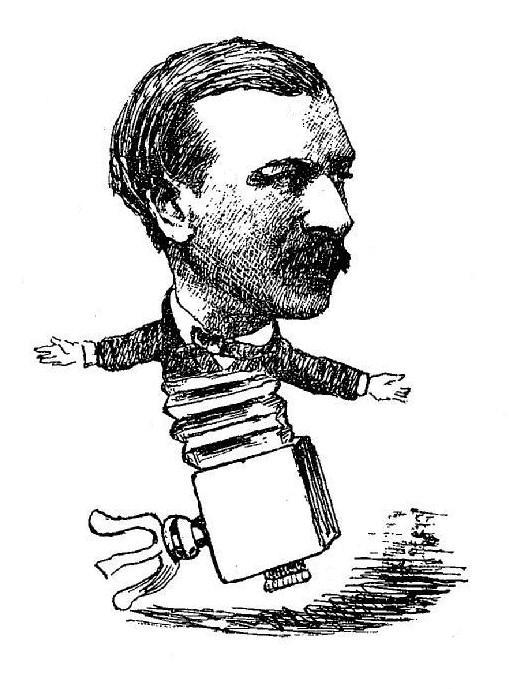
Eugène Baillet
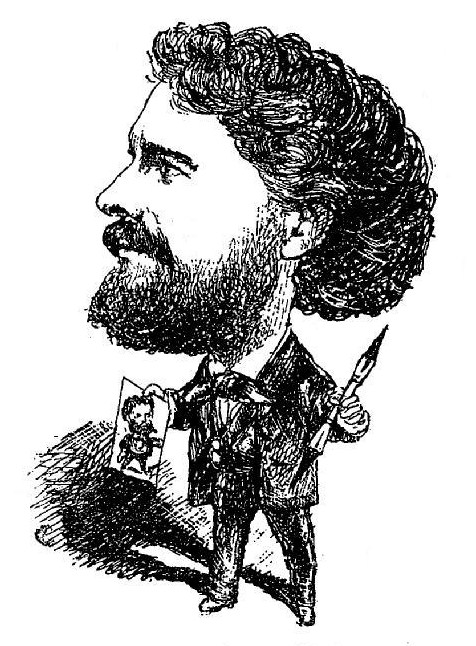
Ernest Chebroux
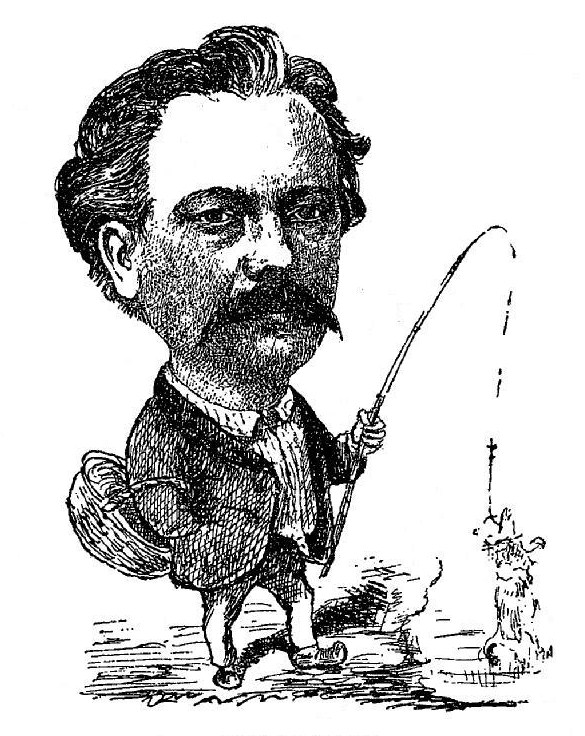
Ernest Dubois
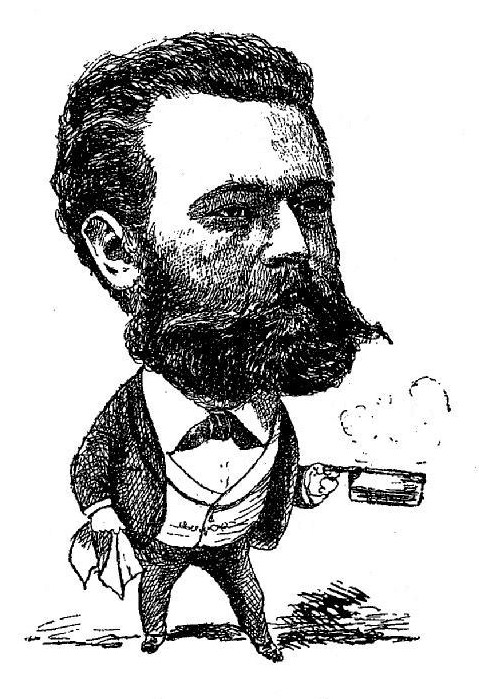
Jules Échalié
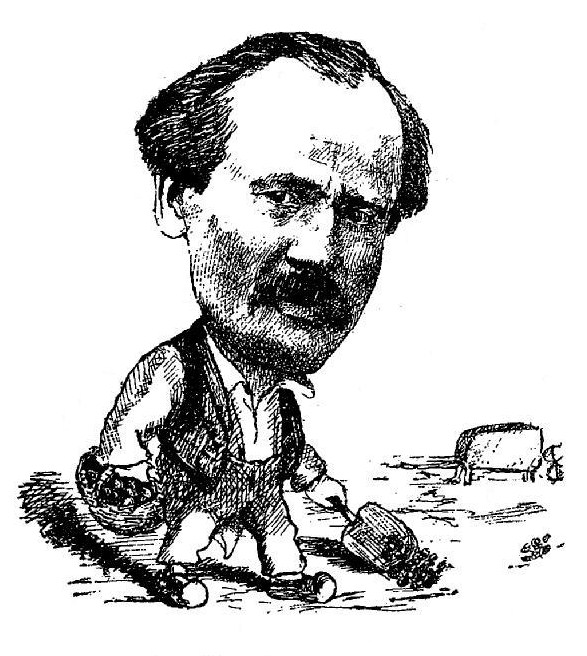
Jules Jeannin
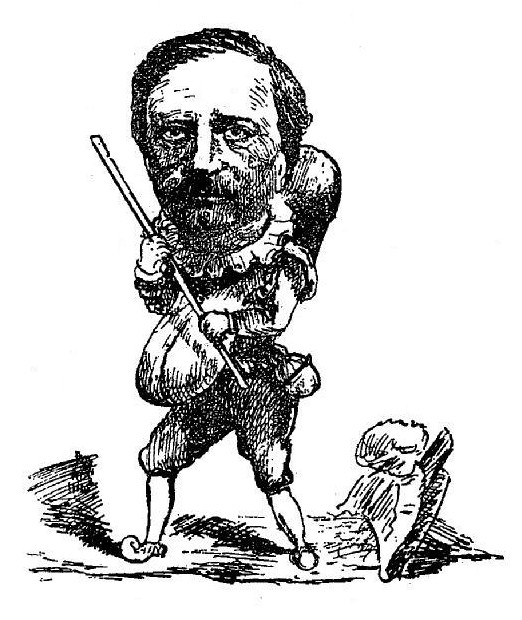
Joseph Landragin
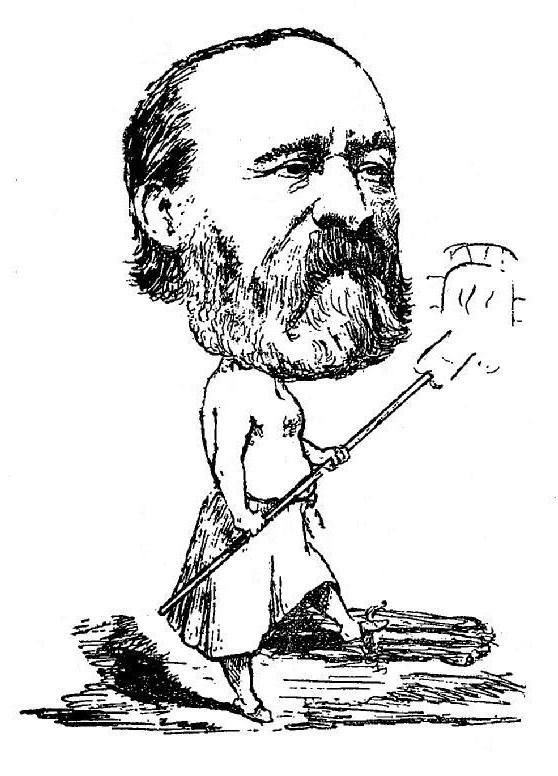
Hippolyte Leboullenger
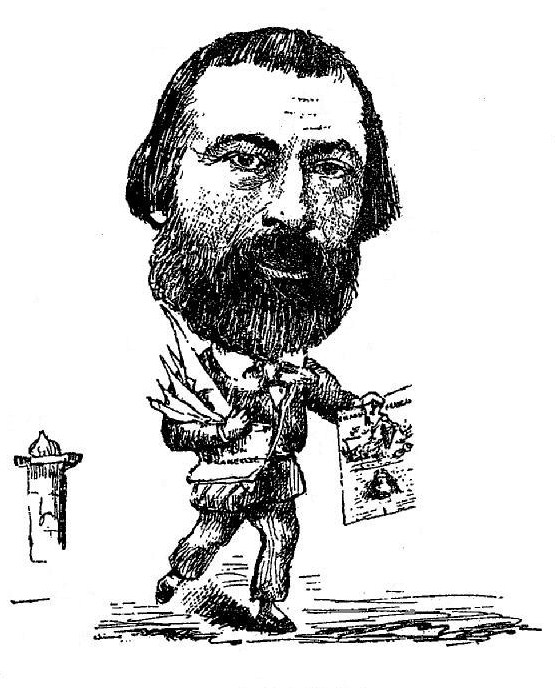
Alfred Leconte
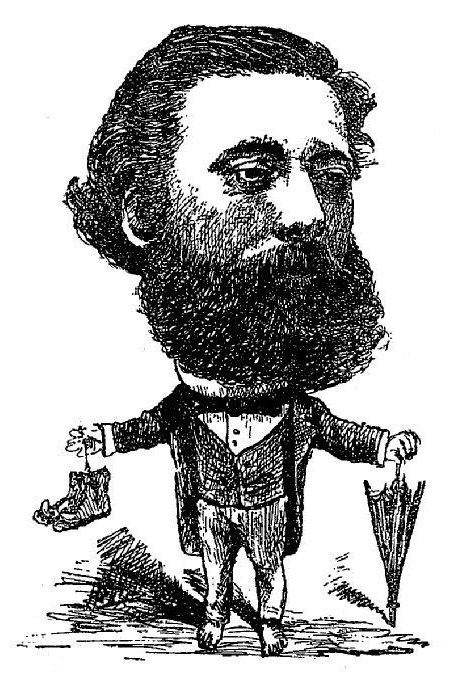
Henri Rubois
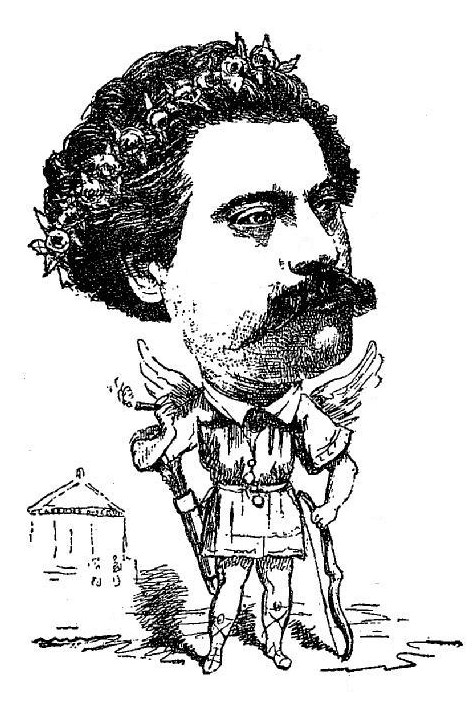
Hippolyte Ryon

### De 1880 à nos jours

#### Les sociétés bigotphoniques
En 1881, le Français et Parisien Romain Bigot invente le bigotphone.
Cet instrument de musique au maniement simple et sonore, il suffit pour en jouer de chanter dedans, est vite adopté par les goguettiers.
En 1885, à l’initiative de Bigot, est créée la première fanfare bigophonique : la Société dite des Bigotphones. Un an plus tard, quelques typographes de la rue Vieille-du-Temple fondent la Société des Typo-Cartophones. Des dizaines d’autres sociétés aux noms pittoresques suivent bientôt : la Fanfare excentrique, les Bigotphonistes Rigolos, les Zingophonistes, la Bamboche, les Altérés, la Gaudriole, les Rigolos de Cayenne, etc.
Les goguettiers vont fonder des centaines de fanfares de bigotphones accompagnés chacune de grosse caisse et cymbales, qui participent au Carnaval de Paris et à quantité d’autres rassemblements et concours en France et en Belgique.

#### La Lice chansonnière et l’Internationale (1883)

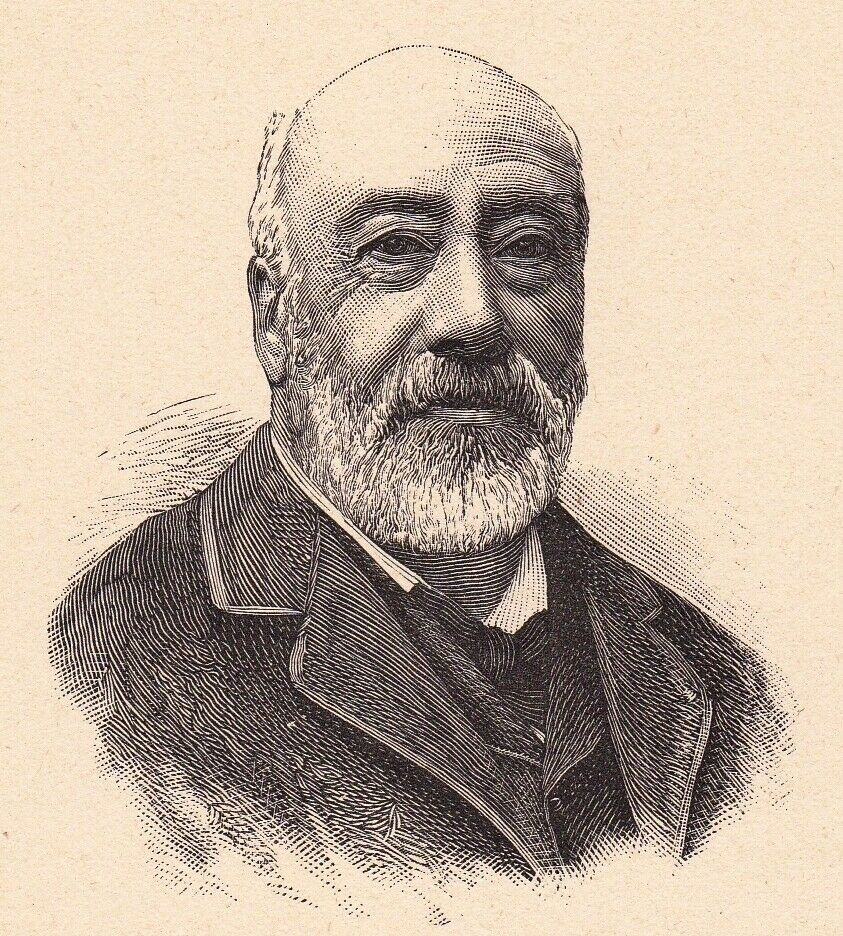
Gustave Nadaud.

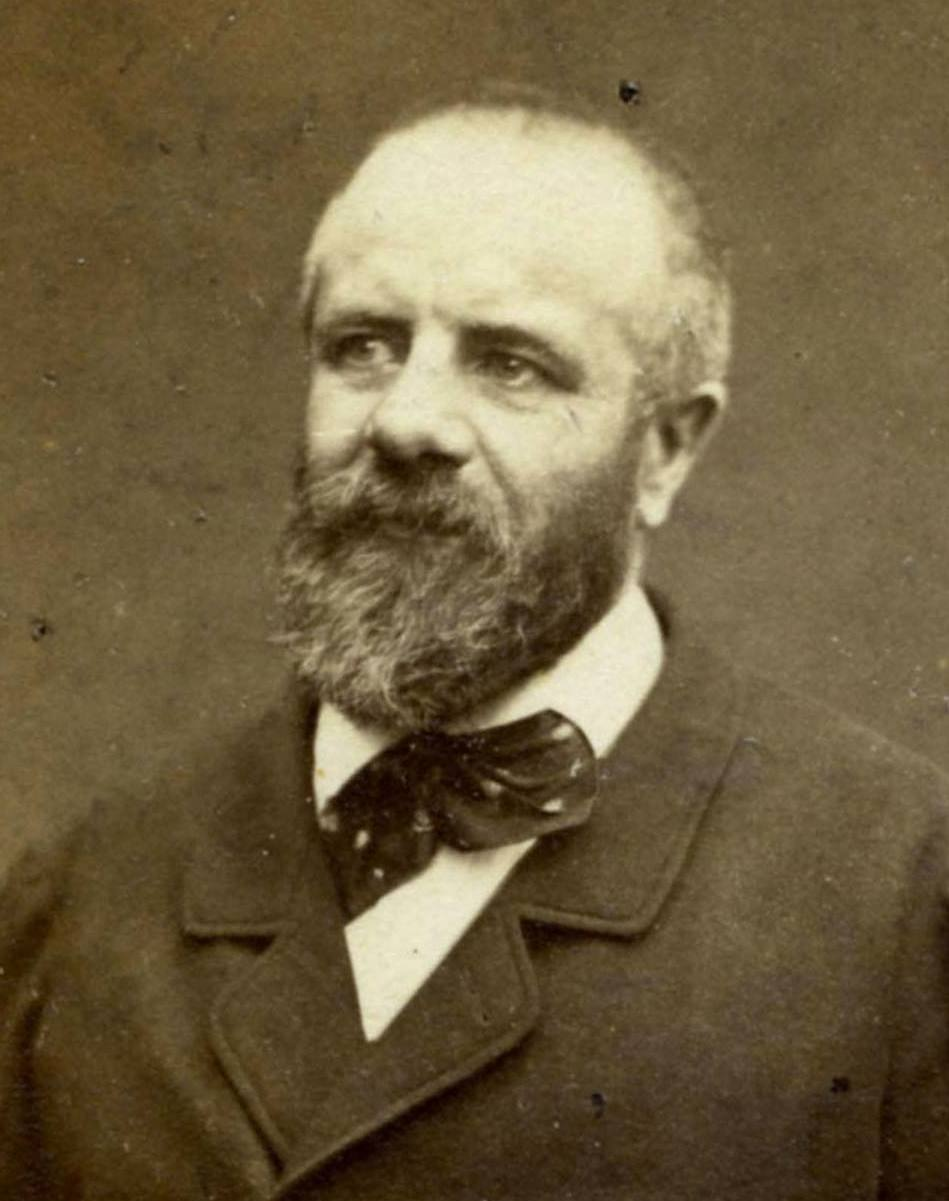
Eugène Pottier.

En 1883, Eugène Pottier présente une chanson au concours de la Lice chansonnière et remporte la médaille d’argent.
Comme le raconte Paulus dans ses mémoires, Pottier retrouve à cette occasion le chansonnier Gustave Nadaud, qui l’a croisé en 1848, et à qui il a alors fait une forte impression :

« Pierre Dupont avait beaucoup fréquenté les goguettes y chantant toutes ses belles chansons. Gustave Nadaud aussi, et il a conté cette anecdote.
Un soir, les deux grands chansonniers se trouvaient dans un petit restaurant, suffisamment borgne, de la rue Basse-du-Rempart, où l’on se réunissait pour y être à l’aise, à l’abri des oreilles policières.
C’était en 1848. À tour de rôle on chanta. Un des assistants venait de dire la sienne. Le souffle ardent qui animait cette chanson et la beauté des vers surprirent Nadaud qui demanda à Pierre Dupont qui était cet homme.
L’auteur des Sapins répondit :
« Ça ?… c’est Pottier. C’est un qui nous dégote tous les deux ! »
La soirée prit fin ; on se sépara. Pendant trente-cinq ans, Gustave Nadaud demanda vainement à tous les échos l’auteur de la Propagande des chansons. C’était le titre de l’œuvre chantée, rue Basse-du-Rempart. Un hasard, un concours à la Lice chansonnière, lui fit retrouver ce Pottier, vieux, courbé, misérable.
Nadaud demanda au bonhomme ce qu’il pouvait faire pour lui. Pottier n’avait qu’un désir, c’était de voir ses chansons imprimées. Nadaud fit les frais d’impression du volume.
Et voilà comment Eugène Pottier, le révolutionnaire, le membre de la Commune, dut au réactionnaire Gustave Nadaud de voir ses œuvres sauvées de l’oubli.
Et on sait qu’Eugène Pottier est l’auteur de l'Internationale !
Voilà un bel exemple de confraternité littéraire. »

Grâce à ces retrouvailles, une cinquantaine de chansons de Pottier sont publiées pour la première fois en 1884, et sauvées de l’oubli par Nadaud qui admire beaucoup le talent poétique de Pottier tout en étant très loin de partager ses opinions politiques.
Nadaud qui a financé l’impression du recueil de Pottier termine sa préface élogieuse par un distique :

« La politique nous sépare

Et la chanson nous réunit. »

L’initiative de Nadaud en faveur de Pottier incite ses amis politiques à publier en 1887 ses Chants révolutionnaires avec une préface de Henri Rochefort.
Sans Nadaud et la Lice chansonnière nous ne connaîtrions ni l’Internationale ni les autres œuvres de Pottier.
Suivant la tradition goguettière, L’Internationale de Pottier est à l’origine une chanson nouvelle à chanter sur un air connu. Ici La Marseillaise, air qui a été utilisé pour quantité de chants revendicatifs et révolutionnaires.

#### De la fin duXIXesiècleà nos jours

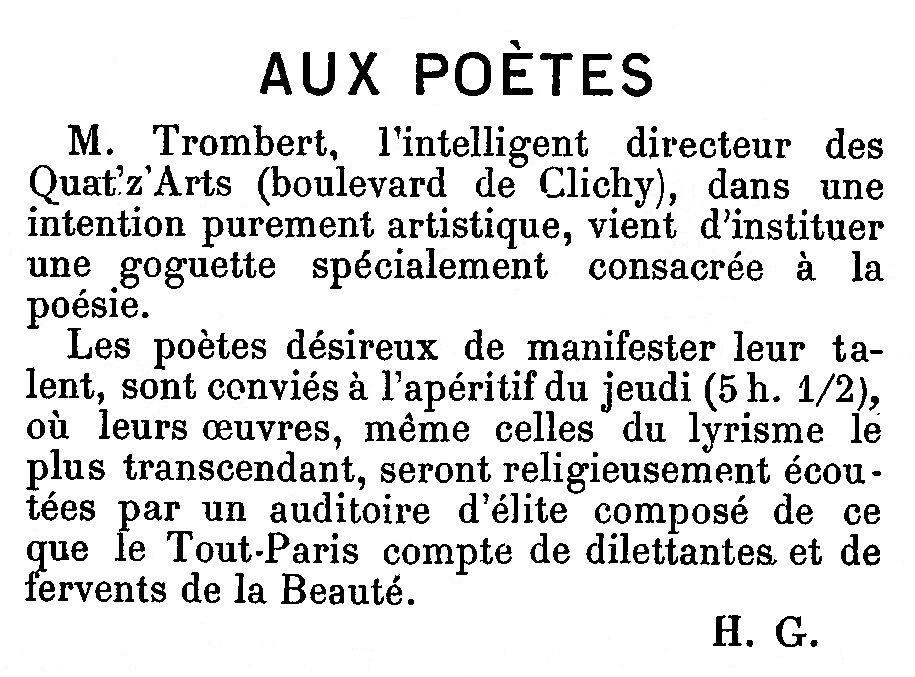
Naissance d'une goguette parisienne consacrée à la poésie annoncée par Le Courrier français, 4 janvier 1906.

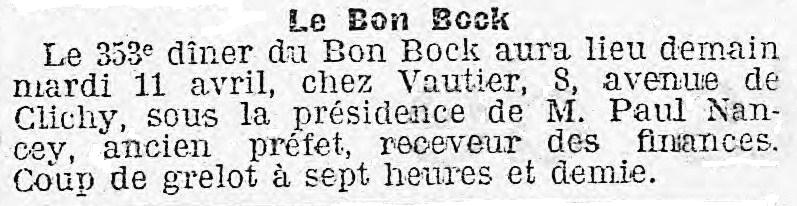
Réunion de la goguette parisienne du Bon Bock annoncée par La Presse, 11 avril 1911.

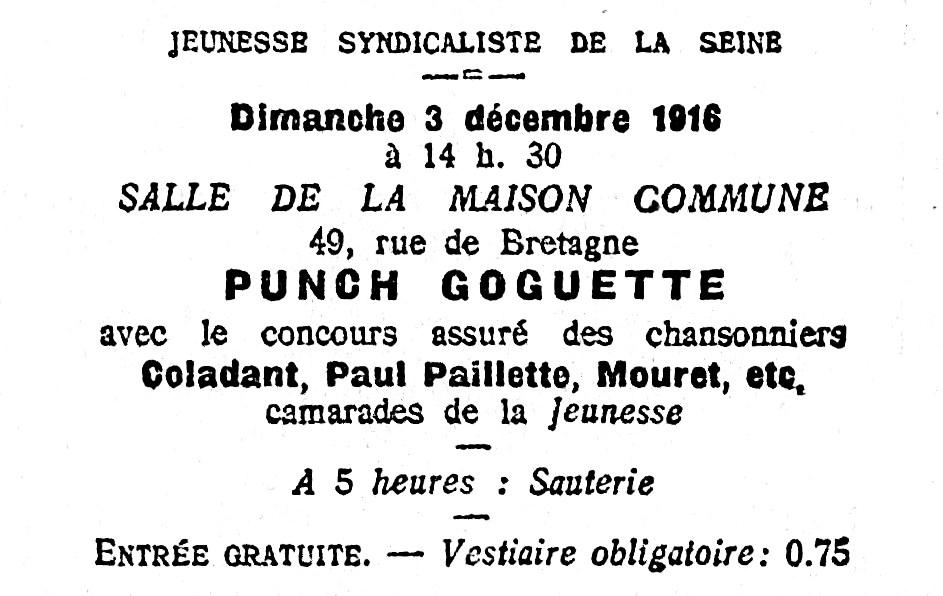
Invitation reproduite dans Le Gaulois, 27 novembre 1916.

Le 2 février 1884, Pierre Véron écrit dans Le Monde illustré :
La guerre survint (la guerre franco-prussienne de 1870). Je croyais, je le répète, qu'elle avait fait taire pour toujours les goguettes d'autrefois. Je m'étais trompé ; tant mieux ! Tant mieux, car ce sont des réunions de bonne et franche camaraderie. Tout ce qu'on y débite — consommation ou poésie — n'est pas de première qualité. Mais il s'y révèle souvent des talents véritables. Et puis, quand bien même ! Ces agapes chansonnières n'auraient-elles pas le mérite suffisant de créer des liens de sympathique intimité et de donner raison aux vers de Béranger :
Les cœurs sont bien près de s'entendre
Quand les voix ont fraternisé.
Fin 1887, Camille Lemonnier écrit, parlant des mineurs du Borinage qu'il juge « incultes et sauvages » : « le peu d'argent qu'ils gagnent s'en va à des dépenses inconsidérées, à des plaisirs de cabaret, à des goguettes de bastringue, aux émotions du jeu, »... Le discours critique sur l'ouvrier gaspilleur qui s'amuse et boit au lieu d'épargner est un classique dans les ouvrages paternalistes du XIXe siècle qui se penchent sur le peuple en donnant des conseils pour qu'il « s'améliore », sans sortir de sa condition. Cependant, ce qui est intéressant ici, c'est d'apprendre l'existence de goguettes très vivantes chez les mineurs borains de l'époque.
En mai 1888 est créé le quatrième Caveau lyonnais. Le Parisien Gustave Nadaud, à l’origine de cette création, en est fait président d’honneur.
En 1889, Henri Avenel écrit :
En résumé, il n’y a donc à Paris que deux sociétés chantantes : la Lice chansonnière et le Caveau.
Des goguettes nouvelles, nous n’en parlons pas, il y en a par centaines.
Ici est fait une différence entre les deux « sociétés chantantes » dont sont donnés les noms et les « goguettes » qui sont des centaines et dont on n’indique pas les noms. Une goguette est une société chantante. Elle est composée le plus souvent de gens du peuple. Serait-ce la raison de cette manière de traiter les goguettes ?
En 1890, Eugène Baillet écrit à propos de l’illustre goguettier Charles Gille :

« Les cent cinquante chansons de Charles Gille sont disséminées dans des publications oubliées ou des feuilles volantes ; je les ai toutes retrouvées et réunies en un volume manuscrit. Il y a là une œuvre qui compte dans l’histoire littéraire et philosophique du XIXe siècle et qu’il faut sauver de l’oubli. »

Eugène Baillet ne réalise pas son projet de publication de l’ensemble des chansons de Charles Gille.
Le 31 janvier 1892 Jules Jouy préside la première réunion de la Goguette du Chat Noir qui se tient dans le célèbre cabaret montmartrois Le Chat noir.
La même année un quatrain, épitaphe du célèbre goguettier lillois Alexandre Desrousseaux, est rédigé par le goguettier parisien Gustave Nadaud. Il figure sur la tombe de l’auteur du P’tit Quinquin au cimetière de l’Est de Lille sous un médaillon illustrant sa célèbre chanson.
En 1894, un goguettier membre de la quatrième société du Caveau, Jules Montariol, laisse par testament la somme importante de 10 000 francs à l’Académie française. À charge pour elle de décerner chaque année un prix Montariol de 500 francs récompensant la meilleure chanson.
Après l’avoir décerné une première fois pour 1895, l’Académie française renonce à poursuivre. Pourtant 900 chansons lui sont parvenues pour la seconde édition. Elle restitue l’argent aux héritiers de Montariol, et liquide le prix.
En 1896, Georges Courteline, Paul Delmet, Millanvoye et Albert Michaut créent à Paris la goguette du Cornet. Son nom fait référence au cornet à dés. Ses membres s’appellent entre eux les Cornettistes. Ce sont des notables, hommes de lettres et artistes.
En 1896-1897, la renaissance subventionnée et grandiose de la Promenade du Bœuf Gras après vingt-cinq années d’interruption suscite l’envie des goguettiers montmartrois. Ils décident de s’affirmer en répondant au Bœuf Gras avec le cortège de la Vache enragée, la Vachalcade. Mais, comme pour le Bœuf Gras 1896 ou 1897, ils veulent faire grand, avec de l’argent. Après deux éditions successives de la Vachalcade, c’est une catastrophe financière, en dépit du talent artistique des organisateurs. Pour combler le déficit, est organisée en 1897 une fête au Moulin Rouge : la fête du Déficit. Elle est très grande, belle, joyeuse et réussie, mais creuse encore plus le déficit. Solness, dans un éditorial du journal Le Matin, intitulé À Montmartre, analyse les raisons de la déroute des talentueux montmartrois :
… Des fournisseurs impayés autant qu’impitoyables se vantaient de prochainement traîner devant les tribunaux les plus compétents les personnages notoires qui avaient donné leur patronage à cette panathénée de la place Blanche. Les assignations visant MM. Puvis de Chavannes, Alphonse Humbert, Willette, Pelez, Xanrof, etc. étaient déjà libellées, prêtes à être lancées.
L’idée vint alors aux sous-organisateurs de recueillir les 13 ou 14,000 francs formant la dette de la fête printanière en plein air par une fête hivernale dans un local couvert, qui serait certainement plus fructueuse. On se mit à l’œuvre, et, jeudi dernier, la fête dite du Déficit, au Moulin-Rouge, convia le Tout-Paris chez le Tout-Montmartre.
La redoute a été fort brillante, suffisamment gaie. Les costumes abondaient. On se marchait fortement sur les orteils dans les allées. … La foule était dense devant les tréteaux artistiques, mais non productive. On échangeait un mot, un salut avec les camarades reconnus sous le costume et on écoutait le boniment, on applaudissait à la verve des pitres volontaires, on rendait hommage à l’ingéniosité des décorateurs, des impresarii, des organisateurs, mais l’on passait sans prendre son billet. De ces entre-sort montmartrois, personne ne sortait, personne n’y entrait. La fête du Déficit, a donc manqué son but. Son titre est devenu un pléonasme fâcheux. Il y a récidive de la dèche, et la redoute du Moulin-Rouge consomme la déconfiture des patrons de la Vachalcade. Puvis de Chavannes et consorts, préparez-vous à recevoir la visite de l’officier ministériel parlant à la personne de votre concierge, ainsi déclarée. … Les billets de faveur formaient un gros public, mais une recette maigre. Ni les attractions ni le contrôle ne pouvaient profiter de l’affluence de ces habitués, de ces camarades. Ça manquait complètement de clients sérieux.
Mais voici le défaut, le danger : À l’origine, tous ces chansonniers, tous ces poètes, tous ces musiciens étaient des amateurs, des camarades se faisant entendre devant d’autres camarades à la bonne franquette. Chacun, comme à la goguette de nos pères, poussait la sienne... Un public curieux et joyeux grimpait la côte pour les connaître. On ne pouvait les entendre que chez eux. Depuis, ces amateurs, ces chanteurs sans prétention, qui se mettaient au piano pour leur plaisir et celui de leurs amis, se sont faits professionnels. Ils ont été palper des cachets dans les cafés-concerts, à côté de tristes farceurs narrant les mésaventures d’un jouvenceau champêtre égaré dans Paris ou célébrant les charmes d’une grosse Julie ou d’une Adèle qui est blonde, qui est ronde, avec des yeux folichons. Comme on pouvait les applaudir sur ces scènes vulgaires, on s’est dispensé, dans les quartiers bas, de l’ascension de la Butte. Une autre clientèle, l’élégante, l’opulente, a fait mieux : elle a commandé à domicile les chanteurs en veston. Ils sont venus, au dessert, dans les hôtels somptueux, à la suite de Potel et Chabot. Ils ont fait partie du menu traditionnel. Comme ils se gardaient bien d’endosser l’habit noir, tenue réglementaire des chanteurs aux soirées, et qu’ils débagoulaient, avec timidité, quelques vocables risqués, on a eu, dans le monde, la parfaite illusion des cabarets où, auparavant, il fallait se transporter de sa personne. …
… les établissements de Montmartre et de sa banlieue ont voulu rivaliser avec les théâtres et ont dénaturé le caractère et l’esprit de la Butte.
L’insuccès de la Vachalcade et de la fête du Déficit sont un avertissement. La faillite de Montmartre n’est pas encore déclarée, mais le dépôt du bilan est proche. La Chanson était la poule aux œufs d’or. Imprudents et avides cabaretiers, chansonniers étourdis, paresseux et prodigues de vos talents, vous avez éventré la poule et gaspillé le trésor.
Pour organiser une fête, deux conceptions fondamentales s’affrontent : l’argent ou la goguette. La renonciation à l’esprit de la goguette au bénéfice d’une organisation reposant sur l’argent conduit la Vachalcade à l’échec. Après 1897, la fête, qui avait vocation de se pérenniser, disparaît.
Le 18 janvier 1898, dans Le Petit Parisien, paraît un article éditorial de Jean Frollo Paris qui chante. Il insiste sur la bonne santé des goguettes :
Le culte de la chanson est plus vivant chez nous qu’il ne l’a jamais été, et j’en trouve la preuve dans le nombre extraordinaire de Sociétés chantantes qui se sont créées en ces dernières années. Elles sont légion, ces Sociétés ; elles pullulent ; on peut presque dire que chaque rue de Paris a sa Société lyrique où se chantent devant un auditoire d’amis la chanson en vogue, le couplet patriotique ou satirique, la romance sentimentale qui étreint les cœurs, la chansonnette parisienne, qu’illuminent parfois de si vifs éclairs de gaieté gauloise.
Il estime qu’à l’époque, à Paris et dans sa banlieue, existent au moins une trentaine de sociétés bigotphoniques, goguettes utilisant des bigotphones. Ces sociétés interviennent directement dans le Carnaval de Paris.
Il cite les noms de 95 goguettes, dont 9 sociétés bigotphoniques. Il précise qu’il est loin de mentionner toutes les goguettes existantes.
Le Figaro écrit le 16 août 1898 : « Paris ne compte pas moins de quatre cents fanfares bigotphones d’au moins vingt exécutants chacune, et c’est par milliers qu’elles pullulent en province, dans le Midi surtout. »
Le 59e volume de la Lice chansonnière paraît en 1900.
En 1901, est fondée à Paris la goguette révolutionnaire de la Muse rouge.
Et au lendemain du Mardi Gras, un quotidien parisien nous confirme que les goguettes parisiennes existent alors et sont nombreuses.

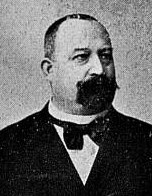
Hubert Combe, Président de la quatrième société du Caveau en 1904.

Et aussi que ces sociétés lyriques s’impliquent activement dans le Carnaval de Paris :
Chez divers loueurs de costumes interviewés, on ne se plaint pas trop.
– Sans doute nous déclare l’un d’eux, ce n’est plus comme il y a dix ans. On se déguise beaucoup moins. On ne sait plus s’amuser. Et puis les confetti nous ont porté un coup terrible.
Mais nous avons une fiche de consolation. Il y a de nombreux bals parés et travestis, organisés par des sociétés lyriques, et pour l’honneur desquels on a recours à nos bons offices.
La même année, en s’inspirant des goguettes, Charles Bouvet crée à Paris un cabaret appelé à devenir célèbre et qui existe toujours : le Caveau de la République. Situé au début du boulevard Saint-Martin et pratiquement place de la République son nom fait bien sûr référence à la Société du Caveau.
Toujours en 1901 est adoptée en France la loi sur les associations. Dans la pratique, bien que ce ne soit pas légalement obligatoire, un très grand nombre d’associations déclarées adopteront la structure de direction traditionnelle des goguettes, formée d’un président, un trésorier, un secrétaire.
Le 17 septembre 1902, Louis Besse, dans La Presse, parle avec condescendance et mépris de la goguette qui, selon lui, « agonise » :
La Chanson a quatre moyens de s’exprimer : la goguette, le concert, le cabaret, la rue.
La goguette agonise. Elle fut toujours restreinte, quelconque, insuffisante. On y chanta d’excellentes choses, mais on n’en pouvait chasser les ennuyeux. On y venait aussi pour boire. Le bruit des verres est un accompagnement parfois déplacé. La goguette est, en tous cas, d’un autre âge. Même démocratique, elle spécialisait trop son genre et limitait le nombre de ses invités à un nombre forcément dérisoire. Le grand public ignore, est obligé d’ignorer, les excellentes chansons de la goguette. Cette seule raison tempère la grande sympathie que je voudrais avoir à son égard.
Ce n’est pas du tout le même son de cloche chez Jean Frollo, qui écrit dans Le Petit Parisien le 1er avril de la même année :
Eh non ! Elle n’est pas morte, la vieille chanson. La France, sa patrie, possède le plus riche patrimoine de strophes et de couplets qui se puisse rêver et qui a ses conservatoires naturels dans les milliers de sociétés chantantes, répandues partout sur son sol, jusque dans les hameaux les plus reculés. À Paris, il y en a des centaines et il n’est pas de quartier qui n’en compte plusieurs.
Des milliers de goguettes avec des dizaines de milliers de goguettiers dont aujourd’hui autant dire aucun livre ou article ne parlent, comme si elles n’avaient jamais existé.
En 1906 est annoncé la création au cabaret parisien des Quat'z'Arts d'une goguette consacrée à la poésie. Le Courrier français du 4 janvier écrit à ce propos, s'adressant « Aux poètes » :
M. Trombert, l'intelligent directeur des Quat'z'Arts (boulevard de Clichy), dans une intention purement artistique, vient d'instituer une goguette spécialement consacrée à la poésie.
Les poètes désireux de manifester leur talent, sont conviés à l'apéritif du jeudi (5 h. 1/2), où leurs œuvres, même celles du lyrisme le plus transcendant, seront religieusement écoutées par un auditoire d'élite composé de ce que le Tout-Paris compte de dilettantes, et de fervents de la Beauté.
Le 2 janvier 1910, Lénine, qui vit à Paris, écrit à sa sœur Maria : «... Aujourd’hui même je compte aller dans un cabaret, pour une goguette révolutionnaire avec des chansonniers ». Celle-ci a lieu à la Maison commune du 3e arrondissement, 49 rue de Bretagne. Il s’agit de la goguette de la Muse rouge. Très politisée, elle édite une publication : La Muse Rouge revue de propagande révolutionnaire par les arts.

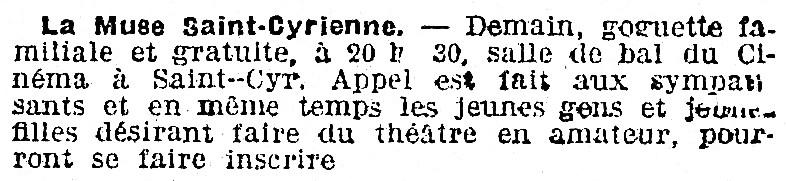

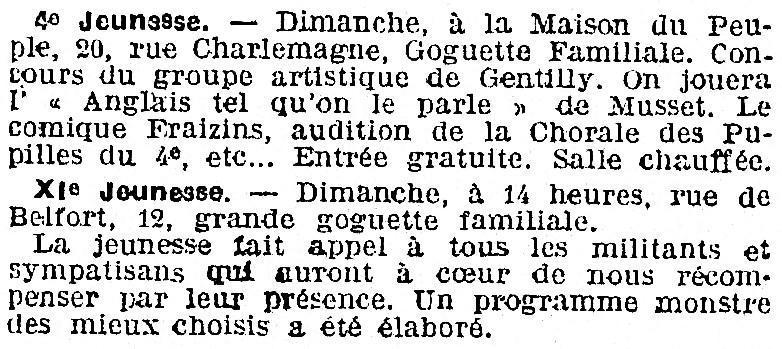
Annonces de réunions de goguettes dans L’Humanité du 1er décembre 1922. Deux d’entre elles ne portent pas de nom et sont annoncées simplement comme des goguettes familiales.

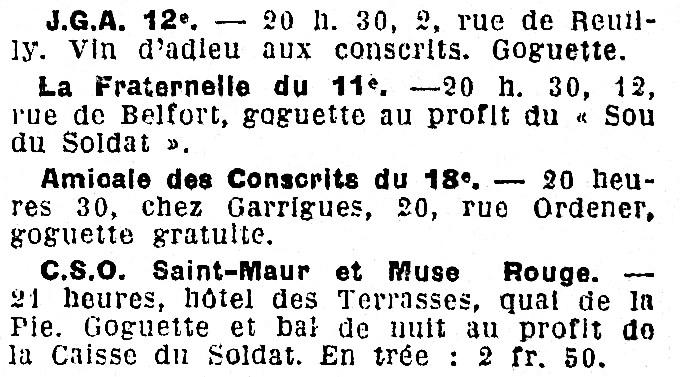
Parmi d'autres annonces de goguettes, l'annonce d'une goguette avec la Muse Rouge, dans L’Humanité du 29 octobre 1927.

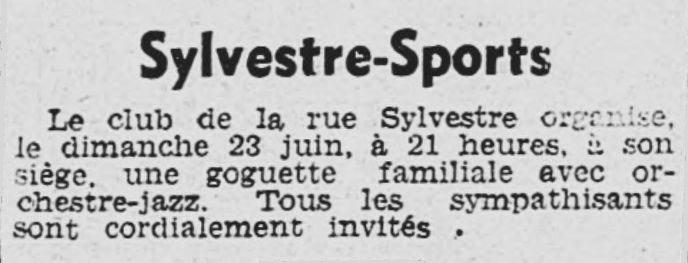
Une goguette à Marseille le 23 juin 1935, annonce parue dans le quotidien communiste régional Rouge-Midi.

Le 30 janvier 1910, Léonce Grasilier écrit dans L'Intermédiaire des chercheurs et curieux :
L'histoire de la goguette, en France, n'a jamais été écrite c'est dommage, il y aurait là, pour l'histoire politique et l'histoire des mœurs, de bien curieux chapitres à recueillir.
Durant la Grande Guerre le Cornet poursuit ses activités, la Lice chansonnière les interrompt et la Muse rouge choisit de suspendre sa publication afin d’éviter de devoir la soumettre aux ciseaux de la censure.
Les deux animateurs de la Muse rouge disparaissent tués au front : Léon Israël en avril 1915 et en 1916 Maurice Doublier, Poète-Chansonnier et directeur de la goguette.
Le 3 décembre 1916, la Jeunesse syndicaliste de la Seine organisent un Punch Goguette à Paris, avec la participation de chansonniers Coladant, Paul Paillette, Mouret, etc.
La reprise des activités de la Lice chansonnière interrompues par la Grande Guerre est annoncée par La Presse du 17 février 1920.
En 1922 la Lice chansonnière atteint sa 91e année d’existence. L’annonce de son concours annuel de chansons inédites paraît dans La Presse.
La même année, à la fête de la Commune libre de Montmartre on danse au son du bigophone.
La Muse rouge continue à exister. Elle est dirigée de 1917 à 1926 par le chansonnier et militant anarchiste Clovis Poirier dit Clovys.
Robert Brécy écrit en 1990, parlant des chansons anarchistes, que certaines d’entre elles sont chantées entre les deux guerres « dans les goguettes populaires grâce, surtout, au groupe de chansonniers de la Muse rouge ».
Ce qui signifie qu’il existe des goguettes durant la période 1918-1939.
En 1927, on lit dans le catalogue d’un magasin parisien d’articles festifs :
Peu sont les communes qui n’ont point actuellement leur société de « Bigophonistes ».
Le mouvement des bigophones, mouvement musical de masses, partie prenante des goguettes, dure à grande échelle au moins jusqu’au début des années 1940.

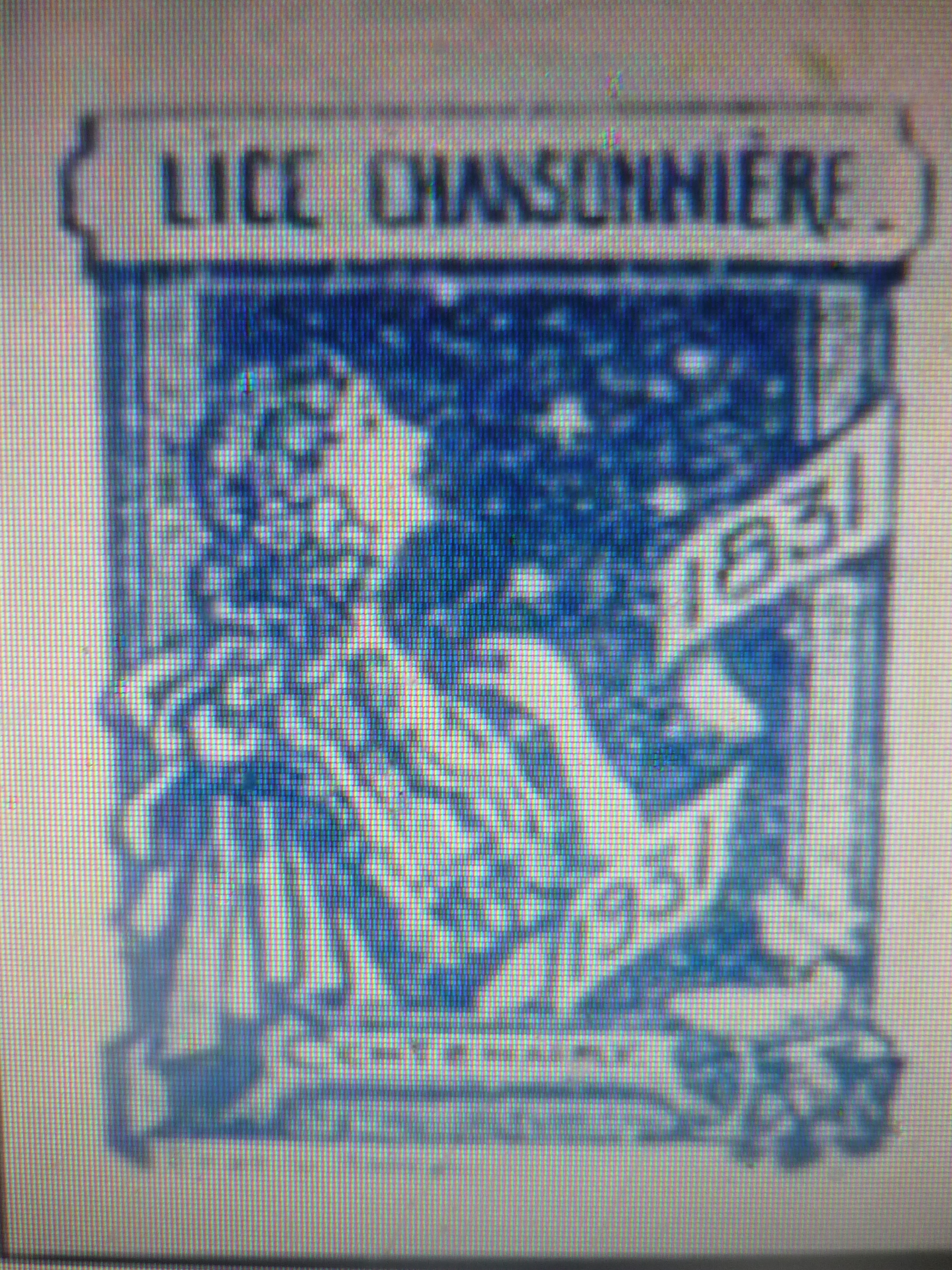
Ex-libris sorti en 1931 pour le centenaire de la Lice chansonnière.

Le dimanche 1er février 1931, la goguette de la Lice chansonnière célèbre son centième anniversaire par une banquet.
En février 1931, la Fédération bigotphonique de France déclare compter 1 500 sociétés avec 5 000 membres et s’apprête à fêter joyeusement le cinquantenaire de l’invention du bigotphone en 1881.
Dans les années 1930, on trouve des annonces de réunions de goguettes dans l'Humanité.
Il arrive que ces goguettes portent un nom, comme la Muse Saint-Cyrienne à Saint-Cyr ou la goguette enfantine des Enfants de Jaurès à Paris. Il arrive aussi qu’elles soient dépourvues de nom, ce qui pourrait signifier qu’il s’agit là d’activités ponctuelles et non de groupes fixes organisés.
Par exemple à l’occasion de la Fête nationale du 14 juillet 1932, on lit dans L’Humanité de la veille à la rubrique Contre la guerre et pour l’amnistie... SOUSCRIVEZ ET ASSISTEZ AUX FÊTES ET BALS ROUGES DU S. R. I. (le Secours rouge international ancêtre du Secours populaire français) aujourd’hui 13 juillet fêtes et bals rouges à :
... Saint-Germain. – Goguette, à 21 heures, à la Bourse du Travail, 39, rue de Mareuil. Allocution par Robert.
Neuilly-sur-Seine. – Grande goguette suivie de bal de nuit, à 21 heures, 51, boulevard d’Asnières (île de la Jatte). Allocution par Lhomme....
19e arrond. – Goguette, à 20 h. 30, salle du Pavillon des Soviets, 8, avenue Mathurin-Moreau. Allocution par Drumelle....
Dans les années 1920-1930, des goguettes, certaines organisées en sociétés bigophoniques, sont associées à l’activité propagandiste de la S.F.I.C. (Section française de l'Internationale communiste, nom que le parti communiste porte à l'époque en France).
Dès les années 1920, l'activité goguettière paraît être très largement intégrée à celle de la S.F.I.C. Par exemple, en 1925, dans les nouvelles des activités de ses « Rayons-Jeunesses », ses organisations de jeunesse, on voit dans L'Humanité, avec l'annonce de deux assemblées générales et deux grandes fêtes de propagande, annoncer :
– Le Rayon organise une goguette dimanche 29, à 20 h. 30, 12, rue de Belfort.
Autre exemple, dans la rubrique L’action de nos C.D.H. (Comités de diffuseurs de L’Humanité), parue dans L’Humanité du 14 juillet 1934 :
Le C.D.H. du Port Poissonniers a réorganisé sa direction, pris des dispositions pour trouver de nouveaux vendeurs et pour le recrutement. Une goguette sera également organisée sous peu.... Quant à l’organisation de la journée de demain, tout fait prévoir une affluence de travailleurs dans le quartier qui, en venant danser et se distraire au son de l’orchestre de bigophones viendront encore affirmer leur sympathie pour l' « Huma » et renforcer notre C.D.H.
Cet usage, ou cette récupération, selon l'avis où on se place, de la goguette et du bigophone par les communistes, a certainement nui à l'époque à la réputation de ces activités auprès de gens politiquement très hostiles à ce parti.
L’annonce d’un Festival de musique de bigophone à la Porte Clichy parue dans Le Matin le 7 août 1937 montre que les goguettes organisées en sociétés bigophoniques rassemblent toujours du monde et aiment se costumer :
Le comité d’initiative du 17e arrondissement organise, à la porte Clichy, pour ce soir, à 21 h. 30. et dimanche à 15 heures, un grand festival de musique de bigophone costumé auquel prendront part vingt-cinq musiques et plus de huit cents musiciens.
La Muse rouge disparait en 1939. Elle a compté dans ses rangs Eugène Bizeau et Léon Ozeranski dit Léo Noël joueur d’orgue de Barbarie bien connu.
La même année la quatrième Société du Caveau interrompt ses activités, après 105 ans d’existence, et 210 ans après la naissance de la première société de ce nom. En revanche, le Cornet continue à fonctionner durant les années de guerre.
En 1941, la statue de Béranger, qui avait été élevée square du Temple par une souscription organisée par le journal La Chanson est détruite par ordre du gouvernement. Officiellement, elle est fondue avec d’autres statues pour récupérer des matériaux ; en fait, pour alimenter en bronze d’art l’atelier du sculpteur allemand Arno Breker, qui en a besoin pour son grand monument à la victoire du Troisième Reich auquel il travaille. Ce monument nazi inachevé est détruit par l’Armée rouge à son arrivée à l’atelier d’Arno Breker en 1945.
Toujours en 1941, André Cœuroy, dans son ouvrage La musique et le peuple en France. au nom de la morale condamne sans appel les goguettes, initiatrices selon-lui de la décadence de la chanson et la musique populaires françaises :
La décadence de la chanson et de la musique populaires a marché de pair avec celle des mœurs, avec la perte de cette verve drue, de cette fierté rieuse qui étaient traditionnellement nôtres. L'offensive de l'individualisme a battu en brèche la chanson populaire, qui s'adresse à l'âme collective ; il lui a substitué la chanson satirique qui s'adresse à l'esprit critique. Grivoiseries des goguettes, chansons de genre des cafés-concert, romances plus ou moins sentimentales et bêtes, tels sont les échelons descendants. Et nous arrivons aux airs à la mode d'aujourd'hui que le phonographe, la radio, le cinéma vulgarisent. De populaires, les couplets deviennent populaciers, ou prétentieux.
Commentant ce livre, La Croix écrit :
Je me suis contenté de brèves plongées, çà et là, dans le livre de M. André Cœuroy. J'espère qu'elles suffiront à donner aux musiciens, aux éducateurs et même au public l'envie d'aller plus au fond. Dans la rénovation nationale en cours, une restauration musicale a sa place qui peut être désirée privilégiée.
Après beaucoup d'autres, M. André Cœuroy note que la musique, ou, pour mieux dire, le chant, est, en effet, hygiénique, moral et social.
Ces propos, autorisés par sa censure, reflètent certainement le point de vue des autorités officielles françaises de l'époque sur les goguettes.
Comme Jules Mahias en 1859, André Cœuroy en 1941 refuse de considérer le phénomène distractif populaire de masse des goguettes et ne parle de celles-ci qu'en critiquant le contenu de leurs chansons pour des raisons qu'il déclare morales et esthétiques. Dans un autre passage de son livre, Cœuroy, opposé au développement de la circulation moderne, condamne la pénétration de l'automobile dans les campagnes, cause selon lui de recul de la chanson vivante et populaire.

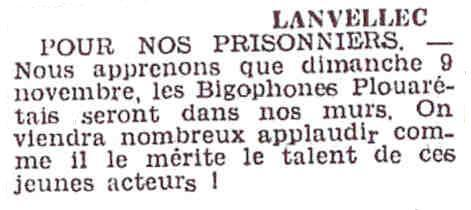
L'Ouest-Éclair, 5 novembre 1941.

L'activité goguettière ne s'interrompt pas complètement durant la guerre. Par exemple, la société des Bigotphones Plouarétais à Plouaret donne le 9 novembre 1941 à Lanvellec un concert au bénéfice des prisonniers.
Le 8 janvier 1945, Antonin Lugnier, président de la quatrième société du Caveau depuis 1924, meurt à Montmartre. Il n’a pas de successeur. La paix revenue, la société ne reprend pas ses activités.
Dans les années 1940, des goguettes existent à Paris. Comme on le voit en lisant Robert Brécy. Il écrit, parlant de deux anciens de la goguette de la Muse rouge, disparue en 1939 :
Après son retour en France, en 1945, Picard repris son métier et continua encore plusieurs années à chanter ses succès de la Muse dans des goguettes populaire et des concerts.
Maurice Hallé se fit encore entendre à la Vache enragée (un cabaret montmartrois), installée en 1949 au « Consulat », rue Norvins, à deux pas de la place du Tertre, et aussi dans quelques goguettes de quartier.
Dès le début mars 1946, les sociétés philanthropiques et carnavalesques de Dunkerque et sa région assurent après sept années d’interruption causées par la guerre la renaissance du Carnaval de Dunkerque. Les défilés de ce carnaval se déroulent dans une ville encore en ruines.
Non loin de là, à Lille, la tradition des goguettes n’a pas totalement disparu. Un témoin rapporte l’existence d’une goguette lilloise dans les années 1950 :
Robert Lecoche se souvient que dans les années 1950 dans un café tenu par ses grands parents dans un quartier populaire de Lille, chaque samedi une vingtaine d’habitués poussaient chacun à tour de rôle leur chanson. C’était une goguette. Même si le mot n’était pas utilisé. Elle disparut finalement victime de l’installation d’un juke-box dans le café.
Il s'agissait du café Aux caves du progrès, tenu par Albert Vasseur dans le quartier Saint-Sauveur de Lille. Un accordéoniste venait parfois y accompagner les chanteurs.
Le Cornet poursuit ses activités jusque dans les années 1960.
Et un autre témoin rapporte l’existence d’une goguette populaire à Paris durant la même période :
Basile Pachkoff se souvient que dans les années 1960, dans le marché couvert Daguerre, dans la rue du même nom à Paris existait une goguette : chaque samedi en fin de matinée un accordéoniste venait devant l’étalage d’un marchand de légumes au fond du marché. Un petit groupe de clients et de gens du marché qui se connaissaient et n’étaient pas tout jeunes se rassemblait autour et chantait des chansons.
Les années 1960 voient la disparition du dernier Tampe lirica (Temple lyrique) de Turin. Cette société artistique et chantante se réunissait via XX Settembre dans le sous-sol du cinéma il Reposi. Elle poursuivait une tradition turinoise apparue au début du XIXe siècle, à une époque où la ville était française.
En 1967, la célèbre goguette de la Lice chansonnière fondée en 1831 disparaît au bout de 136 années d'existence. Dans son héritage sont toujours connues deux célèbres chansons française : Ma Normandie de Frédéric Bérat et L'Internationale de Charles Pothier. Mais la Lice chansonnière elle-même est aujourd'hui oubliée du grand public qui connait encore ces chansons.
À Trappes, la goguette organisée en société des Bigophones Gaulois, créée par l’amicale du personnel de l'Office national de météorologie et dirigée par Jean Goudron, prospère jusque dans les années 1960 et 70. Elle participe à des fêtes publiques et à l’émission de télévision « La Lorgnette », de Jacques Martin, le 12 mars 1978.
Dans plusieurs villes françaises l’activité des goguettes bigophoniques continue aujourd'hui : à Châtellerault elle fait partie du patrimoine local. Une fanfare bigophonique existe toujours au Luc, à Menton, Rurange-lès-Thionville et Sospel.
Dunkerque et ses alentours n’ont pas non plus abandonné la tradition goguettière.

#### Maintien de la tradition des goguettes à Dunkerque et dans sa région

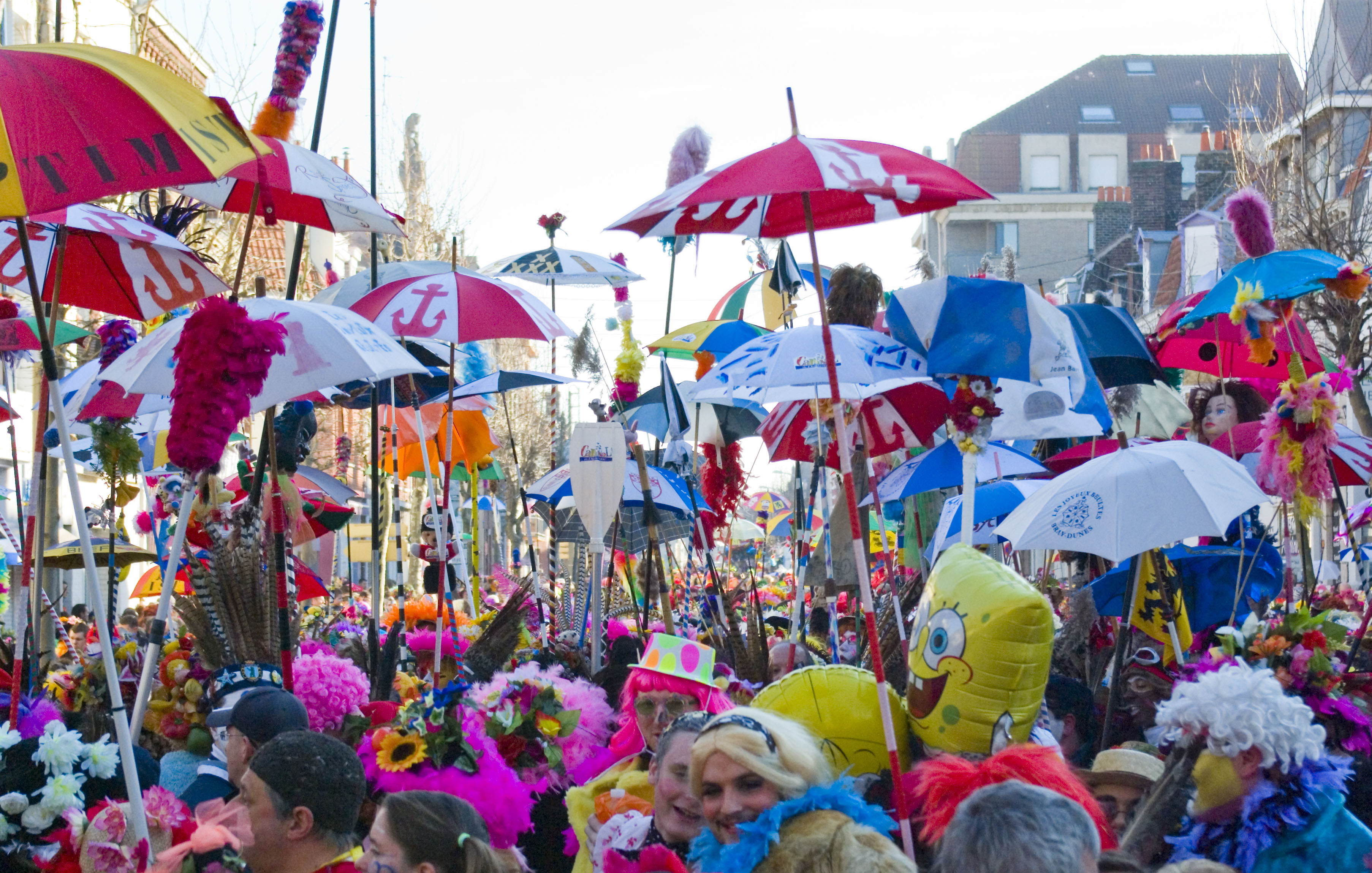
Le Carnaval de Dunkerque.

Les actuelles sociétés philanthropiques et carnavalesques de Dunkerque et sa région fonctionnent comme les goguettes de Paris et sa banlieue d’avant février 1835 :
| - Le nombre des affiliés, recrutés localement, est inférieur à dix-neuf (seules quelques sociétés philanthropiques et carnavalesques de Dunkerque et sa région comme les Acharnés échappent à cette règle et atteignent une cinquantaine de membres). - Ce sont souvent des ouvriers ou, en général, des personnes de milieu populaire. On y rencontre aussi des gens de milieux et d’opinions les plus différentes. - Ils créent des chansons sur des airs connus qui sont reprises dans les fêtes et au Carnaval. | - Le but essentiel recherché est la distraction et l’amusement. - En plus de la distraction et l’amusement on récolte de l’argent pour aider ceux qui en ont besoin. - Ces sociétés bien que poursuivant des buts similaires conservent chacune pleinement leur indépendance et portent un nom dont leurs membres sont fiers. Elles ont toutes leur identité marquée, leur propre liberté de décision. - Leur durée de vie s’étend sur des dizaines d’années. |

À Dunkerque aujourd’hui on dit les Acharnés ou les Potes Iront pour parler des membres de la société philanthropique et carnavalesque des Acharnés ou des Potes Iront, comme hier on disait à Paris les Joyeux ou les Animaux pour parler des membres de la goguette des Joyeux ou des Animaux.
Le maintien jusqu’à aujourd’hui de la tradition des goguettes à Dunkerque et dans sa région a pérennisé les traditions festives populaires, dont le Carnaval, et assuré leur prospérité dans les villes concernées.

#### Vers une renaissance des goguettes?
En 1988 parait le premier ouvrage général retraçant l’historique de la société du Caveau : Brigitte Level, À travers deux siècles, le Caveau, société bachique et chantante, 1726-1939, édité aux Presses de l’université Paris-Sorbonne.
En 1992 est créée à Paris par Christian Paccoud, dans la salle de son café La Folie en tête, dans le quartier de la Butte-aux-Cailles, la goguette de La Cour des ânes qui existera durant plusieurs années avant de disparaître.
En 2001, lors de la commémoration de la loi de 1901 sur les associations à but non lucratif, le mouvement de masse des goguettes, précurseur de l’associativité moderne, est ignoré. Il n’est pas non plus fait mention des sociétés chorales, qui organisaient des rassemblements festifs et chantants de milliers d’adhérents dès les années 1850-1860, sous le règne de Napoléon III.
C’est seulement en 2002, que sont enfin publiées pour la première fois les œuvres complètes de Charles Gille. Cet événement a lieu en Allemagne et passe inaperçu en France. La découverte récente de deux manuscrits de Gille, dont un entièrement autographe et l’autre en partie autographe reliés en un volume, a permis cette première édition des œuvres complètes de Charles Gille.
En décembre 2004, dans la tradition des goguettes politiques d’opposition, est créée à Paris la goguette des Z’énervés. Un « défouloir » qui fait scène ouverte chaque lundi soir au Limonaire avec un musicien accompagnateur. Un blog commun est disponible pour déposer ses chansons.
Son initiateur, Christian Paccoud, précise : « La goguette est née dans les années 1820. À l’époque, elle se tenait dans des sociétés secrètes car elle était interdite par les autorités. »
La Goguette des z'énervés poursuit durant dix ans ses activités au Limonaire. Elle les continue depuis tous les lundis soir sur la péniche parisienne El Alamein ancrée face à la BNF.
En 2004 est créée la goguette d'Enfer à Chassepierre en Belgique, au Festival international des arts de la rue. La même année, Alain Vannaire, président de l’association On connait la chanson, crée en Auvergne, près de Clermont-Ferrand, dans le petit village de Saint-Bonnet-près-Riom, la goguette du Gamounet. Un des goguettiers du Gamounet a depuis fondé dans la Haute-Loire, à Brioude, une goguette qui se réunit le deuxième samedi du mois au café lecture La Clef. D’autres initiatives similaires et peu nombreuses ont été prises ces dernières années. Elles s’accompagnent d’historiques approximatifs.
Le site Internet de la goguette d'Enfer parle ainsi de goguettes se réunissant au XIXe siècle dans des « Cafés semi-clandestins », « foyers d’agitation ouvrière » où « Les goguettiers affichent une préoccupation commune : leur républicanisme militant. »
Ces récits accréditent la fable de la suppression des goguettes, toutes politisées et révolutionnaires, en 1851.
Alors que les goguettes étaient publiques et comptèrent dans leurs rangs des hommes comme Adolphe Thiers. Que la plupart des goguettiers n’étaient pas politisés. Que certaines goguettes politisées comme les Enfants de la Gloire étaient bonapartistes. Et que les goguettes continuèrent à exister après 1851.
Pour renouer avec le passé goguettier parisien, Alexandra Bristiel a fondé en juin 2010 en banlieue de Paris, dans la Cité Jardins d’Asnières, la goguette des Jardiniers. Dans un appel à regoguettiser Paris édité et lancé le 12 juillet 2010 qu’elle signe avec Basile Pachkoff est proposé un mode d’emploi pour en créer d’autres. Il est inspiré par les goguettes parisiennes d’avant 1830 et le fonctionnement des actuelles sociétés philanthropiques et carnavalesques de Dunkerque et sa région :

« Le nombre des affiliés tous recrutés localement est de 19 maximum.

Quand les affiliés sont âgés de moins de 10 ans ils sont 9 maximum.

C’est très ouvert. On y rencontre les gens les plus différents.

Le but essentiel recherché est la distraction et l’amusement.

On y chante des chansons, on en crée d’autres sur des airs connus.

Chaque goguette bien que poursuivant des buts similaires aux autres conserve pleinement son indépendance

Elle porte un nom qui marque son identité et se choisit un emblème et une couleur.

C’est une structure légère et conviviale, on peut se réunir en appartement.

Son dépôt en tant qu’association selon la loi de 1901 n’a pas d’utilité.

On n’est pas obligé de chanter fort.

C’est plus agréable au cas où l’on ne chante pas juste et ça ne dérange pas le voisinage.

On reçoit éventuellement des visiteurs pour expliquer et populariser les goguettes. »

Le texte se termine par une invitation à regoguettiser Paris : « La Révolution Goguettière est en marche !!! À bas la grisaille, vive la joie, l’amitié et la chanson !! »
La goguette des Jardiniers a créé un blog et poursuivi durant quelque temps ses activités.
En février 2013 est paru aux éditions Plein Chant, à Bassac, une somme sur les goguettes, comportant la réédition de 500 pages de textes anciens accompagnés de 200 pages de notes et 350 illustrations : La Goguette & les Goguettiers, par Eugène Imbert et alii (Charles Supernant, Louis Couailhac, Louis-Agathe Berthaud, Nicolas Brazier, etc.). Depuis sont nées deux goguettes parisiennes toujours actives : les Machins Chouettes et les Enfants de Priape.
À Toulouse, le café associatif Chez ta mère est créé en 2011. Dans son cadre va exister une goguette baptisée Ta mère la Goguette. Elle se réunit régulièrement chaque troisième mercredi du mois. La fermeture du café associatif survient en mai 2017. La goguette poursuit ses activités au bar toulousain Le Barboteur.
Depuis novembre 2019, le mouvement des Gilets Jaunes en France utilise beaucoup cette technique, reprenant des airs populaires pour y transposer des paroles militantes.
Le quatuor parisien Les Goguettes en trio, mais à quatre revendique une veine satirique dans la tradition des goguettes et a pour ambition « d’être dans l’humour, d’être dans l’ironie, le second degré ou la caricature ».

## Voir et entendre une goguette
- Vidéo de Gilles Michel : un extrait d’une goguette du Gamounet à Saint-Bonnet-près-Riom en 2009[392].

## Chansons sur la goguette

### Émile Debraux,Les Goguettes ou Petit tableau des sociétés lyriques connues sous cette dénomination vulgaire.
Air : Trou la la.
| Refrain Quel cancan, (bis.) Dans nos goguett’s à présent ! Quel cancan ! (bis.) C’est vraiment Fort amusant. 5 Ces secrétair’s bons lurons N' sachant pas signer leurs noms, Écrivant société Par trois S et par deux T. | 1 Sociétaires, visiteurs, Auditeurs, chanteurs, auteurs, C’est à qui clabaudera, C’est à qui s’écorchera. 6 Et ces aimables censeurs Qui, bavards et tapageurs, Pour que l' silenc' règn' toujours, Après vous braill’t comm' des sourds. | 2 D’abord ces gens du bureau Qui, fiers d’un titre si beau, Quand ils ont leur bel habit, Sont gais comm' des bonnets d' nuit. 7 Plus loin je vois maint auteur Qui, dans sa bouillante ardeur, Au Parnass' veut êtr' placé, Et n' sait pas son ABC. | 3 Faut voir ces brav’s présidents, Vous ont-y d' fameux rubans ! Celui d' la légion d’honneur N’est qu’un chiffon près du leur. 8 Et c' pourvoyeur bon enfant Qui vous dit effrontément : Sablez ce nectar si doux, C’est d' la piquette à 8 sous. | 4 Puis ces bons maîtres des chants, Pleins de verve et de talents, Qui n' chant’raient pas sans fausser Mam’selle voulez-vous danser. 9 Mes amis, pas de courroux, J' n' ai pas voulu parler d' vous ; Si j’ai vu pareil tableau, C' n' était que d' l' aut' côté d' l' eau. |

### P.-M. France,La Goguette, 1824.
Air : Du Vaudeville de Ninon de l’Enclos.
| 1 Je chante ce cercle joyeux, Où chaque jour la gaité brille ; Où chacun sait, à qui mieux mieux Des amis faire une famille. Chaque matin, à mon loisir, Je dis à ma muse discrète : Chanter le temple du plaisir, N’est-ce pas chanter la Goguette ? 5 Le matin, le soir, bien souvent, Je suis grondé par Aspasie ; Elle me traite d’inconstant, Quand elle me voit chez Sophie. De vous, quand je suis aperçu, Le tourment s’enfuit de ma tête : Et je suis toujours bien reçu Chez les amis de la Goguette. | 2 Si chez un avare odieux, Pour un déjeuner on m’invite, M’offrant ses mets, ce furieux En secret maudit ma visite. Le soir, maudissant le matin, Ici je me rends en cachette ; Car la gaité verse le vin Qui se consomme à la Goguette. 6 Quand je passe du linge blanc, Le samedi, ma bonne femme Me bougonne jusqu’au moment Où je pars ; mais, au fond de l’âme, Je ris tout bas de son courroux, Et pendant qu’elle s’inquiète, Tranquillement je viens chez vous Rire et chanter à la Goguette. | 3 Très fréquemment, avant midi, Un importun me désespère, Et du dimanche au vendredi, Le soir je m’ennuie au parterre. Le samedi, bien plus humain, Vient me tirer de ma retraite, Et pour dissiper mon chagrin, Il me conduit à la Goguette. 7 Amis, gardons pour les Français L’excellent vin de la comète ; Abandonnons pour les Anglais Ce qu’on appelle la piquette. De ces sombres Caméléons Repoussons la froide étiquette ; En France, vidons les flacons, Et venons rire à la Goguette. | 4 Pour me guérir, un médecin M’offre patience, bourrache, Bols et chiendent, soir et matin, Fumeterre, cresson, bardache. Mais, pour me sauver du trépas, Je connais une autre recette : Je prends (je ne m’en défends pas) La tisane de la Goguette. 8 Quand pour aller trouver Pluton, Il faudra faire le voyage, Je ferai dire au vieux Caron De m’attendre au bord du rivage, Le temps que je vienne en ce lieu Vous trouver au sein d’une fête, Le verre en main, pour dire adieu Aux apôtres de la Goguette. |

## Sources
- Promenade à tous les bals publics de Paris, barrières et guinguettes de cette capitale, ou revue historique et descriptive de ces lieux par M. R***, habitué de toutes les sociétés dansantes de Paris et des barrières - Paris, Terry jeune, Libraire 1830.
- L'Écho lyrique, feuille d'annonces, journal littéraire, artistique, théâtral et chantant, paraissant le dimanche., 1843.
- La grande ville : nouveau tableau de Paris, comique, critique et philosophique, par MM. Paul de Kock, Balzac, Dumas, etc. ; illustrations de Gavarni, Victor Adam, Daumier... etc., Marescq éditeur, Paris 1844.
- Marc Fournier, etc. Paris chantant, Romances, chansons et chansonnettes contemporaines, Lavigne éditeur, Paris 1845.
- Joseph Landragin Les mystères de la Goguette dévoilés, chez l'auteur, Paris 1845, in-8°, 15 p.
- Gérard de Nerval Les soirées d'octobre, Paris 1852.
- L'Hirondelle lyrique, Écho des goguettes, Recueil de Romances, Chansons et Chansonnettes comiques entièrement inédites, publiées et chantées par Clovis Poirée, première livraison, Paris novembre 1852.
- Réunions chantantes, dites goguettes, constituées au cabaret par certains ouvriers parisiens., dans : Les ouvriers européens : étude sur les travaux, la vie domestique et la condition morale des populations ouvrières de l'Europe ; précédées d'un exposé de la méthode d'observation. Tome 6, par F. Le Play, A. Mame et fils éditeur, Tours 1877-1879. Cette page est une réédition de Sur les réunions chantantes dites Goguettes, texte publié dans Les Ouvriers des deux mondes, tome 2, 1858.
- Émile de Labédollière Le Nouveau Paris, Gustave Barba Libraire-Éditeur Paris 1860.
- Le Caveau, Société lyrique et littéraire, Table générale des chansons et poésies diverses publiées en 26 volumes par la Société du Caveau de 1834 à 1860.
- Alfred Delvau Les Cythères parisiennes : histoire anecdotique des bals de Paris. Avec 24 eaux-fortes et un frontispice de Félicien Rops et Émile Théron, E. Dentu éditeur, Paris 1864.
- La Chanson illustrée, paraissant tous les dimanches, directeur : François Polo ; rédacteur en chef : Alexandre Flan, Paris 1869–1870.
- Eugène Imbert La Goguette et les goguettiers, Étude parisienne, 3e édition, augmentée, 6 portraits à l'eau-forte par L. Bryois, in-8, 121 pages, Paris 1873.
- Charles Coligny, La Chanson française, histoire de la chanson et du Caveau contenant l'historique de toutes les principales sociétés chantantes et des biographies de chansonniers..., ornée de quatre-vingt-dix portraits par Pierre Petit, des membres du Caveau et de la Lice chansonnière, précédée d'une étude sur Charles Coligny par Alfred Leconte et suivie d'une notice sur les félibres par Sylvain St Étienne, Michel Lévy frères, Paris 1878.
- La Chanson, Revue mensuelle, Archives de la chanson, Écho des sociétés lyriques, années 1878-1880.
- Charles Vincent Chansons, mois et toasts, E. Dentu Éditeur, Paris 1882.
- Eugène Baillet, Chansons et petits poèmes, Préface ou extrait de l'Histoire de la Goguette, nouvelle édition entièrement revue par l'auteur, L. Labbé éditeur, Paris 1885, pages I à XXVIII. Texte de la préface en ligne [html].
- Henri Avenel Chansons et chansonniers, C. Marpon et E. Flammarion Éditeurs, Paris 1890.
- Nouvel Écho, Revue littéraire & dramatique illustré bimensuelle. numéros 4, 5, 7, 1892.
- Jean Frollo, Paris qui chante, article paru dans Le Petit Parisien, 18 janvier 1898.
- Jean-François Gonon, Histoire de la chanson stéphanoise et forézienne depuis son origine jusqu'à notre époque., Éditée par l'imprimerie coopérative « L'Union typographique », Saint-Étienne, 1906.
- Georges Droux La chanson lyonnaise, histoire de la chanson à Lyon, les sociétés chansonnières, Revue d'histoire de Lyon, A. Rey et Cie éditeurs, Lyon 1907, 113 pages.
- Ethnologie française, 3, tome 12, juillet-septembre 1982, pages 247-260 (étude sur les goguettes rurales au milieu du XIXe siècle autour de Paris groupant des cultivateurs et artisans du département de Seine-et-Oise)
- Robert Brécy Florilège de la Chanson Révolutionnaire, De 1789 au Front Populaire, Éditions Ouvrières, Paris 1990.
- Jacques Rougerie Le mouvement associatif populaire comme facteur d'acculturation politique à Paris de la révolution aux années 1840 : continuité, discontinuités., Annales historiques de la Révolution française, année 1994, volume 297, p. 493-516.
- Documentation fournie par l'office de tourisme de Dunkerque en janvier 1997.
- Corpsyphoniog .
- Basile Pachkoff, « Les goguettes », 2010, page du site Internet Du Temps des cerises aux Feuilles mortes.
- La Goguette & les Goguettiers, par Eugène Imbert et alii (réédition de textes du XIXe siècle). Glossaire-Index par Jean-Michel Bourgeois. Éditions Plein Chant, Bassac, Collection « Gens singuliers », 2013, 704 pages en 2 volumes, 350 illustrations.
- Arrêt sur image avec une présentation intéressante de la goguette au 19e s.

### Recueils de chansons et airs de chansons de goguettes
- Chansonnier des Sociétés Lyriques ou Choix de Chansons Inédites, publié par R.-C. Brossier et P. Mosment, Première année, Paris 1826, 247 p.
- La Goguette, chansonnier de table et de société (recueil de 480 pages de chansons de goguettes), Chez tous les marchands de nouveautés, Paris 1834.
- Charles Regnard et Charles Gille, La chanson de nos jours, chansons populaires contemporaines, deuxième volume (recueil de 319 pages de chansons de goguettes œuvres de 48 auteurs), Eyssautier éditeur, Paris 1844.
- Recueils d’airs pour faire des chansons : La clé du Caveau, 518 p., 1811, La musette du vaudeville, 498 pages, 1822, Musique des chansons de Béranger, 344 p.